# Wernher von Braun
Wernher Magnus Maximilian Freiherr von Braun (Wirsitz, Német Birodalom, 1912. március 23. – Alexandria, Virginia, USA, 1977. június 16.) német tudós, a rakétatudomány és az űrrepülés kiemelkedő alakja. A második világháború előtt és alatt a Harmadik Birodalom rakétaprogramjának, a megtorlófegyverek (Vergeltungswaffe) fejlesztésének, majd 1945-től az Egyesült Államok rakéta- és űrrepülési programjának egyik vezetője volt. Az Egyesült Államokban az űrprogram és a holdra szállás megvalósításának kulcsfigurájaként tartják számon.
Wernher von Braun a rakéták elméleti atyja, az orosz Konsztantyin Ciolkovszkij elgondolásait és az amerikai Robert Goddard publikus elméleti kutatásait továbbfejlesztve, a folyékony hajtóanyagú rakétákban találta meg a leghatékonyabb megoldást a rakétarepülésre. Munkássága a világűr meghódítását célozta, ám kezdetben a rakétafegyverek fejlesztésére volt lehetősége. Karrierjének kezdete egybeesik Adolf Hitler nemzetiszocialista rezsimjének időszakával, amelyben állami katonai monopóliummá tették a rakétafejlesztést, így az ezzel foglalkozó tudósnak saját hazájában csak a hadiipar adhatott lehetőséget a munkára. 1934–1944 között kifejlesztette az Aggregat rakétasorozatot (az A–1, A–2, A–3 és A–4 rakétákat), amelyek közül az A–4 vált szériaéretté, ennek nevét Hitler V–2-re (Vergeltungswaffe–2 – Megtorlófegyver 2) (ejtsd: fau kettő) változtatta. A német fejlesztések fő helyszíne Peenemünde volt. A fegyverrel főként Londont és Antwerpen kikötőjét támadták több ezer ember halálát okozva.
Von Braun – saját állítása szerint kényszerből – tagja lett a náci pártnak, az NSDAP-nak és annak paramilitáris szervezetének, az SS-nek is. Ez utóbbiban a sturmbannführeri (kb. őrnagy) rangig emelkedett. A V–2 sorozatgyártási programja számára a nácik igénybe vették a Mittelbau-Dora koncentrációs táborban őrzött foglyok kényszermunkáját is, amibe az utólagos elemzések szerint kb. 20 000 fogoly halt bele (ironikus módon több ember, mint amennyivel maga a rakéta fegyverként végzett). Von Braun végig állította, hogy nem volt részese ennek a folyamatnak, nem tudott a kényszermunka és a V–2 összefüggéseiről. Egyes foglyok vallomásai és kollégája, a később az USA-ból a vádak hatására hazatelepült Arthur Rudolph körüli médiaérdeklődés szerint ez nem volt igaz, de nem találtak bizonyítékot feltételezett bűnösségére.
A második világháborút követően amerikai hadifogságba került, ahol az amerikaiak a Gemkapocs művelet keretein belül alkut ajánlottak a rakétatudósnak: áttelepítik az Egyesült Államokba, ahol az amerikaiak rakétaprogramjain fog dolgozni – a vele szintén áttelepített peenemündei mérnökcsoport élén –, cserében a nemzetiszocialista múltját nem vizsgálják. 1945 augusztusában megérkezett az Egyesült Államokba, ahol a hadsereg rakétakísérleteibe kapcsolódott be (az USA hadizsákmányként kb. 300 vagonnyi V–2 alkatrészt és dokumentációt vitt haza, ezekből épített repülőképes rakétákat, amiket a White Sands Rakétakísérleti Telepen bocsátottak fel, Új-Mexikóban). Később, amikor a kísérletek kinőtték White Sandset, a mérnökcsoportot átköltöztették az alabamai Huntsville-be, a Redstone Arsenal (RSA) katonai bázisra, ahol a hadsereg rakétakísérleti központja tevékenykedett, amiből megalakult a Hadsereg Ballisztikus Rakéta Ügynöksége (Army Ballistic Missile Agency, ABMA). 1950-ben az ABMA technikai igazgatója lett. Első munkáik között a PGM–11 Redstone kifejlesztése szerepelt. Később ebből a harcászati ballisztikus rakétából fejlődött ki az első amerikai űrhajóst a világűrbe eljuttató rakéta a Mercury-programban.
1957. október 4-én a szovjetek felbocsátották a Szputnyik–1-et, amelyre válaszul az amerikaiak is megpróbáltak egy műholdat Föld körüli pályára juttatni, ám az erre szánt Vanguard-program rakétája kudarcot vallott. Ekkor őt kérték fel, hogy az ABMA által fejlesztett Jupiter–C rakéta továbbfejlesztésével készítsen el egy műholdat a világűrbe juttató hordozóeszközt. A megbízást siker kísérte és Wernher von Braun adta Amerikának az első olyan űrrakétát, amellyel elérték a világűrt. 1958-ban az USA akkori elnöke, Dwight D. Eisenhower megalapította a NASA-t, ahová a világűrt érintő minden rakétafejlesztést összevontak. Így került az ő munkahelye is a NASA fennhatóság alá. A Redstone Arsenal területén megalakult a NASA Marshall Space Flight Centere, amelynek von Braun az első vezetője lett. Itt kapta feladatul, hogy az USA első emberes űrprogramja, a Mercury számára alkossa meg a Redstone rakéta űrhajót hordozó változatát. Sokak szerint az ő késlekedése okozta, hogy az első ember feljuttatásáért vívott versenyt a szovjetek nyerték Jurij Gagarinnal és Vosztok–1-gyel 1961. április 12-én.
A szovjetekkel szembeni vereség hatására az új elnök, John F. Kennedy útjára indította az Apollo-programot, amelyben Wernher von Braun azt a feladatot kapta, hogy fejlessze ki a minden addigit felülmúló teljesítményű és nagyobb fizikai méretekkel rendelkező Saturn V rakétát. 1961–67 között sikerült teljesíteni ezt a megbízást (von Braun munkája nem abból állt, hogy a rajzasztal felett görnyedve aprólékos gonddal megtervezte a rakétát, hanem ő egy szervező menedzser volt, aki több ezer ember munkáját átlátva és felügyelve elvezette a szervezetet oda, hogy az megalkossa a sikeres végterméket). 1969. július 16-án felszállt az Apollo–11, amely Neil Armstronggal, Buzz Aldrinnal és Michael Collinsszal sikeresen megvalósította az emberiség első holdra szállását.
Von Braun fő tevékenysége mellett még útjára indította a Skylab-program technikai részét, valamint rendkívül sikeres ismeretterjesztővé vált az űrtevékenység népszerűsítése terén. 1970-ben a NASA egyik főigazgató-helyettese lett, ám 1972-ben összetűzésbe keveredett több NASA vezetővel, és elhagyta az űrügynökséget. Ezt követően a Fairchild Industries cég alelnöke lett.

## Családja, gyermek- és ifjúkora
Magnus von Braun báró második gyermekeként látta meg a napvilágot 1912. március 23-án Wirsitzben, az akkori Német Birodalom részét képező Posen tartományban, a mai Lengyelország területén, Poznan közelében. Nemesi családba született, ám röviddel születése után, az első világháborút követően, 1919-ben eltörölték a nemesi előjogokat, de a nemesi titulust a családnév részeként továbbra is fel lehetett tüntetni. A családnevében ily módon szerepelt továbbra is a magyar bárói címhez hasonló Freiherr titulus jeleként a von szócska. A családnak három fiúgyermeke közül Wernher a középső volt. Bátyja, Sigismund von Braun a külügyminisztérium szolgálatában állt egészen az 1970-es évekig, öccse, ifj. Magnus von Braun pedig Wernherhez hasonlóan rakétatudós lett, és bátyjával együtt került az Egyesült Államokba, ahol az Apollo-programot követően a Chrysler egyik felső vezetője lett.
Édesapja konzervatív politikusként a weimari köztársaság földművelésügyi minisztere lett. Édesanyja, Emmy von Quistorp szintén nemesi származású volt; ősei között számos királyi család található (III. Fülöp francia, I. Valdemár dán, III. Róbert skót, és III. Eduárd angol királyok), s távoli rokona volt még Eva Braunnak, Adolf Hitler feleségének is.
A versailles-i békeszerződés értelmében szülővárosa Lengyelországhoz került, így 1920-ban családja, sok német famíliához hasonlóan Németországba, Berlinbe telepedett át, ahol édesapja a belügyminisztériumban kapott állást. A kisfiú érdeklődése ebben az időszakban lett rendkívül szerteágazó. Mivel az lutheránus vallás szerint nevelték, gyermekként részt vett a hitéletben. Konfirmálására édesanyjától távcsövet kapott ajándékba, amely felkeltette érdeklődését a csillagászat iránt, ami élete végéig meghatározó volt számára. 1924-ben tanúja volt Max Valier és Fritz von Opel rakétaautókkal végzett sebességrekord-kísérleteinek. Ez az esemény olyannyira felfokozta a rakéták iránti vonzodását, hogy komoly károkat okozott az utcán, ahol lakott, amikor egy játékautóra tűzijáték-rakétákat erősített, és azok felrobbantak. Emiatt a rendőrök letartóztatták, és a fogdából apjának kellett kiváltania. Ugyanakkor más olyan tevékenységek iránt is megnyilvánult az érdeklődése, amelyek későbbi életében nem játszottak szerepet, azonban határozottan megmutatták tehetségét. Szülei zeneórákra járatták, ahol megtanult csellón és zongorán játszani, méghozzá olyan tehetséggel, hogy fejből játszott Beethoven- és Bach-műveket. Az élmény hatására elhatározta, hogy zeneszerző lesz, és be is iratkozott Paul Hindemith óráira.
1925-ben szülei beíratták egy bentlakásos iskolába, ami a Weimar közeli ettersburgi kastélyban volt. Von Braun nem volt jó tanuló, különösen nem fizikából és matematikából. 1928-ban az iskolában szert tett Hermann Oberth Die Rakete zu den Planetenräumen („Rakétával a világűrbe”) című könyvére, amely végképp megbabonázta, és meggyőzte arról, hogy a két tárgyból sokkal jobban kell teljesítenie. Evégből 1928-ban szülei átíratták a Hermann-Lietz Internátusba, az Északi-tengernél fekvő, kelet-frízföldi Spiekeroogba, amely szintén bentlakásos iskola volt, ahol jelentkezett a fizikai és matematikai fakultásra, így eredményei jelentősen javulni kezdtek.
Középiskolái befejeztével, 1930-ban jelentkezett a Berlini Műszaki Főiskolára. Itt lépett be az Űrhajózási Társaságba (Verein für Raumschiffahrt vagy röviden VfR), amely életének végképp irányt szabott. Itt Willy Ley asszisztense lehetett, aki folyékony hajtóanyagú rakétákkal kísérletezett, együttműködve Hermann Oberthtel, az űrkutatás úttörőjével. A főiskolán 1932-ben gépészmérnöki diplomát szerzett, azonban a szabadidejében végzett rakétakutatások meggyőzték arról, hogy ennél magasabb fokú képzettségre is szüksége lesz. Ennek érdekében beiratkozott a berlini Frigyes Vilmos Egyetemre, további tanulmányok végett fizikából, kémiából és csillagászatból. Ezt a kurzust 1934-ben fejezte be doktori címmel.
Tanulóévei alatt két személy volt, akik döntő befolyással voltak érdeklődési körére. Ezek egyike Oberth erdélyi szász származású tudós volt. Az asztronautika egyik atyjaként tartják számon, aki elméleti munkáiban fektette le elképzeléseit a világűr eléréséről. Von Braun vele később, Peenemündében szorosabb munkakapcsolatba is került. Erről később így vallott: 
„Hermann Oberth volt az első olyan személy az életemben, aki amikor az űrhajók, az űrhajózás lehetőségéiről beszélt, kezébe fogott egy logarlécet és matematikailag megalapozott koncepciókat és terveket vázolt fel. Én magam nem csak vezércsillagomként tekintek rá, hanem első kapcsolatomként a rakétatudományok és űrutazás elméleti és gyakorlati kérdéseire vonatkozóan. Jár neki egy tiszteletbeli hely a műszaki tudományok történetében az áttörést jelentő hozzájárulásáért az űrhajózásban.”
A másik jelentős személy, aki hatással volt tevékenységére, Auguste Piccard, aki abban az időben ballonkísérleteivel a sztratoszférát, a világűr határát ostromolta. Egy korai találkozásukon azt mondta neki: „Tudja, azt tervezem, hogy egy napon eljutok a Holdra.” Piccard bátorító szavakkal válaszolt

## Németországi évei

### Az A–4 fejlesztése

Az A–4 sematikus metszeti rajza

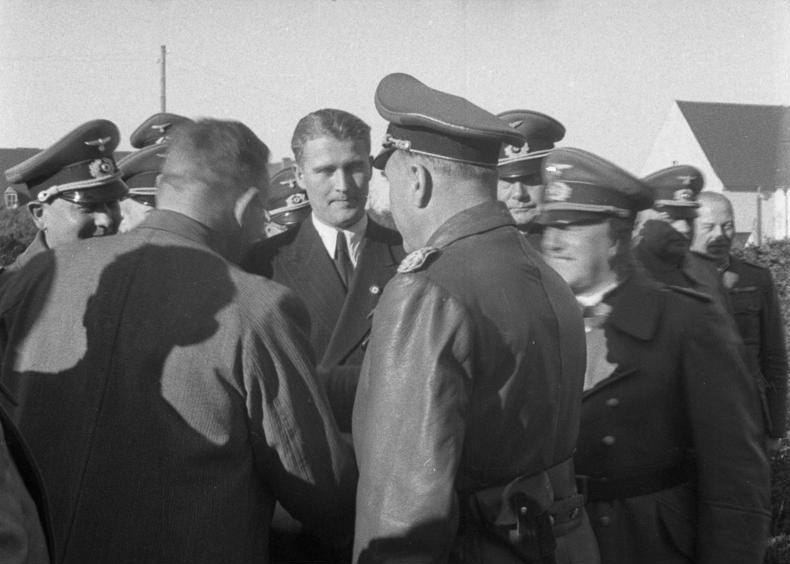
Von Braun német tisztek gyűrűjében a háború alatt

Von Braun 1930–1932 között, még diákként eljárt az Űrhajózási Társaság Berlin melletti telephelyére, ahol rakétakísérleteket végeztek. Ez egybe esett azzal az időszakkal, amikor a német hadsereg érdeklődni kezdett a rakétakísérletek iránt. Mivel a versailles-i békeszerződés korlátozásai nem terjedtek ki e fegyvernemre, ezért Németország szabadon fejleszthetett katonai célokra ilyen eszközöket. Lényegében életének végső irányba állítója ez a tény volt, a békeszerződés kínálta joghézag és az annak mentén keletkezett igény egybe esett céljaival, a világűrt (is) elérő rakéták fejlesztésével. 1930-ban Walter Dornberger tüzértisztet – későbbi legközelebbi munkatársát – kinevezték a Német Hadsereg Fegyverzeti Részlegének Ballisztikus Tanácsába, aki hamarosan keresni kezdte a kapcsolatot az Űrhajózási Tanáccsal. 1932-ben, amikor a civil szervezet nem volt képes finanszírozni a kísérletei helyéül szolgáló, az elhagyott berlin-tegeli lőtéren berendezett Raketenflugplatzot (Rakétarepteret), a hadsereg bérelte azt helyette. Később az Űrhajózási Tanács feloszlott, de tagjaiból sokan kerültek be a hadseregbe, ahol szervezett keretek között és megbízható pénzügyi forrásokra támaszkodva folytathatták a munkájukat. Köztük volt Wernher von Braun is, aki Dornbergerrel még egyetemi évei alatt közelebbi kapcsolatba került, és akit Dornberger magával vitt, amikor a kísérleteket Berlin külvárosából Kummersdorfba költöztették.
Von Braun munkássága 1934-ben már összefonódott a hadsereggel. Doktori értekezését az egyetemen 1934. július 27-én védte meg, amelynek két része volt: egy nyilvános „Rakéta égési tesztek” címmel, ám volt a dolgozatnak egy nem nyilvános része is „Folyékony hajtóanyagú rakéták építése és elméleti, illetve gyakorlati megoldásai” címmel, amelyet a német hadsereg titkosított (ezt a részt csak 1960-ban oldották fel a titkosítás alól). 1934 végére a rakétaépítéssel foglalkozó csoport, immár von Braunnal a soraiban két sikeres rakétaindítást is elvégzett, amely eszközök 2,2, illetve 3,5 kilométer magasságot értek el.
Később szisztematikusan elkezdődtek az Aggregat (Gépcsoport) nevű rakétaosztály munkái, amelyekhez immár Robert Goddard munkáit is igénybe vették (von Braun levelezésbe kezdett az amerikai rakétamérnökkel, és számos publikált eredményét fel is használták a munkához). A munka végül elvezetett az A–4 sorozathoz, amely később V–2 (Vergeltungswaffe–2 – „Megtorlófegyver–2”) néven vonult be a hadtörténetbe, mint az első működőképes és hadrendbe állított hordozórakéta, amit harci célokra használtak fel. Később mindkét oldal (von Braun és Robert Goddard is) megerősítette, hogy az amerikai úttörő munkáit felhasználva jutott a hitleri Németország a rakétafegyver birtokába. Von Braun azt nyilatkozta egyszer: „Az ő rakétái… bár a mai sztenderdek szerint kissé nyersek voltak, de mégis utat mutattak, és számos olyan jellemzővel bírtak, mint a mai modern rakéták és űreszközök”. A másik oldalról Goddard is azt nyilatkozta 1944-ben, amikor a nácik elkezdték bombázni Angliát a V–2-kkel, hogy von Braun felhasználta a munkáját, hogy eljussanak a V–2 létrehozásához.
A két mérnök párhuzamosan végzett munkái később jogi aggályokat is felvetettek. 1944. június 13-án Peenemündéből felbocsátottak egy A–4-et tesztcélokkal, azonban az jelentősen elvétette a Dániához tartozó Bornholm szigete mellett kijelölt célterületet, és Svédország területén zuhant le. A svédek 1944. november 13-án fedezték fel a roncsokat (amelyeket később bäckebói bomba néven említ a hadtörténet), amelyeket aztán a britek Spitfire vadászgépekért cserébe megvásároltak, és az amerikaiaknak adtak át. A roncsokat Annapolisba szállították (Maryland állam), ahol Goddardnak módja volt azokat átvizsgálni. Goddard a vizsgálatai alapján arra jutott, hogy a bomba néhány olyan védjegyoltalom alatt álló komponenst is tartalmazott, amelyet – állítása szerint – ő talált fel. Később von Braun Goddardnak a szabadalomsértésre vonatkozó vádjaira általánosságban úgy reagált: „…mély és őszinte sajnálatomat fejezem ki a V–2 rakéta áldozatai felé, de mindkét oldalon voltak áldozatok… a háború az háború, és amikor a saját országod háborúban áll, az a kötelességed, hogy segítsd megnyerni a háborút…”. Ettől konkrétabb magyarázatot is adott a német feltaláló azonban, miszerint soha sem ő, sem más kollégája Németországban sohasem látta Goddard szabadalmát. Állítása szerint mindössze amerikai kollégája A Method of Reaching Extreme Altitudes („Metódus rendkívüli magasságok elérésére”) című munkáját olvasta, amelyben azonban semmilyen specifikáció nem szerepelt, a németeknek kellett kikísérletezni és megvalósítani azok alapján a maguk rakétáját. Ezt később független szakértők is alátámasztották.
Wernher von Braun technikai irányítása alatt sorban kifejlesztették az Aggregat-sorozat rakétáit. Elsőként az A–1 került rajzasztalra von Braun irányításával, amelyet ma minden rakéta „nagyanyjának” tekintenek. Ez egy alkohol és cseppfolyós oxigén hajtású eszköz volt, amely mindössze 1,4 méter hosszú, 30,5 cm átmérőjű, 150 kilogramm tömegű rakéta volt, és 2,9 kN tolóerőt biztosított 1933-as megalkotásakor. Első startja kudarccal végződött, és erős instabilitást mutatott a tesztek során, ezért áttértek az utódja, az A–2 fejlesztésére. 1934 októberére készen állt az A–2, amelynek ugyanazok voltak a fizikai paraméterei, mint elődjének, ám külön hajtóanyag tartályt kapott. Ezzel két tesztindítás során már 2,2, ill. 3,5 kilométeres magasságot értek el a Borkum szigeti, északi tengeri lőtéren. Ezt követte az A–3, amely immár minőségi ugrást jelentett a közel ötszörös, 14,9 kN tolóerejével 6,6 méteres hosszával és 78 centiméteres átmérőjével. A rakéta szuperszonikus sebességre gyorsult, és akár 18 km magasságig is eljutott parabolapályáján. Ez az előrelépés, a Kummersdorf-beli első sikerek után Dornberger csapata úgy látta, hogy nagyobb helyet igényelnek a kísérletek, és a következő fejlődési fok, az A–4 rakéta fejlesztéséhez tovább kell költöztetni a kísérleti telepet, a Balti-tenger melléki Peenemündébe, a Luftwaffe lőterére.

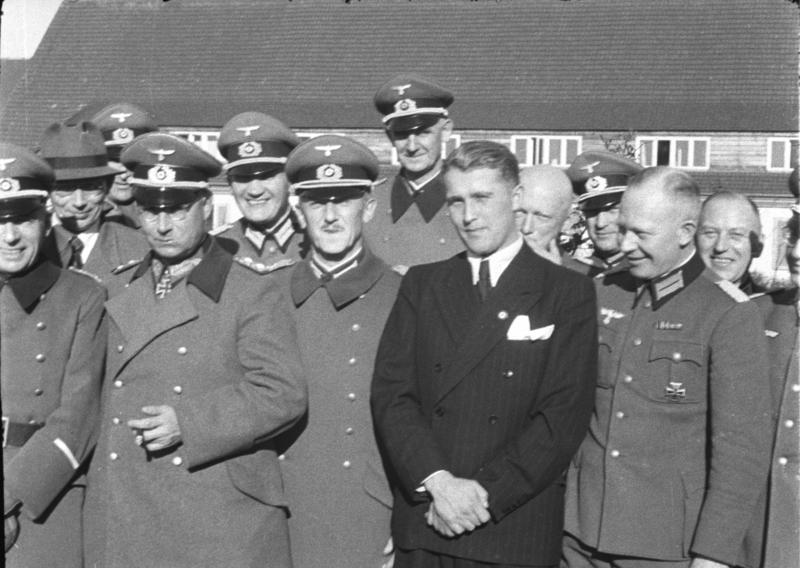
Wernher von Braun a Luftwaffe peenemündei kísérleti telepén, 1941-ben

A VfR spontán megszűnésével és a náci kormányzat azon intézkedésével, hogy betiltottak minden civil rakétafejlesztést, és azt ezután csak a hadseregnek engedélyezték azt eredményezte, hogy a rakétafejlesztések Németországban a peenemündei telepre összpontosultak. Az újonnan alakult kutatási részleg katonai parancsnoka Walter Dornberger lett, technikai igazgatónak pedig Wernher von Braunt nevezték ki. A telep elsősorban a Luftwaffe számára végzett kísérleti fejlesztéseket, amely kiterjedt az A–4 rakétára, a szuperszonikus Wasserfall légvédelmi rakétákra és repülőgépek felszállását segítő segédrakétáinak fejlesztésére. 1942. december 22-én Adolf Hitler elrendelte az A–4 rendszerbe állítását. A fegyverként alkalmazásra kerülő rakéta Hitlertől a „Megtorlás fegyvere 2” (Vergeltungswaffe–2, röviden V-2) nevet kapta , mivel az új fegyvert alkalmasnak ítélte a német városokat ért angolszász terrorbombázások megtorlására. A fegyver fő célpontjaként London bombázását tűzték ki, később ez kiegészült Antwerpen kikötőjével, ahol a szövetségesek partraszállása után nagy tömegű hadianyag fogadása zajlott.
A rakéták fejlesztési helyét erős támadás érte 1943. augusztus 17/18. éjjelén. A RAF az Operation Hydra (Hidra hadművelet) keretében a lengyel hírszerzés Honi Hadsereg csoportja jelentéseire támaszkodva Peenemündét, a német tudományos kutatóközpont térségét bombázta 596 Halifax, Short Stirling, Lancaster és egyéb bombázójával és összesen 1800 tonna bombát dobtak a célra. A támadásban jelentős anyagi károk keletkeztek, ám a német rakétafejlesztő csoport munkatársainak túlnyomó többsége túlélte a bombázást. Von Braun sérülések nélkül átvészelte a támadást, azonban Walter Thiel, a csoport hajtómű fejlesztési vezetője és Erich Walther főmérnök életét veszítette. Később jórészt ennek a bombatámadásnak a hatására telepítették át a rakéta gyártását a Harz hegység elhagyott bányáinak járataiba.
Hitler 1944. augusztus 29-én jelentette ki, hogy a V–2-vel végzett kutatások eredményei alapján a lehető leghamarabb indítják azt katonai célokra. Az első V–2-t 1944. szeptember 7-én indították párizsi célpontra a 444. üteg Hága melletti települési helyéről. Ebben a támadásban két rakétát bocsátottak útjára, ám mindkettő lezuhant röviddel a start után. Másnap megismételték a támadást, ezúttal sikerrel, és ezután Londont kezdték bombázni. Winston Churchill csak jó pár héttel később, 1944. november 10-én tájékoztatta a parlamentet, hogy London egy újfajta fegyver támadása alatt áll.
A második világháború során összesen 3172 V–2-t indították különböző angliai, belgiumi, franciaországi, hollandiai és németországi célpontok ellen, amelyek súlypontjában London és Antwerpen állt. Ezek „eredményeként” 2754 civil áldozatot tartanak nyilván a hatalmas anyagi károk mellett (a brit hírszerzés megpróbálta álhírekkel megtéveszteni a németeket, miszerint a rakéták 10-20 kilométerrel túlrepültek Londonon, amely hatásos is volt, a rakéták fele a cél elérése előtt csapódott be, London sűrűn lakott területein kívül).

### Más fejlesztések
A rakétafejlesztési mérnökcsoportnak nemcsak az A–4/V–2 fejlesztése volt a fő feladata, hanem más rakétafejlesztések is. Ezek egyik iránya a repülőgépre szerelhető segédhajtómű volt, ami főként a felszállás fázisában segítette a repülést. Az ilyen irányú kísérletek 1936-ban kezdődtek, amikor Ernst Heinkel egy He-72-t adott kölcsön a kísérletekhez, majd a kezdeti sikerek láttán később még két másik He-112-t. A tesztek Kummersdorfban kezdődtek, majd átkerültek 1937 júniusában Neuhardenbergbe (egy Berlintől 70 km-re fekvő sík területre) ahol a kapott Heinkel-gépekkel folytak a kísérletek. Ezek egyike során a felszálló gép leállította a hagyományos motorját, és csak az újonnan fejlesztett segédrakéta segítségével emelkedett. Ugyan a repülőgéppel végül hasra szálltak, a géptörzs ennek hatására ki is gyulladt, a tesztben résztvevők megállapíthatták, hogy a gép kielégítően repül a rakétahajtóművekre támaszkodva is.

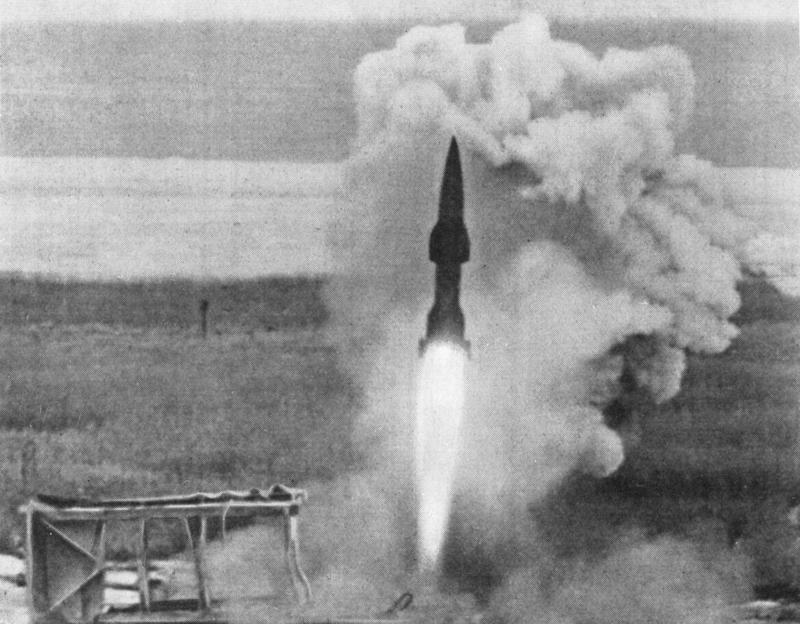
Egy Wasserfall-rakéta startja, 1944-ben

Később Hellmuth Walter is kifejlesztette a saját segédrakéta konstrukcióját, amely azonban hidrogén-peroxid meghajtású volt. Walter rakétája a von Braun-féle rakétának alternatívát jelentett, és elkezdődtek az összehasonlító tesztek, amelyben a Walter-féle verzió került ki győztesen, mivel az más elven működött (nem két nehezen kezelhető komponens égésén, hanem egy egyszerűbb kémiai párolgáson alapult), és így egyszerűbb, megbízhatóbb szerkezete volt a hajtóműnek, ezért a von Braun vezette fejlesztést leállították.
Egy másik fejlesztési irány a Németország fölé érkező hatalmas szövetséges bombázókötelékek megállítására szánt föld-levegő légvédelmi rakéta, a Wasserfall kifejlesztése volt. Ez a fejlesztés lényegében a V–2 egy kicsinyített és más célra optimalizált változata volt. Mivel a rakétának csak a bombázók szolgálati magasságáig kellett emelkednie, és lényegesen kisebb robbanófej is elegendő volt rajta, a V–2-t 1/4-ére lehetett méretben redukálni, miközben persze nagyobb manőverezőképességgel kellett ellátni. A fejlesztés 1942. november 2-án kezdődött a specifikáció lefektetésével, az első modellek 1943. márciusára készültek el, majd – a Hidra Hadművelet bombázásai miatt nagy késéssel – a prototípus 1944. március 8-án repült először. Következő év februárjára sikerült elérni vízszintes repülésben a szuperszonikus sebességet. Összesen harmincöt rakétaindításra került sor Peenemünde 1945. február 17-i evakuációjáig, amikor a projekt véget ért.

### NSDAP-tagsága
A náci Németországban élő és alkotó személyektől nehezen elválasztható, hogy milyen politikai meggyőződést vallottak, annyira átpolitizált volt az élet minden területe. Ráadásul von Braun egész későbbi életét beárnyékolta az a kérdés, hogy aktív életének németországi szakaszában őt nácinak tartsák-e, vagy ne. Történelmi feljegyzések szerint 1937. november 12-én folyamodott, hogy tagja lehessen a Nemzetiszocialista Német Munkáspártnak, amely az 5 738 692 sorszámmal fogadta tagjai közé. Egy már az Egyesült Államokban tett későbbi, eskü alatti nyilatkozatában azt állította, hogy a pártba való belépésére kizárólag azért került sor, mert ő lett a peenemündei kísérleti telep technikai igazgatója, és mint ilyen vezető felé a párt elvárásként támasztotta, hogy legyen párttag. Kis mértékben levon ennek a magyarázatnak a szavahihetőségéből az a tény, hogy a nyilatkozatban is téves adatot közölt a belépés idejéről, amelyet ő 1939-ként adott meg, miközben a valóságban az két évvel korábban történt. Azt soha nem vizsgálta később senki, hogy ez véletlen tévedés volt, vagy valamilyen szándékosság húzódott meg mögötte. Történészek kutatásai szerint von Braun náci mivolta mindössze abban nyilvánult meg, hogy rendben befizette a rá eső párttagdíjat, és számos fényképen úgy tűnt fel, hogy a párt horogkeresztes jelvényét kitűzte zakója hajtókájára, demonstrálva politikai hovatartozását.
Saját későbbi memoárjában is kissé ambivalens képet festett le saját 1930-as–40-es évekbeli nácizmusa témájában. Ebben a műben úgy nyilatkozott, hogy mint oly sokan Németországban az ő hazafias érzelmeit is növelte a nácik azon ígérete, hogy az első világháború okozta gazdasági és társadalmi krízisből kivezetik Németországot, valamint azt is bevallotta, hogy a fasiszta rezsim idején személyesen ő magának „relatíve jól ment”. Ugyanakkor magát Hitlert „fellengzős bolondnak tartotta Charlie Chaplin bajuszával, aki inkább egy újabb Napóleon volt, akinek egyáltalán nem voltak aggályai, és istentelen ember volt, aki azt hitte magáról, hogy ő az egyetlen isten”.

### Belépése az Allgemeine-SS-be
Nemzetiszocialista aktivitást nemcsak a párttagságban lehetett kifejteni, hanem attól magasabb szinten is, erre biztosított keretet a paramilitáris SS (Schutzstaffel), amely saját egyenruhával és rendfokozatokkal rendelkező félkatonai szerveződés volt, amelynek tevékenysége 1929-től, immár Heinrich Himmler irányítása alatt teljesedett ki, olyan feladatokkal, mint a koncentrációs táborok őrzése, vagy a megszállt országokban a megszállási feladatok biztosítása.
Von Braun 1940-ben csatlakozott az SS-hez és untersturmführeri (kb. alhadnagyi) rangot kapott. Később, szintén az amerikai időszakában tett nyilatkozata szerint ezt a lépést is kényszer szülte. Ezek szerint 1940 tavaszán egy SS Standartenführer (ezredes) érkezett látogatásra Peenemündébe, amikor is Himmler birodalmi vezető azon parancsáról értesítette von Braunt, miszerint az ezredes határozott küldetése, hogy felszólítsa a rakétatudóst, hogy lépjen be az SS-be. Erre ő kitérő választ adott, miszerint oly sok munkája van a rakétakutatásokkal, hogy nincs ideje ezen kívül még politikai aktivitást is kifejteni, de erre az volt a válasz, hogy az SS nem fog időt elvenni tőle. Von Braun gondolkodási időt kért, és ezalatt megkérdezte közvetlen felettesét, Walter Dornbergert, aki szerint az SS és Himmler határozott szándéka, hogy minél szélesebbre terjessze ki befolyását, és ennek célpontjában ott állnak a rakétafejlesztések is, így ha von Braun folytatni akarja a munkát, nincs más választása. Mivel a helyzet így egyértelművé vált és Himmler parancsa határozott volt, von Braun elfogadta a „felkérést”, és belépett az SS-be, alhadnagyi rangban.
Később nyilvánosságra került egy fénykép, amelyen Himmlerrel együtt SS-egyenruhában látható, amiről a rakétatudós azt állította, hogy ezen egyszeri alkalommal viselte az egyenruhát. 2002-ben egy BBC-interjúban egy másik korábbi SS-tiszt viszont azt állította, hogy rendszeresen egyenruhában jelent meg a különböző találkozókon. Von Braunnak folyamatos volt az előmenetele a szervezeten belül, mivel Untersturmführerként lépett be, amely rangja fokozatosan Sturmbannführerig (kb. őrnagy) emelkedett 1943-ig (később ezen előremenetelét is technikai folyamatként állította be, melynek során minden évben egyet előre lépett a ranglétrán, amiről rendszerint levélben kapott értesítést).

#### SS-szolgálatának állomásai
- NSDAP-párttagsági szám: 5 738 692
- SS tagsági szám: 185 068

##### Rangok időrendben
- SS Anwärter (jelölt) 1933. november 1. (egy SS lovas iskolába való beiratkozásakor kapta automatikusan)
- SS Mann (közlegény) 1934. július

az egyetem befejezése után elhagyta az SS-t, majd 1940-ben lépett be újra Heinrich Himmler „felkérésére”
- SS Untersturmführer (hadnagy) 1940. május 1.
- SS Obersturmführer (főhadnagy) 1941. november 9.
- SS Hauptsturmführer (százados) 1942. november 9.
- SS Sturmbannführer (őrnagy) 1943. június 28.[56]

### Vádak a rabszolgamunka alkalmazása miatt
1943-ra munkaerőhiány lépett fel Peenemündében. Erre az egyik lehetséges megoldás a Hans Kammler tábornok, a koncentrációs táborok – köztük Auschwitz – létrehozását irányító főtiszt által javasolt, a foglyok kényszermunkára fogását előirányzó, majd azt megvalósító javaslat volt, amelyet a V–2 fejlesztés főmérnöke, Arthur Rudolph el is fogadott. Ennek nyomán a Mittelbau-Dora tábor lakóit vezényelték a rakétafejlesztéssel kapcsolatos munkákra. Von Braunnak ebben a kérdésben betöltött szerepe ellentmondásos. Ő maga azt állította, hogy ugyan többször is járt a Mittelwerk gyártótelepen, ahol a körülményeket „visszataszítónak” minősítette, ám sohasem volt tanúja valaki halálának, vagy bántalmazásának (bár kétségtelennek tartotta, hogy történtek halálesetek). Tagadta ugyanakkor, hogy valaha is járt volna a telep melletti koncentrációs táborban. Ugyanakkor egykori foglyok közül többen állították, hogy elfogadta, sőt olykor maga is részese volt a brutális bánásmódnak. Guy Morand francia ellenálló – és Dora-béli fogoly – 1995-ben azt vallotta, hogy von Braun maga adott parancsot valakinek a megkorbácsolására egy nyilvánvaló szabotázsakciót követően. Robert Cabazone, szintén francia fogoly azt állította, hogy von Braunt látta ott állni, amikor fogolytársait darukra akasztották láncokra függesztve. Végül egy buchenwaldi fogoly, Adam Cabala is arról vallott, hogy őt látta, ahogy a foglyok között munkásokat válogat. Később ezeket a beszámolókat téves azonosításnak vélték.
Összességében megállapítható, hogy a V–2 előállítása során alkalmazott kényszermunkában többen haltak meg (a Mittelbau-Dora koncentrációs táborban elhalálozottak száma becslések szerint elérte a 20 000 főt), mint ahány embert maga a rakétafegyver ölt meg.
1984-ben, hét évvel halála után újabb vádak merültek fel. Ekkor Arthur Rudolph, aki a V–2 rakéták gyártásának főmérnökeként von Braun legközelebbi munkatársa volt, inkább visszatelepült Németországba, mintsem részt vegyen az amerikai honosítási eljárás visszavonásával kapcsolatos meghallgatáson, amelyet a német rakétafegyverek gyártása során történtek tárgyában, és Rudolphnak az abban játszott szerepét illetően tartottak volna. Ekkor azonban nyilvánosságra került számos dokumentum, nemcsak Rudolph-fal, hanem von Braunnal kapcsolatban a Mittelbau-Dorán játszott szerepük részleteiről. Túl azon, hogy a közvélemény előtt ekkor vált széles körben ismertté von Braun SS tagsága – és így nyilvánvaló náci mivolta –, az ún. náci akták számos adatot tartalmaztak arról, hogy von Braun lehetséges részese volt a Mittelbau-Dora koncentrációs táborban történteknek és számos ember halálának.

### A háború vége von Braun számára

#### Letartóztatása
A náci vezetőkön egyre jobban elhatalmasodó paranoia miatt von Braun 1943 októberétől az SS titkos megfigyelése alatt állt. Ekkor jelentették besúgók, hogy von Braun, Helmut Göttrup és Klaus Riedel a peenemündei mérnök klubban arról beszélgetnek, hogy milyen kár, hogy egy fegyveren és nem egy űrhajón kell dolgozniuk, és egyébként is a háború nem áll valami jól. A Himmlerhez eljutott jelentés megerősítette a birodalmi vezetőt abbéli koncepciójában, hogy von Braun kommunista szimpatizáns, és megpróbálja szabotálni a programot, amelyhez társul még, hogy von Braun általában maga vezeti az alakulathoz rendszeresített repülőgépet, és lehet, hogy Angliába akar dezertálni. 1944 februárjában Himmler magához kérette kelet-poroszországi főhadiszállására von Braunt, és arra utasította, hogy jobban dolgozzon össze Hans Kammlerrel, és vegyen igénybe több foglyot a munkára, hogy gyorsabban megoldják a V–2 problémáit (Himmler egyébként Kammleren keresztül szerette volna befolyását növelni tovább a német fegyverkezési programok felett). Von Braun ez elől úgy tért ki, hogy a V–2 problémái merőben technikai jellegűek, és hamarosan megoldódnak.
Az ellenszegülő és gyanús von Braunt 1944. március 14-én (más források szerint 15-én) letartóztatták, és a Gestapo stettini (ma Szczecin) cellájába zárták, ahol két hétig úgy tartották fogva, hogy nem ismerte az ellene felhozott vádakat. A fogva tartott rakétatudós kiszabadulása érdekében többen is felhasználták kapcsolataikat. Közvetlen felettese, Walter Dornberger megnyerte Hans Georg Klamrothot, az Abwehr peenemündei megbízottját, hogy kijárja von Braun feltételes szabadlábra helyezését. Közben Dornberger Albert Speer Hadianyaggyártási és Hadi Termelési Miniszternél is közben járt, aki pedig egyenesen Adolf Hitlernél vetette latba befolyását, aki végül visszahelyeztette von Braunt a V–2 program munkálataihoz („vagy lehetőség szerint a V–4 program előkészületeihez”), mivel Speer meggyőzte, hogy a munka ellehetetlenül von Braun vezetése nélkül. A rakétatudós így Hitler megkérdőjelezhetetlen döntése nyomán került vissza peenemündei munkájához.

#### Amerikai fogságba esése és a Gemkapocs művelet

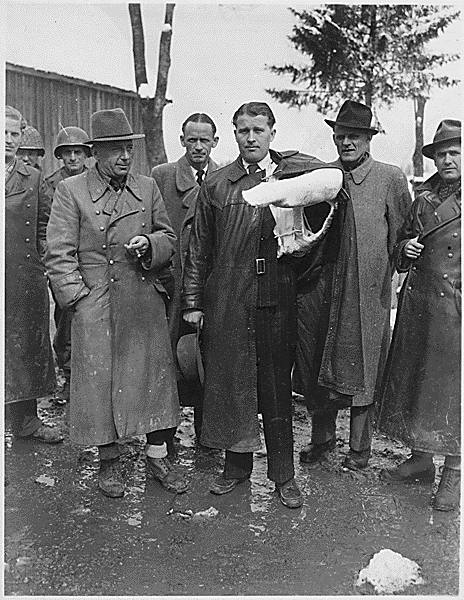
Von Braun és Walter Dornberger 1945. május 3-án, amerikai fogságba kerülésükkor

1945 elején a Harmadik Birodalom már az összeomlás szélén állt, így amikor a szovjet csapatok 160 km-re megközelítették Peenemündét, von Braun összegyűjtötte mérnökcsoportját, és feltette a kérdést, hogy kinek és milyen módon akarják megadni magukat. A többség elképzelni sem tudta, hogy a szovjeteknek, ezért az amerikaiaknak való megadás mellett döntöttek. Ebben kedvezett nekik Hans Kammler azon parancsa, miszerint Németország belsejébe kell átköltöztessék a bázisukat. Ugyanakkor a hadsereg vezérkari főnökétől ellenkező tartalmú parancs érkezett: csatlakozzanak a harcoló alakulatokhoz, és vegyék fel a harcot. Mivel Kammler parancsa volt kedvezőbb számukra, úgy döntöttek, hogy azt követik. Az 500 fős mérnökcsoport a von Braun szerkesztette dokumentumokkal elindult a Mittelwerk, rakétáik gyártóhelye felé, ahol Bleicherode helységben kerültek elszállásolásra 1945. február közepén. Félvén, hogy az SS netán megsemmisíti a rakéta dokumentációit, von Braun elrendelte, hogy a tervrajzokat rejtsék el a Harz-hegység egy elhagyott bányájába.
A költözések közepette, von Braun egyik hivatalos útján súlyos autóbalesetet szenvedett, amikor a gépkocsivezető elaludt vezetés közben. A rakétamérnök töréseket szenvedett bal karján és vállán. Súlyos sérülése ellenére az orvosi ellátást követően (begipszelték a törött csontokat) saját felelősségére elhagyta a kórházat. Azonban egy hónappal később ez megbosszulta magát, és újra kórházba kellett vonulnia, ahol újra eltörték a csontokat, és újra rögzítették, majd új gipszet kapott, amelyet még az amerikaiaknak való kapitulációjuk idején is viselt.
1945 áprilisának elején a szövetségesek egyre mélyebben benyomultak Németországba, így Kammler elrendelte, hogy a 450 fős mérnökcsoport vonaton költözzön át Oberammergauba, a Bajor-Alpokba. Itt az SS szigorúan őrizte őket azzal a paranccsal, hogy végezzék ki őket abban az esetben, ha az fenyegetne, hogy ellenséges fogságba esnek. Von Braun ebben a helyzetben azonban meggyőzte az őket őrző SS csoport vezetőjét, Kummer őrnagyot, hogy telepítsék őket szét a környező falvakba az amerikai bombázók jelentette veszély miatt. 1945. április 29-én Oberammergaut elfoglalták az amerikai csapatok és a mérnökcsoport nagy többségét fogságba ejtették. Von Braun és a csoport vezetője, Walter Dornberger azonban nem volt köztük, nekik sikerült Ausztriába szökniük. Ott egy fogadóban húzták meg magukat, és Magnus von Braunt (Wernher testvérét) bízták meg azzal a feladattal, hogy biciklin elindulva keressen kapcsolatot az amerikaiakkal. 1945. május 2-án sikerült a kapcsolatfelvétel, és másnap a csoport maradéka, köztük Wernher von Braun az amerikaiak őrizetébe került.
Az amerikaiak tisztában voltak a fogságukba került tudósok és mérnökök jelentőségével. Létezett ugyanis egy Fekete lista kódnevű jegyzék, amelyen olyan német tudósok és mérnökök neve szerepelt, akiket lehetőség szerint kézre kellett keríteni, hogy amerikai katonai szakértők hallgathassák ki őket először. A jaltai konferencia megállapodása szerint Türingia, ahol a rakétagyár volt, a későbbi szovjet megszállási zóna része volt. Két nappal a terület tervezett átadása előtt, 1945. június 9-én az amerikaiak Garmischból Jeepekkel Münchenbe szállították von Braunt és több vezető beosztású társát, majd innen repülővel a türingiai Nordhausenbe vitték őket. A következő napokban számos német rakétamérnököt – köztük Helmut Gröttrupot – evakuálták a közeli Bleicherodéból az amerikai megszállási zónába. A szovjetek végül 1945. július 1-jén foglalták el Türingiát, és tették a szovjet megszállási zóna részéve.
Von Braun ekkor átkerült kransbergi (ma Usingen része) várba, a szövetségesek által „Szemétgyűjtőnek” csúfolt kihallgatóközpontba, ahol a Harmadik Birodalom gazdasági, tudományos és műszaki életének elitjét próbálták összegyűjteni és kihallgatni. Az előbbi személyek összegyűjtését célzó lista eredendően a németektől származott: a náci kormányzat elrendelte 1943-ban, amikor megfordult a háború menete a tudományos munkákhoz fontos szakértők, mérnökök, műszaki szakemberek összeírását, amelyet Werner Osenberg a Védelmi Kutatási Társaság vezetője végzett el, és akiről a lista a nevét (Osenberg-lista) kapta. Később ezt a listát a Bonni Egyetem WC-jében megtalálta egy lengyel laboratóriumi szakember, és eljuttatta azt a brit MI6-hez, ahonnan később az USA-ba került. Ezt a listát használták fel a megszálló amerikai csapatok a háború lezárultával, és ezen akadt fenn von Braun is. Bizonyítékok támasztják alá, hogy először a brit hírszerzés hallgatta ki von Braunt, olyan információkat is megszerezve, amelyek megismerését az USA hivatalos szervei nem tettek volna lehetővé számukra. Ezt követően amerikai kihallgatótisztek elé került von Braun, akinek végül felajánlották, hogy vegyen részt a Légi híd műveletben, amely hamarosan Gemkapocs művelet néven folytatódott tovább. Ennek lényege az volt, hogy az amerikaiak áttelepítik a programban résztvevőket az Egyesült Államokba, és ott folytathatják tovább tudományos munkájukat immár az amerikaiak javára, cserébe nem firtatják a katonai, vagy egyéb múltjukat.

## Amerikai évei

### Karrierje az U.S. Army kötelékében

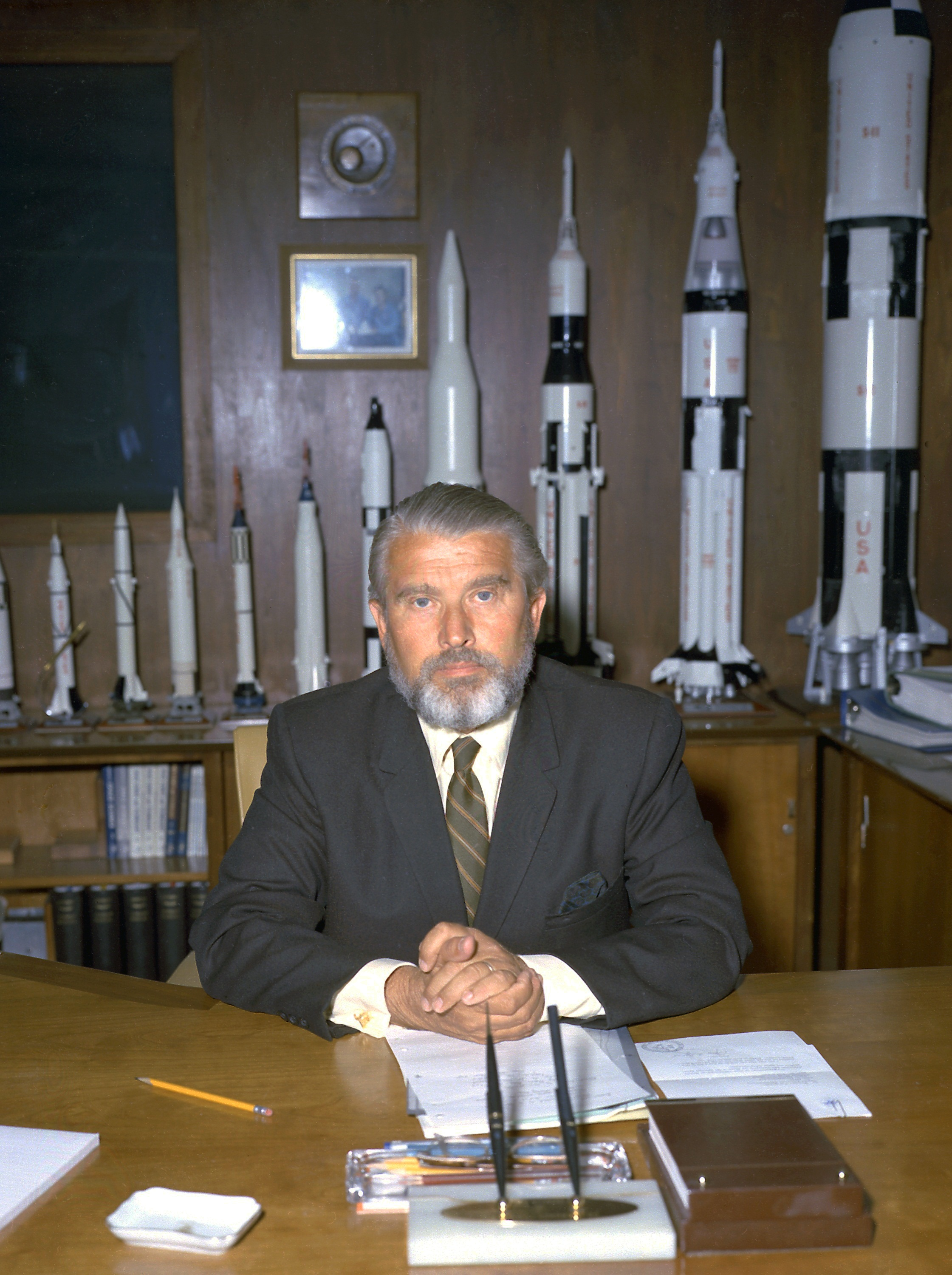
Von Braun 1970-ben

1945 augusztusában Toftoy Holger ezredes, az Egyesült Államok hadseregének Kutatási és Fejlesztési Osztályának Rakétafejlesztési vezetője megkezdte a német szakemberek bevonását a Gemkapocs műveletbe: egyéves szerződést ajánlott fel a kiválasztott rakétatudósoknak; 127-en közülük ezt elfogadták, köztük von Braun is. 1945 szeptemberében a rakétafejlesztők első, hétfős csoportja megérkezett a Boston-öbölben található Long Islandre, az ott található Fort Strongba: Wernher von Braun, Erich W. Neubert, Theodor A. Poppel, August Schulze, Eberhard Rees, Wilhelm Jungert és Walter Schwidetzky. Később von Braun kivételével a csoport többi tagját tovább költöztették a marylandi Aberdeen Próbatelepre, ahol a peenemündei dokumentációk válogatását kezdték meg.
1945 végétől kezdve további három rakétafejlesztő csoport is érkezett az Egyesült Államokba, hogy besorolják őket az állományba a „háborús osztály különleges alkalmazottaiként” a texasi Fort Blissben és a White Sands-i rakétakísérleti telepen, Új-Mexikóban. Ehhez a csoporthoz csatlakozott Wernher von Braun is. A mérnökcsoport mellett számos anyagi eszköz is érkezett a németországi hadizsákmányból Fort Blissbe: közel 300 vagonnyi, 70 teljes készletnyi V–2 rakéta, rakétaalkatrész és egyéb a rakétafegyverhez szükséges anyag. Ezen a technikai és személyi bázison szélesítették ki a korábban a német rakétákra adandó amerikai válaszként indított Hermes programot. A program keretében a német rakétamérnök csapat a zsákmányolt rakétaalkatrészek helyreállításával, összeszerelésével és kísérleti V–2-esek indításával foglalkozott, immár az amerikai rakétafejlesztési program keretében a White Sands-i telepen. A körülmények spártaiak és demotiválóak voltak a csoport, különösen von Braun számára. Megesett, hogy a töredezett fapadlóra kértek volna linóleumborítást, amelyet az amerikaiak megtagadtak tőlük. Szakmai problémák is voltak: bármilyen javaslatot tettek új fejlesztésekre, az elutasításra talált. Személyes problémák is felvetődtek, különösen von Braun számára: odahaza Németországban ezernyi mérnök dolgozott neki alárendelve, itt azonban egy 26 éves őrnagynak volt az alárendeltje, aki „Wernhernek” szólította (míg társai továbbra is Herr Professornak). Ő maga úgy foglalta össze érzéseit: „nehéz volt valódi érzésbeli kapcsolódási pontot találni”, vagy „odahaza Peenemündében dúskáltunk, itt meg a filléreket számolgattuk”. Ráadásul a bizalmatlanság jeleként a csoport tagjainak nem engedélyezték, hogy elhagyják Fort Blisst, ezért és a körülményekért önironikusan elkezdték magukat PoP-ként (Prisoners of Peace, azaz „békefoglyok”) emlegetni.
1950-ben, részben kinőve a White Sands nyújtotta kereteket, részben a koreai háború kitörése okán von Braunt és mérnöktársait áthelyezték az alabamai Huntsville-be, ahol a hadsereg rakétafekísérleti központja működött (Ordnance Guided Missile Center, OGMC). Itt a rakétafejlesztések vezetését bízták von Braunra, amely végül a PGM–11 Redstone SRBM (Short-Range Ballistic Rocket – rövid hatótávolságú v. harcászati ballisztikus rakéta) létrehozásában csúcsosodott ki. Ezzel a rakétával végeztek először nukleáris töltettel rakétaindítást és kísérleti robbantást, amelynek von Braun is a szemtanúja volt. A rakéta emellett igényelte az első nagy pontosságú inerciális navigációs rendszer megalkotását, amelynek a tudós szintén részese volt.
1956. február 1-jén a Redstone Arsenal bázisán megalakult a Hadsereg Ballisztikus Rakéta Ügynöksége (Army Ballistic Missile Agency, ABMA), amelynek katonai vezetője John B. Medaris tábornok, műszaki igazgatója Wernher von Braun lett. Az új szervezet feladata kissé változott a korábbiakhoz képest. Több, szerteágazóbb rakétafejlesztést kaptak feladatul, ugyanakkor – von Braun nagy csalódására – letiltottak mindenféle világűr elérését célzó kísérletet. Ezen munka keretében fejlesztette ki von Braun a V–2-re és a Redstone rakétára alapuló Jupiter rakétacsaládot, köztük a később az első amerikai műholdat feljuttató Jupiter–C rakétát.
1957. október 4-e óriási fordulatot hozott, amikor a Szovjetunió pályára állította a Szputnyik–1-et. Az amerikai közvélemény azonnali válaszlépést sürgetett, amely azonban a Vanguard-programmal látványos kudarcot vallott. Ekkor az amerikai kormányzat feloldotta az űrkísérletek tilalmát, és kifejezetten utasította von Braunt, hogy a Jupiter–C-n alapuló rakétájával és egy James Van Allennel közösen épített műholddal minél hamarabb érjék el a világűrt. 1958. január 31-én a feladatot sikeresen teljesítve Föld körüli pályára állt a von Braun konstruálta rakétával az Explorer–1, az USA első műholdja.

#### Ismeretterjesztő tevékenysége

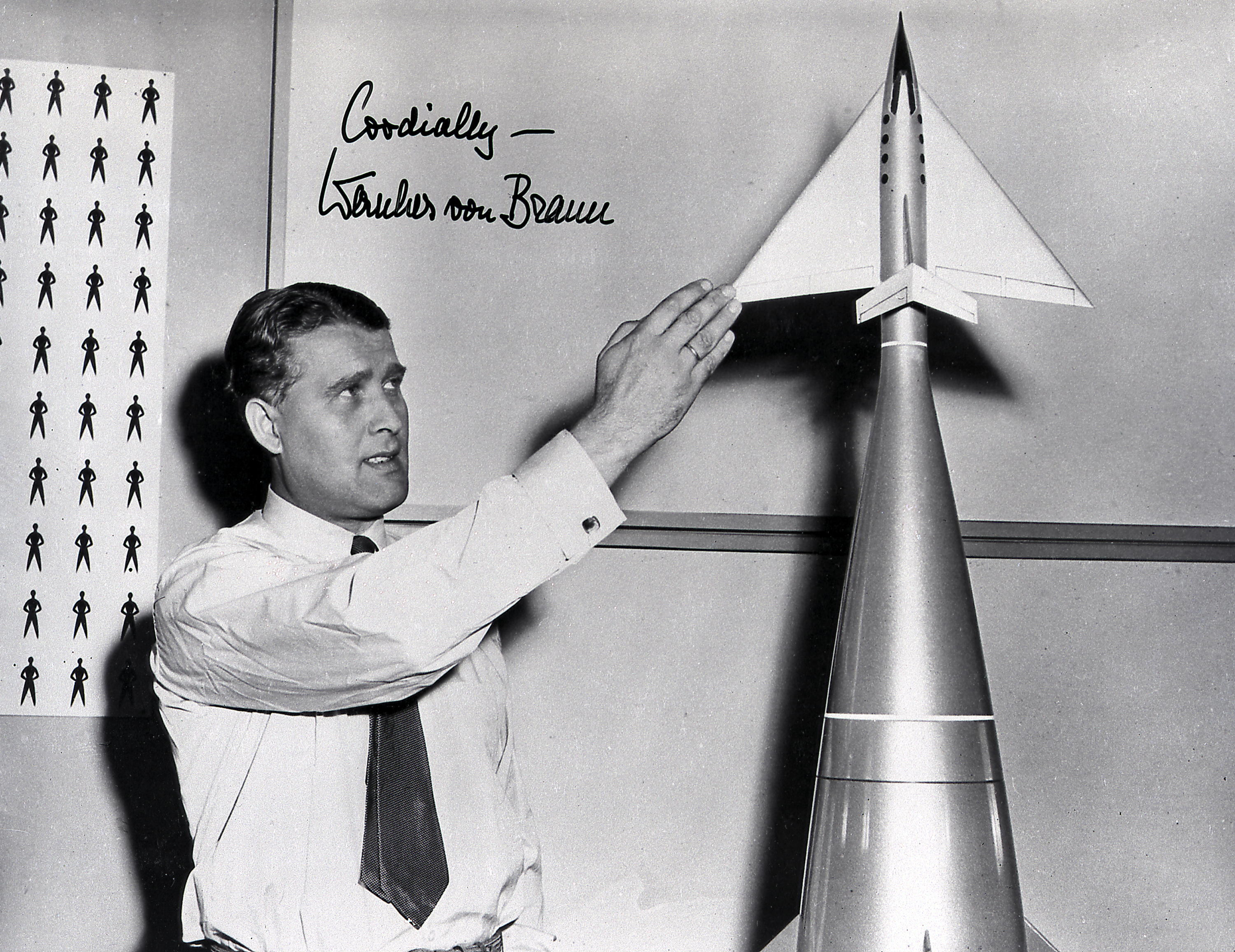
Von Braun egy rakétamodellel, egy ismeretterjesztő film felvételén

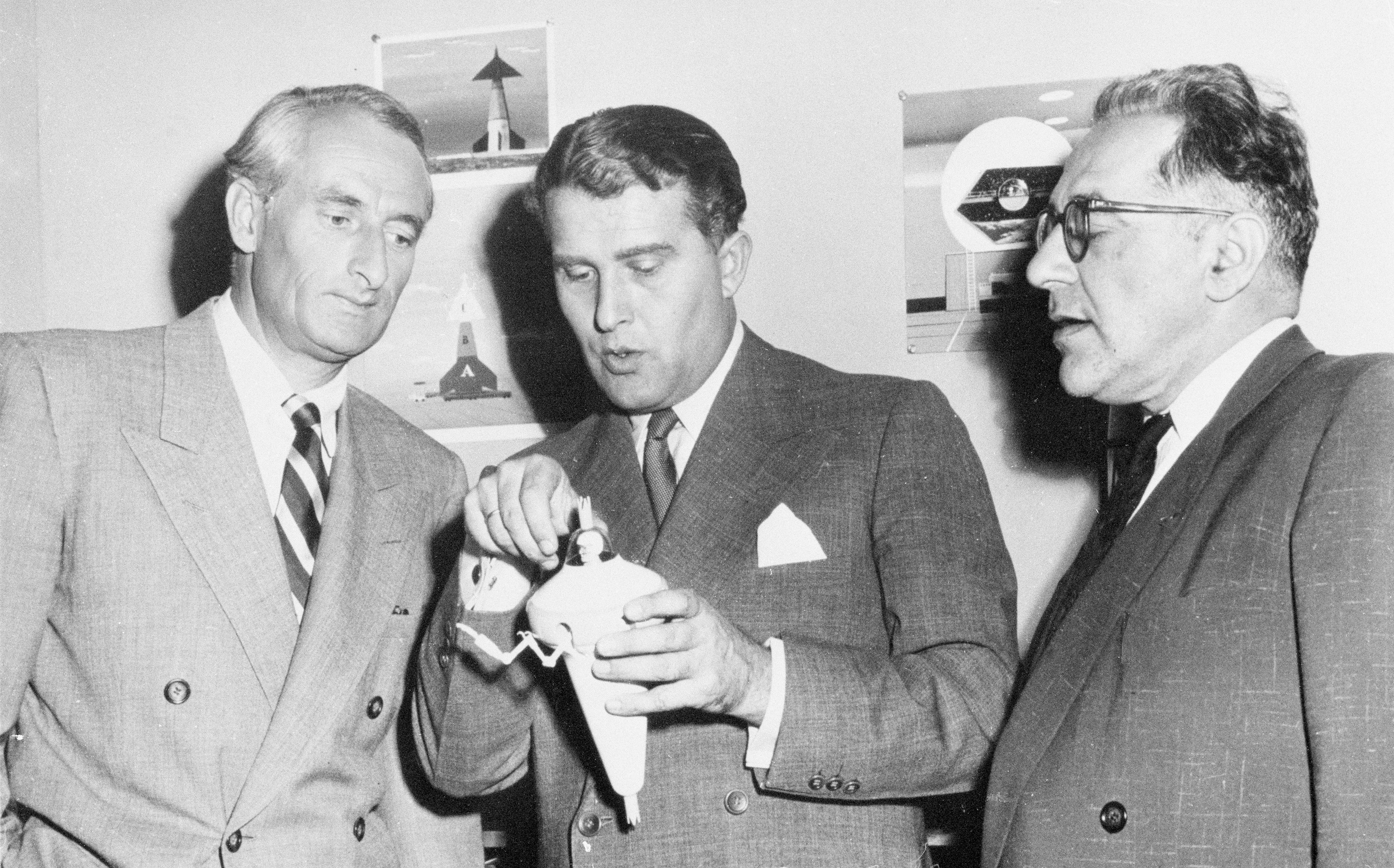
Von Braun, Heinz Haber és Willy Ley egy „űrhajó-koncepciót” mutatnak be

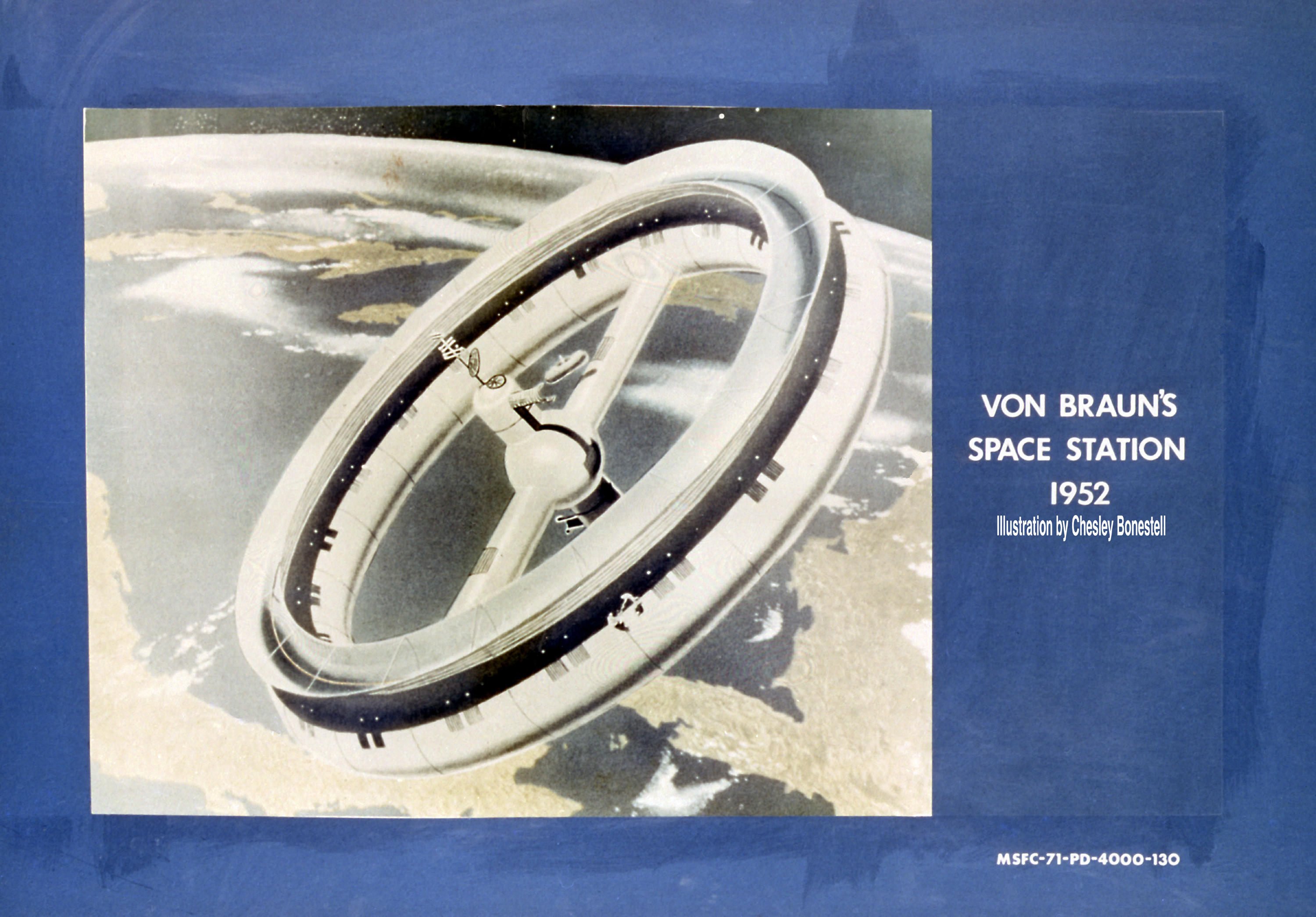
Wernher von Braun űrállomás-koncepciója

Von Braun és mérnökcsoportja csalódottan élte meg amerikai tartózkodásuk első időszakát, amikor az amerikai kormányzat, hadsereg csak egyfajta stratégiai aranytartalékként tekintett rájuk, igazi érdemi feladatot, fejlesztést nem, vagy csak alig bíztak rájuk. Különösen igaz volt ez von Braun fő motivációjára, a világűr elérésére. A háború véget ért, immár előkerülhettek a békés felhasználású eszközök, ráadásul egy szabad országban voltak, mégsem állt össze a lehetőségek ezen elegyéből a továbblépés, az igény a világűr elérésére. Ugyanakkor a korszak gazdag termést hozott science fiction filmek és történetek tekintetében, Amerikában rendkívül népszerű lett a világűr meghódításának gondolata, igaz csak a sci-fin keresztül. Von Braun itt érezte meg azt a rést, amellyel maga is hozzátehet ehhez a hullámhoz: elmagyarázza a tömegeknek, hogy ami csak a fantázia birodalmában létezik, azt hogyan lehetne átültetni a (mérnöki) gyakorlatba, hogyan lehetne valóssággá tenni. Ez saját maga számára is egyfajta pótcselekvés volt, amellyel ellensúlyozhatta a csalódását elsődleges tevékenységének, a világűr elérését célzó fejlesztéseknek a sikertelensége miatt.
A rakétatudós ebbéli tevékenységének első megnyilvánulása 1950. május 14-én történt, amikor a The Huntsville Times megjelentette Dr. von Braun állítja, lehetséges a rakétarepülés a Holdra című vezércikkét. A következő lépésben a népszerű Collier's Weekly magazin neves szakértőket szólaltatott meg különböző témákban, köztük von Braunnal. 1952-ben több számon keresztül jelent meg egy cikksorozat, amelyet von Braun jegyzett, Az ember hamarosan meghódítja a világűrt címmel. Már ezeknek a cikkeknek is társszerzője volt Willy Ley, akivel később is rendszeresen publikáltak világűr témájú cikkeket, míg a cikkek illusztrációit Chesley Bonestell, a kor ünnepelt illusztrátora készítette. Von Braun ezekben a munkáiban egy olyan víziót vázolt fel, amely később – bár sokkal kisebb léptékben – technikailag sok aspektusában meg is valósult. A vízió egyik iránya egy hatalmas űrállomás létesítése volt, amely egy óriási gyűrű alakú objektum lett volna, 76 méteres átmérővel, amelyben azt megforgatva mesterséges gravitációt hoztak volna létre. Az ötlet Herman Potočnik 1929-es, Az űrutazás problémája – A rakéta hajtómű c. művében lefektetett alapelveken alapult, jelentősen továbbfejlesztve azt. A forgó űrállomást meglehetősen magas pályán, 1730 km magasan szerelték volna össze, és pályáját olyan inklinációval állították volna be, hogy kétórás keringési ideje során minden egyes napon elrepüljön a Föld minden pontja felett, megfigyeléseket végezve a földfelszínen. Az űrállomás másik célja pedig az lett volna, hogy ugródeszkaként szolgáljon a leendő holdexpedíciókhoz. Ezekhez is meglehetősen nagyszabású elképzeléseket vázolt fel a rakétatudós. 50 űrhajós utazott volna a Holdra három óriási (49 méter hosszú és 33 méter átmérőjű, 30 hajtóművel hajtott) űrhajóval, amelyből kettő a legénységet, egy pedig az ellátmányt szállította volna. Az expedíció a Sinus Roris régiót célozta volna meg, és ott állandó holdbázist alapítottak volna, felhasználva a kiürült teherűrhajót a bázis épületéül az összesen 8 hétig (két holdi napig) tartó expedíció során. A felszerelés része lett volna egy több tíz tonnás holdjáró traktor is, amellyel az űrhajósok felfedező utakat tehettek volna akár a 400 kilométerre fekvő Harpatus és Mare Imbrium régiókig.
Az ismeretterjesztői tevékenységének másik ágaként a még nagyobb publicitás érdekében Walt Disney-vel és a Disney Studios film produkciós irodával szövetkezett (ő lett a technikai igazgatója három filmes produkciónak 1955-ben) a világűr felfedezésének népszerűsítésére. Ennek eredményeként készült el és került adásba 1955. március 9-én az Ember az űrben (Man in Space) három része, ami 40 millió nézőt vonzott. 1956-ban Oscar-díj jelölést kapott a Legjobb Rövid Dokumentumfilm kategóriájában.

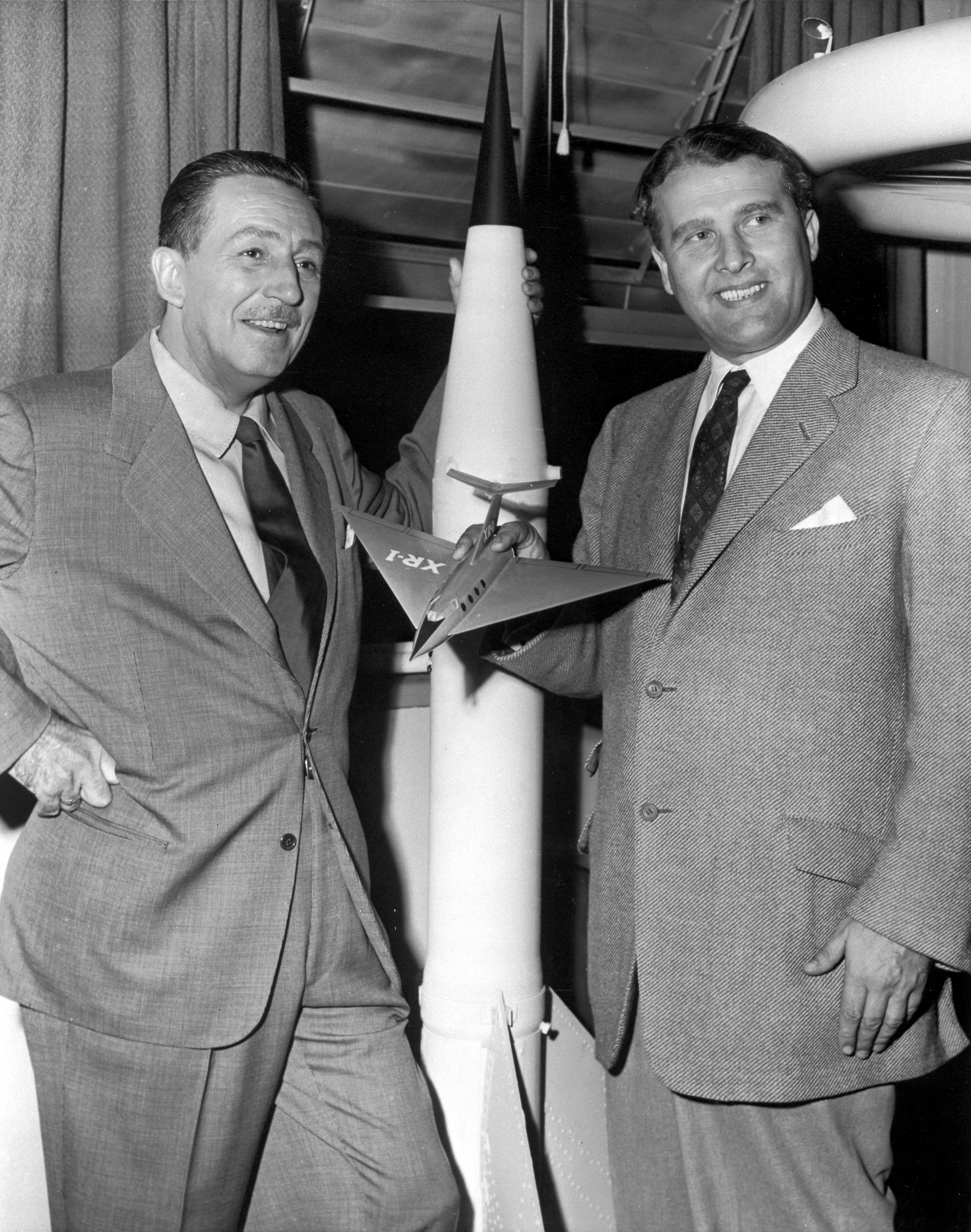
Walt Disney-vel

A két kiadó, illetve filmvállalat mellett saját publikációk is szerepeltek von Braun ismeretterjesztői tevékenységében. Ennek keretében a Marsra vezetett emberes expedícióval is mélyrehatóan foglalkozott 1952-ben megjelent A Mars projekt („The Mars Project”) c. munkájában. Ebben a vízióban von Braun 10 űrhajót indított volna egyszerre a vörös bolygóra, mindegyiket 3720 tonnás tömeggel, hetet a legénység, hármat pedig az ellátmány szállítására (ebből az egyik szállított volna egy 200 tonnás, szárnyakkal szerelt leszálló egységet). A legénységet 70 fővel képzelte el. Később, egy másik elképzelésben egy sokkal kisebb ívű expedícióban mindössze két űrhajóval tervezte meghódítani a Marsot, egy személyszállító és egy felszerelésszállító teherűrhajóval, amely a legkisebb energiával kivitelezhető Hohmann-pályán érte volna el a szomszéd bolygót. Jóval halála után jelent meg egy újabb Mars-utazás témájú regénye. Ezt megírása után nem kevesebb, mint 18 kiadónak ajánlotta fel megjelentetésre, de mindenütt visszautasításra talált, így később részletekben, magazinokban közölték le az írást, majd a Mars projekt: technikai mese (Project MARS: A Technical Tale) címmel 2006-ban jelent meg az írás.
1959-ben von Braun közzétett egy rövid könyvet, amely a holdra szállás lehetőségeit tartalmazta. Ezt a koncepciót korábban a This Week Magazine-ban több részben közölték le, és ezt foglalták össze egyetlen könyvben. Ebben a vízióban egyetlen kisebb, szárnyakkal felszerelt űrhajó szállt volna le a Holdon (miután a legénység lehetőséget kapott volna egy, a Holdat megkerülő repülésen történő gyakorlásra). Az űrhajó az ún. direkt leszállás technikáját alkalmazta volna, a Földről egy hatalmas, öt fokozatú (némileg a Nova rakétakoncepcióhoz hasonlító) hordozórakétával éjszaka szállt volna fel egy csendes-óceáni szigetről, a rakéta első három fokozatával elérve a második kozmikus sebességet. A harmadik fokozat aztán a Holdnál is szerepet kapott volna, ezzel lassítottak volna a leszállási térségben, valahol a Hold északi pólusánál. A negyedik fokozattal történt volna meg a holdi felszállás és a holdi szökési sebesség elérése, majd az ötödik fokozat végezte volna el visszatérve a Földhöz a leszálláshoz való lassítást, hogy aztán az űrhajó, a későbbi Space Shuttle-hoz hasonlóan a saját szárnyaival, repülőgép típusú leszállást hajtson végre a légkörön keresztül. A koncepció olyan részletekig kidolgozott volt, hogy még a súlytalanság hatására fellépő esetleges űrbeli mozgásbetegség hatásaival is foglalkozott.

#### „Csillagháborús” koncepciója
Későbbi történelmi kutatások tárták fel, hogy von Braun világűrt érintő vizionárius tevékenységének volt egy oldalhajtása is, melyben nemcsak a békés, de a katonai célú felhasználások is helyet kaptak. Von Braun világűr-koncepciói bőven a hidegháború idején belül születtek, így nem voltak függetleníthetők a kortól, és nem voltak mentesek a katonai felhasználási lehetőségekkel kapcsolatos felvetésektől sem. Ennek körében például megjelent az űrállomások rakétákkal való felszerelésének lehetősége is, így a világ egésze elérhető lett volna csapásmérési szempontból. Ez a lehetőség megadta volna az USA számára a katonai mindenhatóságot, amely a hidegháború idején kecsegtető gondolatnak számított, igaz, von Braun „különösen félelmetesnek” írta le ezen fejtegetéseit.

### NASA-karrierje

#### Kezdeti évek a NASA-nál
Wernher von Braun NASA karrierjének kezdete egybeforr a NASA megalapításának mozgatórugójával: 1957. október 4-én a Szovjetunió felbocsátotta a Szputnyik–1-et, amelyet az amerikai közvélemény valóságos háborús hidegzuhanyként élt meg, és a visszavágást sürgette mindenki. A visszavágás egy rövid ideig egy amerikai műhold képében jelent meg, majd amikor a szovjetek egyre-másra licitáltak rá az első űrteljesítményükre, komplexebbé vált az amerikai feladat. A közvetlen visszavágás sikeres végrehajtása Wernher von Braun nevéhez fűződik: ő fejlesztette ki rekord idő alatt a Jupiter–C ICBM egy fokozattal megnövelt, Juno I jelű űr hordozó rakétát, amely sikerrel emelte orbitális pályára 1958. január 31-én az Explorer–1 műholdat. A szovjetek kihívása jelentette komplexebb feladat pedig életre hívta a NASA-t. Az amerikai kormányzat egy helyre vont össze minden rakétafejlesztést egy 1958. július 29-i, Dwight D. Eisenhower jegyezte elnöki rendelettel, hogy az addig szétforgácsoltan, sokszor párhuzamosan folyó fejlesztéseket hatékonyabbá tegye, és méltó választ adjon a szovjet „űrelsőségekre”. Wernher von Braun rakétafejlesztéseivel ebben is oroszlánrészt vállalt.

#### Marshall Spaceflight Center
A NASA 1958-as megalapításával elkezdődött egy nagyszabású átszervezési, átalakítási folyamat, amelyben a hadsereg különböző fegyvernemeinél folyó rakétafejlesztéseket – vagy legalábbis azok űralkalmazásokra alkalmas részét – átadták az űrhivatal részére. Még 1958 márciusában a hadsereg fejlesztőrészlegeiből létrejött egy új szervezet, az Army Ordnance Missile Command (AOMC – Hadsereg Rakéta Anyagi Szolgálat Parancsnokság), amelybe összevonták a Jet Propulsion Laboratoryt, a White Sands Rakétakísérleti Telepet és az Army Rocket and Guided Missile Agencyt (ARGMA – Hadsereg Rakéta és Irányított Hordozórakéta Ügynökség).
1960. július 1-jén ezt az összevont szervezetet, az AOMC-t átemelték a NASA kötelékébe, megalapítva a Marshall Spaceflight Centert (Marshall Űrközpontot). Ennek igazgatójául pedig Wernher von Braunt nevezték ki, aki egészen 1970. január 27-ig töltötte be ezt a posztot. Mielőtt azonban az AOMC áthelyezése megtörtént a NASA-hoz von Braun egy négyszemközti beszélgetést folytatott a Pentagonban az ARPA vezető tudósával, Herbert Yorkkal, és világossá tette, hogy ő csak akkor kíván átkerülni a NASA kötelékébe, ha ott hagyják majd a leendő Saturn rakétacsalád fejlesztésén dolgozni.

##### Mercury-program

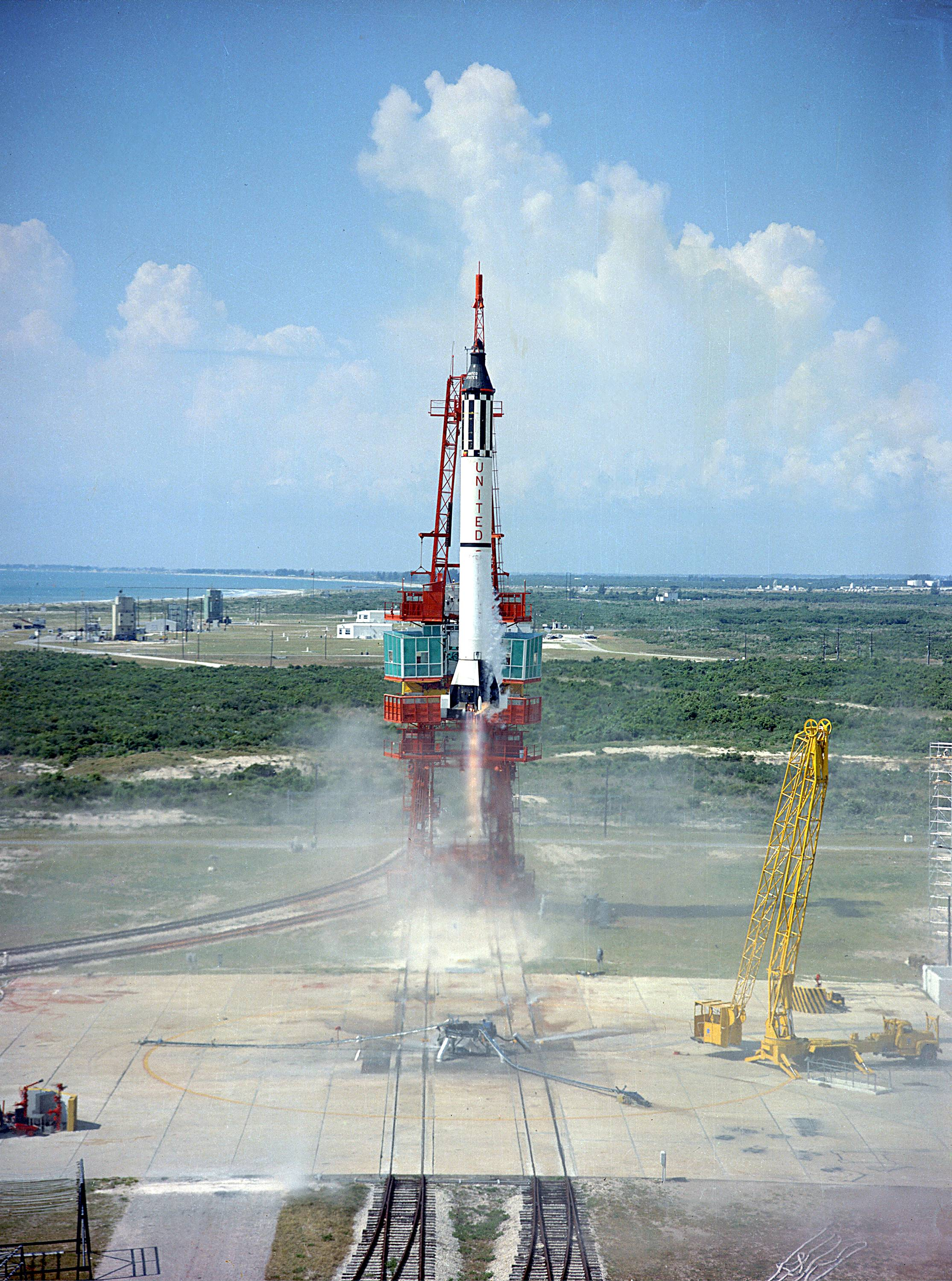
Von Braun munkásságának egyik fontos állomása, a Redstone rakéta startja az első amerikai embert szállító űrhajóval, a Freedom 7-tel

A NASA, majd a Marshall Űrközpont első nagy rakétafejlesztési programja, a Mercury-program számára az első, a világűr elérésére alkalmas rakéta megalkotása volt. A fejlesztéseket két részben tervezték megvalósítani. Első lépésben egy szuborbitális repülésen, ún. űrugráson tervezték kipróbálni az űrhajót, ehhez pedig a PGM–11 Redstone rakétát választották, amelyet átalakítva gondoltak űralkalmazásra használni. A Redstone rakéta költségtakarékossági és megbízhatósági okokból került be a NASA űrprogramjába. Az alap PGM–11 Redstone volt az Egyesült Államok egyik legrégebbi harcászati ballisztikus rakétája, amelyet még 1952-ben fejlesztettek ki, és amely 1958–1964 között állt hadrendben a NATO nyugat-európai haderejénél, az egyik legmegbízhatóbb működésű rakétaként. A rakéta a német V–2 egyenesági leszármazottja volt, amelyet Wernher von Braun tervezett az ABMA keretein belül, így az ő feladata volt a továbbfejlesztés is. A fejlesztés végére a Mercury–Redstone összesen 800 helyen tért el a katonai alkalmazású Redstone-tól, így végül a NASA inkább rendelkezett egy új fejlesztésű rakétával, mintsem az eredeti, megbízható változattal.
Azonban az új eszköz pályafutása kudarcokkal indult. A Mercury-Redstone–1 kísérlet 1960. november 7-én a „négy hüvelykes repülés” néven vonult be a történelembe. A rakéta elindult az indítóasztalról, ám 10 centiméternyi emelkedést követően a hajtóműve leállt, és visszaesett az indító állásra. A hiba oka egy rossz kábelezés volt, és a szovjetekkel való versenyben ez nem vetett jó fényt von Braun fejlesztő csapatára. A próbát megismételték a Mercury-Redstone-1A-n, amely már teljes sikert hozott. Következő lépésként 1961. január 31-én egy állattal, Ham csimpánzzal bocsátották fel a Mercury űrhajót, de ez a repülés is csak részleges sikert hozott. Olyannyira, hogy von Braun nem is engedte, hogy a soron következő repülésen ember üljön az űrhajóban, hanem ragaszkodott hozzá, hogy a hibák kijavítása után ismételt tesztrepülésre kerüljön sor. Ez lett a Mercury-Redstone-BD 1961. március 24-én, amelynek eredményeként a NASA kijelenthette: „a kísérlet demonstrálta, hogy az összes lényeges hordozórakéta-problémát elhárítottuk”. A késedelemnek azonban ára volt, amiért később éppen von Braunt tették felelőssé. Az első emberes repülés startját 1961. májusára tűzték ki, ám 1961. április 12-én Jurij Gagarin Vosztok–1 űrhajóval megvalósított űrrepülésével ismét elhódította az elsőséget az amerikaiak elől. Innentől kezdve vissza-visszatérő motívum volt, hogy ha von Braun nem ragaszkodik a közbeiktatott tesztrepüléshez és az azzal járó késedelemhez, akkor Amerika bocsáthatta volna űrbe az első embert, és merőben másképp alakul az űrverseny. A tényekhez tartozik, hogy Amerikának ekkor még nem volt készen olyan hordozórakétája, amellyel Gagarinhoz hasonlóan meg tudták volna kerülni a Földet, csak egy kisebb ballisztikus repülésre alkalmas eszköze. 1961. május 5-én végül sor került az első amerikai űrhajós, Alan Shepard sikeres űrrepülésére, a von Braun tervezte rakétával.

##### Apollo-program

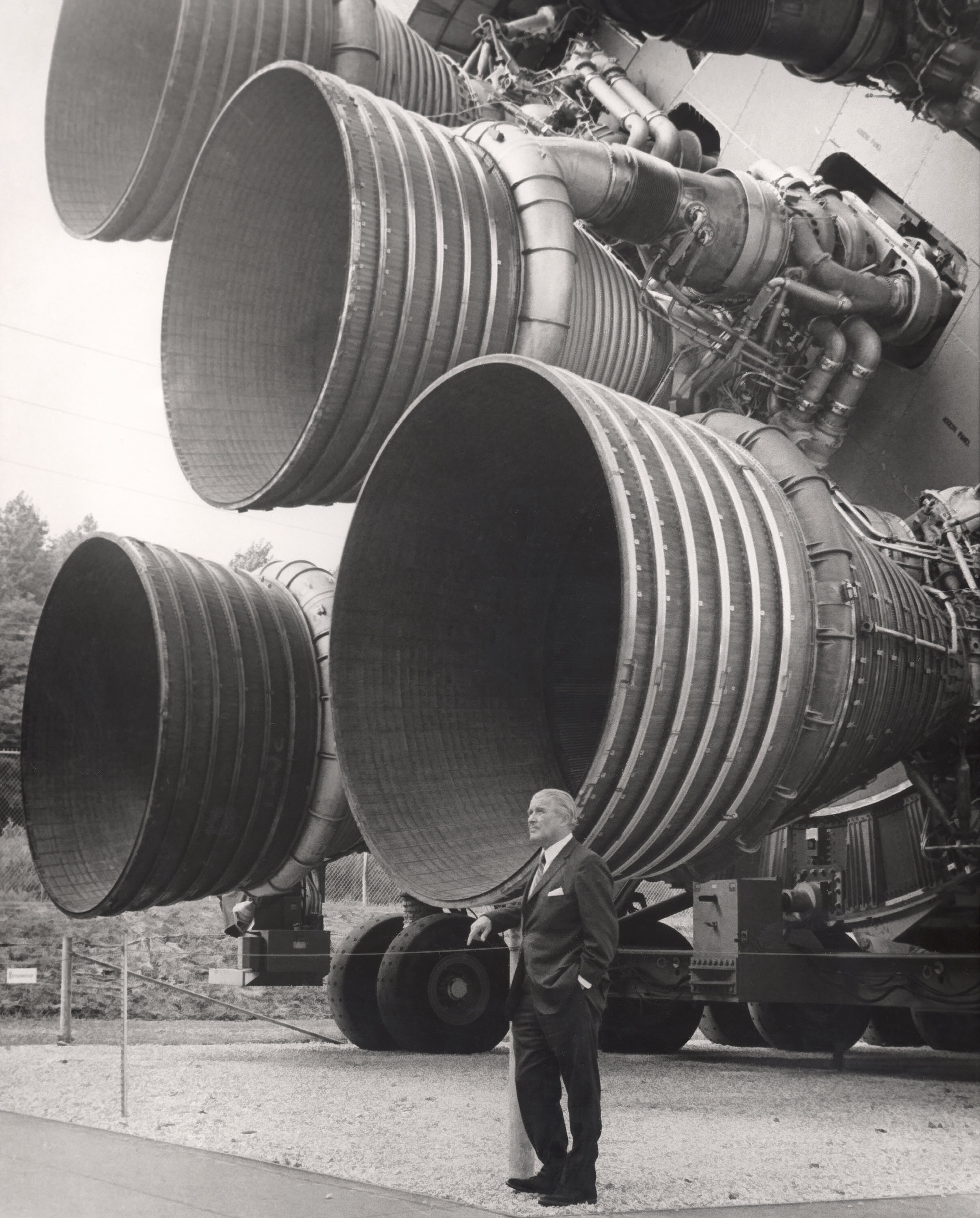
A Saturn V rakéta első fokozatának hajtóművei előtt

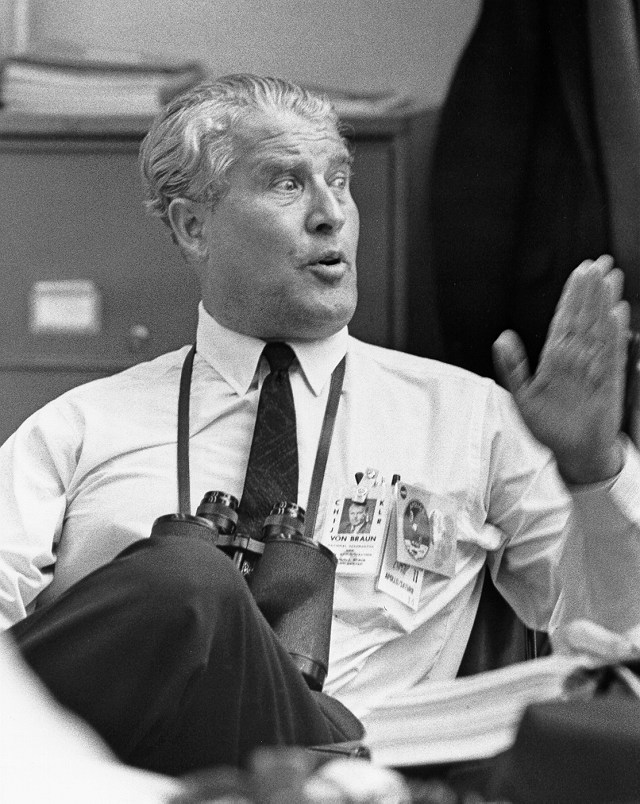
Von Braun az Apollo–11 felszállásakor, nyakában messzelátóval

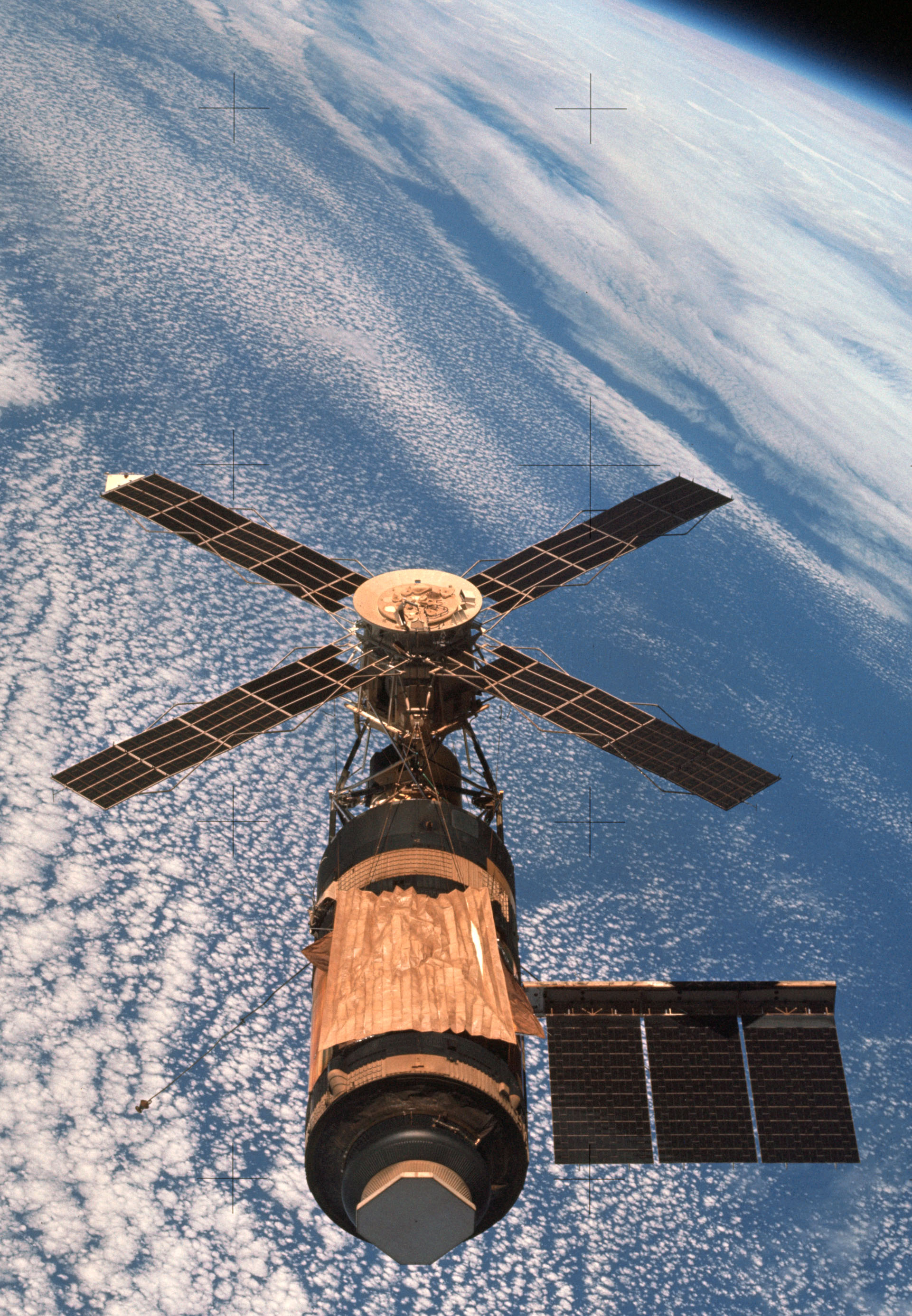
A Skylab űrállomás az űrben

A NASA a Mercury-program (és a Gemini-program) után szintet lépett, minden tekintetben: az űrverseny hazárdjátékában óriási (politikai) tétet játszott meg, a korábbi űrrepülésekhez képest összehasonlíthatatlanul bonyolultabb feladatot fogalmazott meg, több ember kellett a megvalósításához, mint amit valaha űrprogramban igénybe vettek. Ki kellett lépni a katonai interkontinentális rakéták „komfortzónájából” és egy hatalmas, ugyanakkor tisztán űrrepülési célokra alkalmas hordozóeszközt kellett létrehozni hozzá. Ez az új eszköz is katonai tőről fakadt, korábban a hadsereg fogalmazta meg azon rakéta iránti igényét, amellyel nagy tömegű atomfegyvereket tudott volna célba juttatni, ám mire a fejlesztés elindulhatott, a fegyverek mérete lecsökkent, és már nem kellett az óriásrakéta. Nem így Kennedy elnök álmához, a holdra szálláshoz.
A Saturn rakétacsalád ugyan a nagy tömegű nukleáris robbanófejek idején kezdett testet ölteni, ám épp a NASA megalakulása idején történt meg az a váltás, hogy feleslegesnek bizonyultak a rakéták fegyverként, és felmerült az űrbeli alkalmazásuk lehetősége. Von Braun emiatt ragaszkodott hozzá, hogy fejlesszék tovább ezen eszközöket, mivel ebben látta élete fő művét. A Marshall Spaceflight Center meg is kapta a feladatot a Saturn rakétacsalád kifejlesztésére. Nevét onnan kapta, hogy az éppen rendelkezésre álló legnagyobb rakéta, a Jupiter után következett, ezért a Jupiter utáni rakétaként emlegették, és mivel a bolygók sorában a Jupiter után a Szaturnusz következik, a rakéta is megkapta ezt a nevet. Von Braun a rakétaépítésben is teljesen új szintre léphetett. Szakított az addig alkalmazott „egy rakéta(fokozat) – egy hajtómű” elvvel, és alkalmazni kezdte a „csokorba kötött hajtóművek elvét” (a cluster-elvet). A rakétatudós elsőként a Saturn I rakéta tervezéséhez és megvalósításához fogott hozzá. Vette a kor egyik vadonatúj és minden korábbinál nagyobb teljesítményű hajtóművét a Rocketdyne H–1-t, és nyolcat egy rakétafokozatba foglalva létrehozta az S–I rakétafokozatot, amelyre ráépített egy 6 db RL10 hajtóművet magába foglaló, S–IV jelű második fokozatot. Ezzel a rakéta teljesítette a hadsereg által eredetileg kitűzött minimumkövetelményt, a 9000 kg alacsony Föld körüli pályára állításának képességét.
Von Braun az Apollo-program bejelentésekor már megkerülhetetlen szaktekintélynek számított világűr témában, így az ő koncepcióit kezdte vizsgálni a NASA a Holdra való eljutás ügyében. Az első ilyen koncepció a direkt leszállás teóriája volt, azaz ezen tervek szerint a Földről felszállt volna egy gigantikus rakéta, elrepült volna a Holdra, ott leszáll volna a felszínre, majd dolga végeztével ismét felszállt, végül hazarepült volna. Ezt a teóriát tette közzé a This Week Magazine-ban, illetve egy kis könyvben, amelyben a rakéta a Nova nevet viselte. Az elmélet ellen azonban számos ellenérv szólt, olyannyira, hogy von Braun is finomította az elképzelését, megalkotva a randevú Föld körüli pályán (EOR – Earth Orbit Rendezvous) koncepciót. Ebben több rakéta és űrhajó startolt volna a Földről, amelyet Föld körüli pályán dokkoltak volna össze, így indultak volna a Holdra. Ez a Földről felszálló rakétával szembeni követelményeket közelítette a megvalósítható keretek felé. Ez a megoldás már abba az irányba mutatott, amelyhez a mozaikdarabok már léteztek (már ami a hordozórakétát illeti). Megszületett már akkorra a cluster rakétaépítési elv, és a Rocketdyne-nál is bontogatni kezdte a szárnyait az F–1 hajtómű, amelyre alapozva a Föld körüli pályára szállítandó tömeg tekintetében kezdett megvalósíthatónak látszani a holdra szállás koncepciója. Aztán végül von Brauntól függetlenül született meg a nyertes holdra szállási koncepció, a LOR, azaz a Hold körüli pályán végrehajtott randevú koncepciója. A koncepció utat talált a NASA döntéshozatali folyamatában, és illett az addigra már létező hardver paramétereihez: egyetlen öthajtóműves Saturn V rakéta elegendőnek látszott egy holdexpedícióhoz. Von Braun feladata az volt, hogy véglegesen kiforrottá tegye és talpra állítsa a még csak tervasztalon és követelményrendszerek paramétereiben létező rakétát. 1962-1967 között a Marshall Spaceflight Center és Wernher von Braun irányítása alatt lezajlott a fejlesztési folyamat, amelynek eredménye volt a 110,5 méter magas, 2970 tonnás starttömegű, közel 39 000 kN tolóerejű óriásrakéta, amelynek első felszállására 1967. november 9-én került sor.
A kezdeti tesztek során az új rakéta nem viselkedett tökéletesen: az Apollo–6 felszállása során katasztrofális vibráció (ún. pogo oszcilláció) volt megfigyelhető rajta. Von Braun csapata hosszasan finomhangolta a rakétát, hogy az megfelelő legyen emberek szállítására. A javítási folyamat meglehetősen rögös volt, a rakéta még az első emberes felszállásán (az Apollo–8-on) is vibrációtól szenvedett, egészen az Apollo–10-ig tartott a vesszőfutás, ám az első holdra szállási kísérlet, az Apollo–11 idejére már tökéletes lett a Saturn V. Összesen tizenkét holdrakéta start történt a program során, három Föld körüli pályán történő tesztekkel és kilenc holdrepüléssel (ebből hat expedíción szálltak le a Holdon), tökéletes sikert hozva a program számára. Von Braun és a mögötte álló mérnökcsoport így történelmi szerepet játszott és oroszlánrészt vállalt a világ egyik legnagyobb vállalkozása, a holdra szállás sikerében.

##### Az Apollo-program utáni NASA-tevékenysége
Időben ugyan még az Apollo-program idején történt, ám lényegét tekintve már a holdprogram utáni időkre való felkészülésként folytak munkák von Braun tevékeny részvételével a NASA-nál. Ennek keretében 1966–1967 fordulóján, a helyi nyár során von Braun és más NASA vezetők részvételével expedíciót szerveztek az Antarktiszra. Ezen út során azt mérték fel, hogy tudományos és technológiai szempontból a Déli-sarkvidék felfedezése hasznos tapasztalatokat nyújt-e a világűr felfedezéséhez. Maga von Braun élénk érdeklődést mutatott az iránt, hogy az Antarktisz száraz gleccservölgyei megfelelő földi alternatívát nyújtanak-e a majdani Mars-expedíciókhoz szükséges felszerelés, logisztika, lakókörnyezet és létfenntartó rendszerek tesztjeihez.
Egy sokkal jelentősebb projekt volt az USA első űrállomása, amelyhez von Braun szintén hozzájárult. Az elképzelésnek, amelynek története még az Apollo előtti időkre nyúlik vissza, szintén von Braun volt az elindítója: 1959-ben, még az ABMA kötelékében a rakétatudós dolgozott ki egy koncepciót Horizont projekt (Project Horizon) néven, amelyben embert juttattak volna a Holdra. Bár a projekt lényege az emberes holdra szállás lett volna, a terv tartalmazott egy űrbeli laboratóriumot (egy kvázi ugródeszkát a Hold felé), amelyet a Horizon rakétájának kiürült felső fokozatából alakítottak volna ki. Ezt a gondolatot dolgozta tovább 1964-ben egy még ambiciózusabb tervben, amelyben a Saturn V második fokozatából, az S-II-ből csináltak volna űrállomást. Később az S-II helyét átvette az S-IVB (később ez „wet workshop”, azaz nedves állomás néven vált ismertté). Időközben abból a felismerésből, hogy a holdexpedíciók leállása után százezres nagyságrendben válnak munkanélkülivé a NASA alkalmazottjai, elindították az Apollo Application Projectet (AAP), amely az Apollo-program során kialakított hardverek és infrastruktúra bázisán újabb űrprogramok lehetőségét kutatta. Később ebből alakult ki az USA első űrállomása, a Skylab. Az immár AAP alatt futó tervezés újabb lépcsőjéhez ért, amikor a wet workshop koncepciót felváltotta a dry workshop (azaz száraz állomás), amelyben az S–IVB nem kiürült rakétafokozatból kialakított űrállomás lett volna, hanem a fokozat szerkezetét felhasználva eleve űrállomás célra kialakított eszköz volt. A terv egyetlen komoly akadályát az jelentette, hogy az űrállomás felbocsátásához szükség volt egy Saturn V rakétára, amely nem állt rendelkezésre. A holdprogram visszavágását követően azonban felszabadult három már legyártott Saturn V, amellyel így elhárult az utolsó akadály is.
Azonban addigra von Braun már nem dolgozott a Marshall Űrközpontban. Bár egy belső feljegyzés fennmaradt 1969. január 16-ról, amikor von Braun megerősítette kollégáinak, hogy ő marad az űrközpont igazgatója az Apollo Application Project továbbvitelében is, 1970. március 1-jével elfogadta a NASA felkérését, hogy ő legyen a NASA tervezésért felelős helyettes főigazgatója, amelyhez ő és családja Washingtonba költözött, hogy elfoglalja a posztot. 1972-re azonban komoly változások álltak be. Von Braun folyamatos költségvetési vitákkal és megszorításokkal, az Apollo és későbbi programok komoly megcsonkításával nézett szembe, és keserűen vette tudomásul, hogy a Hold meghódításával a közvélemény támogatása komoly mértékben csökkent az űrtevékenységgel szemben. Ezek együttes hatására 1972. május 26-i hatállyal beadta lemondását a NASA-nál, és távozott a szervezettől.

##### Egyéb NASA-beli tevékenysége
Részben von Braun ismeretterjesztői tevékenységéből eredt az a gondolat, hogy Huntsville-ben hozzanak létre egy űrmúzeumot. A helybeli űrközpont igazgatója az 1960-as években terjesztette elő ebbéli ötletét, amelyet a Huntsville-Madison County Chamber of Commerce (Huntsville-i Madison megyei Kereskedelmi Kamara) felkarolt, és egy gazdaságossági tanulmány készült róla. 1965-ben von Braun meggyőzte az Alabamai Amerikai Football szövetséget és az Auburn Tiger Football szövetséget (a helyi egyetemi liga szervezőjét), hogy támogassák egy tévéreklám létrehozását, amelyben egy űrmúzeum alapításához szükséges pénzösszeget kötvények formájában teremtenék elő. Ebből a kezdeményezésből indult el az Alabama Space and Rocket Center, amelynek első kiállítási darabjai között volt az AS–500D, a dinamikus rakétatesztekre használt egyik első megépített Saturn V rakéta. 1970-re megalakult az U.S. Space and Rocket Center Alapítvány és azóta ezen a néven működik az egyre bővülő kiállítás, amelyet manapság a „világ legnagyobb űrmúzeumaként” is emlegetnek. (A múzeum helyszínéül szolgáló területet a Redstone Arsenal katonai bázistól különítették el, Alabama állam kormányzata működteti.)
Kapcsolódik az űrmúzeumhoz, de mégis önálló gondolatként született meg von Braun fejében, hogy létre kellene hozni gyermekek számára egy tudományos képzőközpontot, amelyben a világűr meghódítása iránt érdeklődő fiatalok ismerkedhetnek meg az ezzel kapcsolatos tudásanyaggal. Ennek érdekében az űrmúzeum területén és gondozásában elindították a Space Camp (űrtábor) oktatásait, de már az ötletgazda halála után, 1982-ben. Az eltelt majdnem negyven évben közel egymillióan vettek részt a tábor programjain.

### NASA utáni évei
1972-ben, amikor megelégelte a NASA-béli pozícióharcokat, von Braun elhatározta, hogy más pályára lép. Ebben segítette egy korábbi munkatársa, Edward Uhl, aki a Fairchild Industries vezérigazgatója volt. Vele már White Sandsen együtt dolgoztak, ahol Uhl a hadsereg részéről segítette a V–2 amerikai tesztjeit, majd az 1960-as években is közel kerültek egymáshoz, amikor a Fairchild beszállító partnerként jelent meg a von Braun és csapata által folytatott Pegazus műhold programon. Uhl nyújtott segédkezet akkor is, amikor von Braun nem találta a helyét az új NASA megbízatásában, és felajánlotta neki a Fairchild tervezési és fejlesztési alelnöki pozícióját. Von Braun 1972. május 26-án nyújtotta be a lemondását a NASA-nál és 1972. július 1-jén a marylandi Germantownba költözött, hogy az űripari beszállító projektjein dolgozzon.
A Fairchildnál végzett munkái mellett maradt ideje és ambíciója az űripar fejlesztésére. Ebbéli tevékenységében segített megalapítani a National Space Institute-ot (Nemzeti Világűr Intézet), a mai National Space Society (Nemzeti Világűr Társaság) elődjét 1975-ben, amelynek első elnöke lett. A társaság tevékenysége a világűr meghódításának és felfedezésének népszerűsítésében merül ki, azonban ezt nem állami keretek között teszik, hanem főként az űripar szponzorációjával. A népszerűsítési tevékenység magazinokban való megjelenést, konferenciák szervezését, iskolai ösztöndíjak odaítélését foglalja magába.
1975-ben ő lett Lutz Kayser tudományos tanácsadója az OTRAG cégnél (amely cég alternatív, alacsony költségű műhold pályára állítását lehetővé tevő rendszerekkel foglalkozik), majd a Daimler-Benz of North America cég igazgatótanácsának tagja lett. 1976. december 31-i hatállyal, elhatalmasodó egészségi problémái miatt le kellett mondania a Fairchild alelnöki pozíciójáról. 1977-ben kitüntették a National Medal of Science (Nemzeti Tudományos Érdemérem) díjjal, ám ezt már nem tudta személyesen átvenni, mert kórházi kezelés alatt állt.

## Magánélete

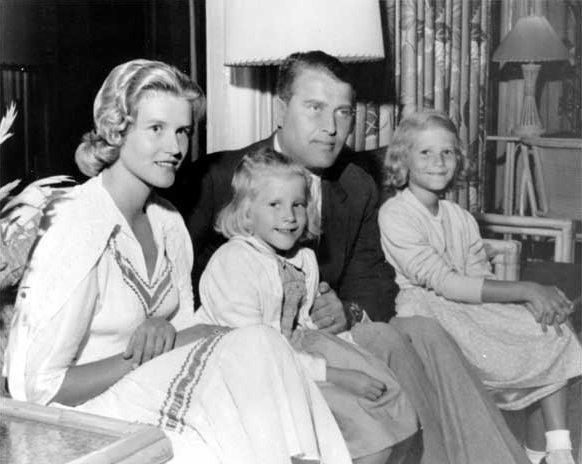
Feleségével, Mariával és két lányával, Margrittal és Irisszel

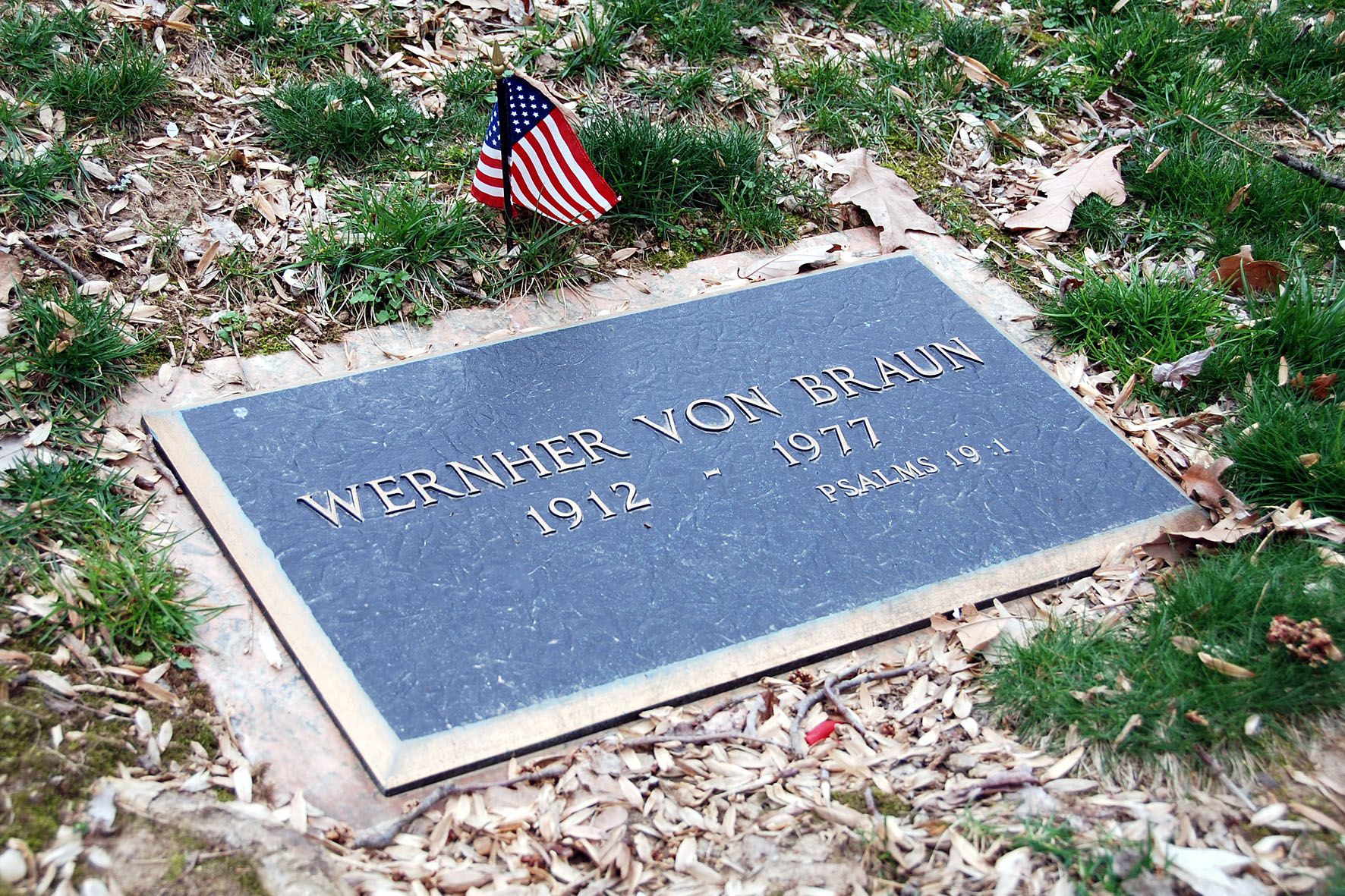
Wernher von Braun sírja

Von Braunt egész életében karizmatikus, határozott személyiségnek tartották, fiatal éveiben pedig kifejezetten „nőfalóként” emlegették. Berlini diákként számtalanszor látták egyszerre akár két lány társaságában is, de később, peenemündei évei alatt is számos viszonya volt a titkárság, vagy más irodák női munkatársaival.
1943 januárjában von Braun eljegyezte Dorothee Brill berlini fizikatanárnőt, és be is adta házassági engedély iránti kérelmét az SS Faji és Házassági Irodájához. Azonban az eljegyzést később felbontották anyja tiltakozása miatt. 1943-ban még egy kapcsolatba kezdett, ezúttal a megszállt Párizsban, ahová a V–2 starthelyeit kereső bizottsággal érkezett. A nőt a háború után bebörtönözték kollaboráció vádjával, és a továbbiakban nélkülözések közepette élte le az életét.
Már az Egyesült Államokban, Fort Blissben élt, amikor megállapodott. Levélben megkérte anyai ágon első unokatestvére, Maria Louise von Quistorp (szül. 1928. június 10.) kezét, a lány apjának címezve a leánykérő levelet. A sikeres lánykérést követően az esküvőre 1947. március 1-jén, a németországi Landshutban került sor, lutheránus szertartás szerint. Von Braun engedélyt kért az amerikai hatóságoktól, hogy hazalátogasson Németországba, majd az esküvő után az Egyesült Államokba hozhassa újdonsült feleségét. Az esküvőt követően 1947. március 26-án tért vissza New Yorkba. 1948-ban megszületett a pár első gyermeke, Iris Careen, akit 1952-ben követett Margrit Cécile, harmadik gyermekük, Peter Constantin pedig 1960-ban érkezett.
1955. április 15-én elnyerte az amerikai állampolgárságot, és más Németországból érkezett társaival ünnepélyesen aláírták az erről szóló okiratot.
Von Braun lutheránus családba született, és ilyen neveltetést kapott, később azonban nem bizonyult gyakorló hívőnek, és különösebben nem keltették fel a figyelmét a keresztény tanítások sem. 1945-ben mégis azt vallotta, hogy abbéli döntését, hogy az amerikaiaknak, vagy a szovjeteknek adja meg magát, az motiválta, hogy a rakétatechnológiát olyan emberekkel ossza meg, akik a Bibliát követik. Átkerülve az Egyesült Államokba, azonban vallási meggyőződése gyökeresen megváltozott. 1946-ban, Texasban áttért az evangelikalista vallásra. Saját visszaemlékezései szerint egy szomszédja hívta el istentiszteletre, ahol megvilágosodott, hogy a hit „nem múltból örökölt katedrális, vagy utolsó pillanatban elrebegett ima, hanem élő, élettel teli közösségi élet színtere”. Történelmi kutatások annyiban árnyalják ezt a képet, hogy megtérése sokkal inkább volt köszönhető annak a „vágynak, hogy új irányt találjon az életben a Harmadik Birodalmat jellemző morális káosz után”. Később csatlakozott egy episzkopális gyülekezethez, és többször nyilatkozott vallásos tanokról, gondolatokról, néha összefüggésben mérnöki tevékenységével.

## Betegsége és halála

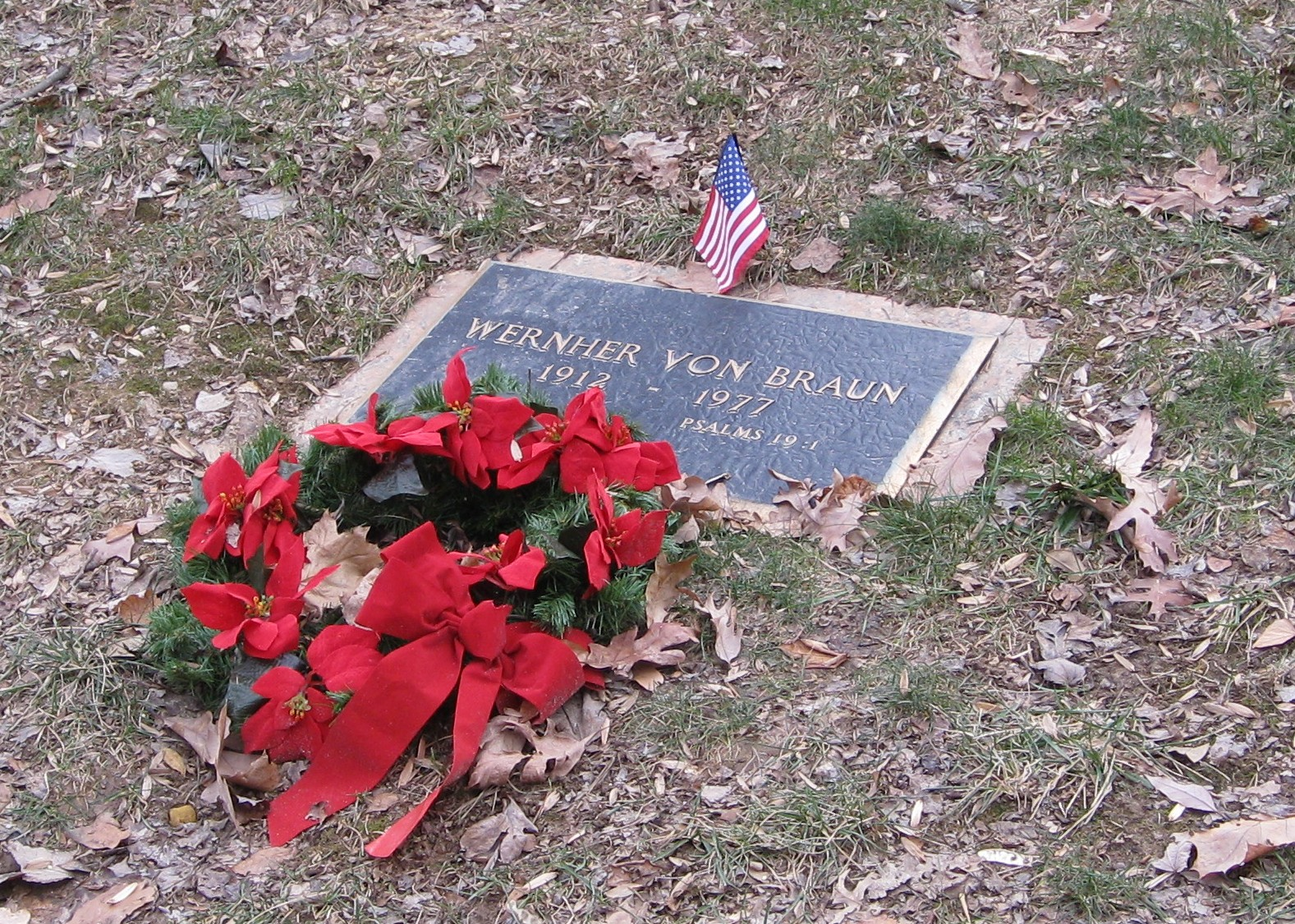
Sírköve Alexandriában

Egy 1973 közepén végzett rutinszerű orvosi vizsgálat során a röntgen rendellenességet mutatott a bal veséjén. A marylandi Johns Hopkins Egyetem klinikáján 1975 augusztusában eltávolították a tumor által érintett szervét és a környező tumorszövetet. Alig néhány nap után felépült, és néhány hét múlva folytatta munkáját, amennyire az lehetséges volt, miközben eljárt kezelésekre. Főiskolákra, egyetemekre látogatott el előadásokat tartani, és minden fórumon népszerűsítette az űrtevékenységet.
1976. december 31-én nyugalomba vonult. 1977. június 16-án a virginiai Alexandriában hasnyálmirigyrák következtében elhunyt, és a helyi Ivy Hill Temetőben temették el (T-parcella, 29. sírhely). Sírkövére a nevét, születése és halála évét, valamint a PSALMS 19:1 feliratot vésték, amely a zsoltárok könyve egyik imájára utal: „Az egek hirdetik Isten dicsőségét, az égbolt vallja kezének művét”.

## Galéria

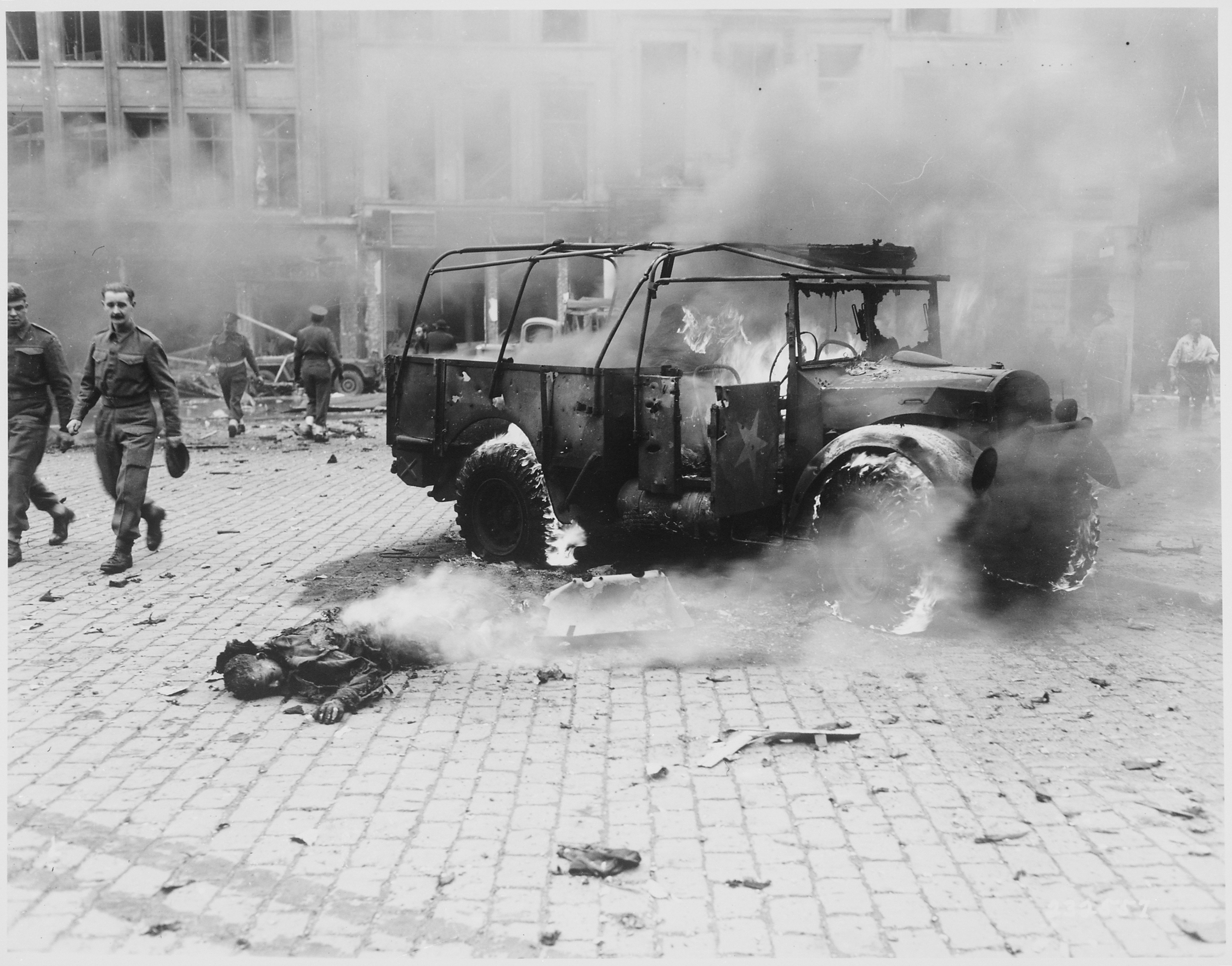
Életkép egy V–2 becsapódása után Antwerpen utcáin
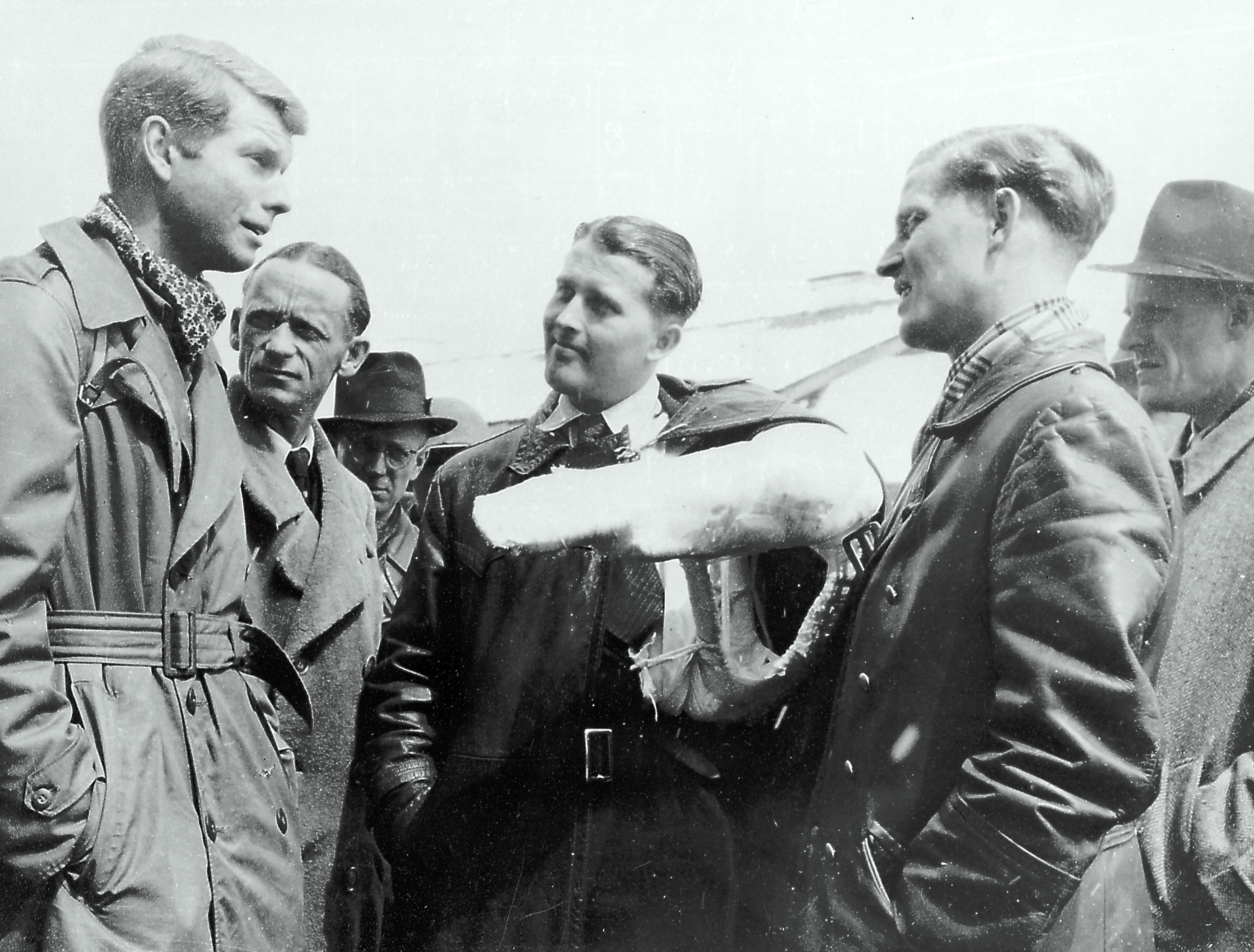
A törött karú von Braun és öccse, Magnus von Braun amerikai fogságba esésükkor
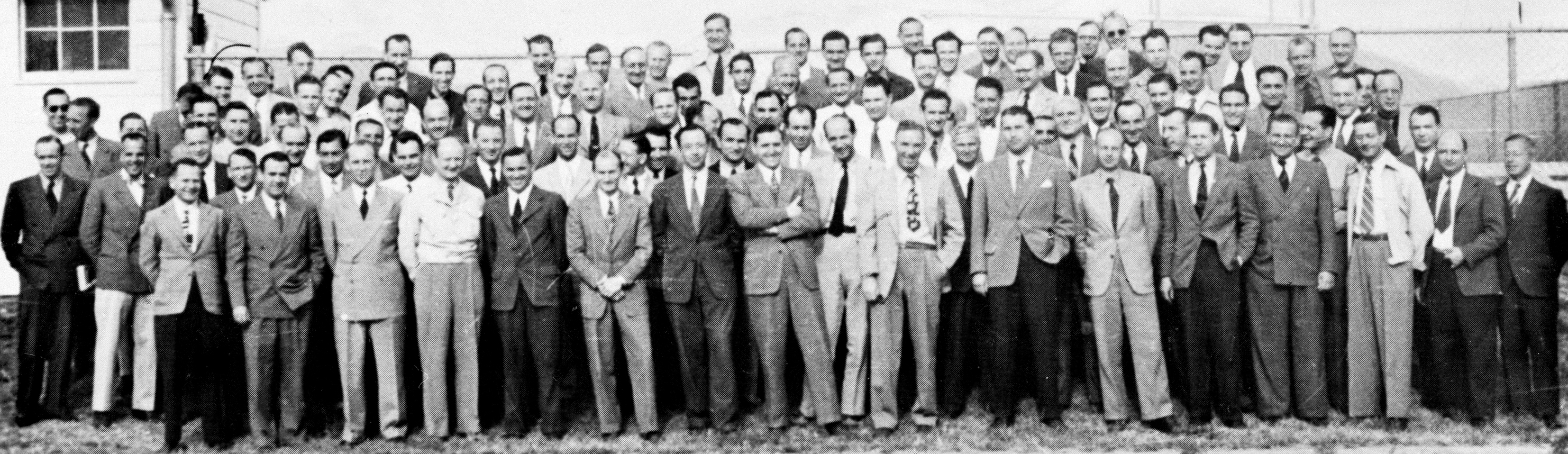
A Gemkapocs művelet során Amerikába érkezett német mérnökcsoport. Von Braun jobbról a hetedik az első sorban
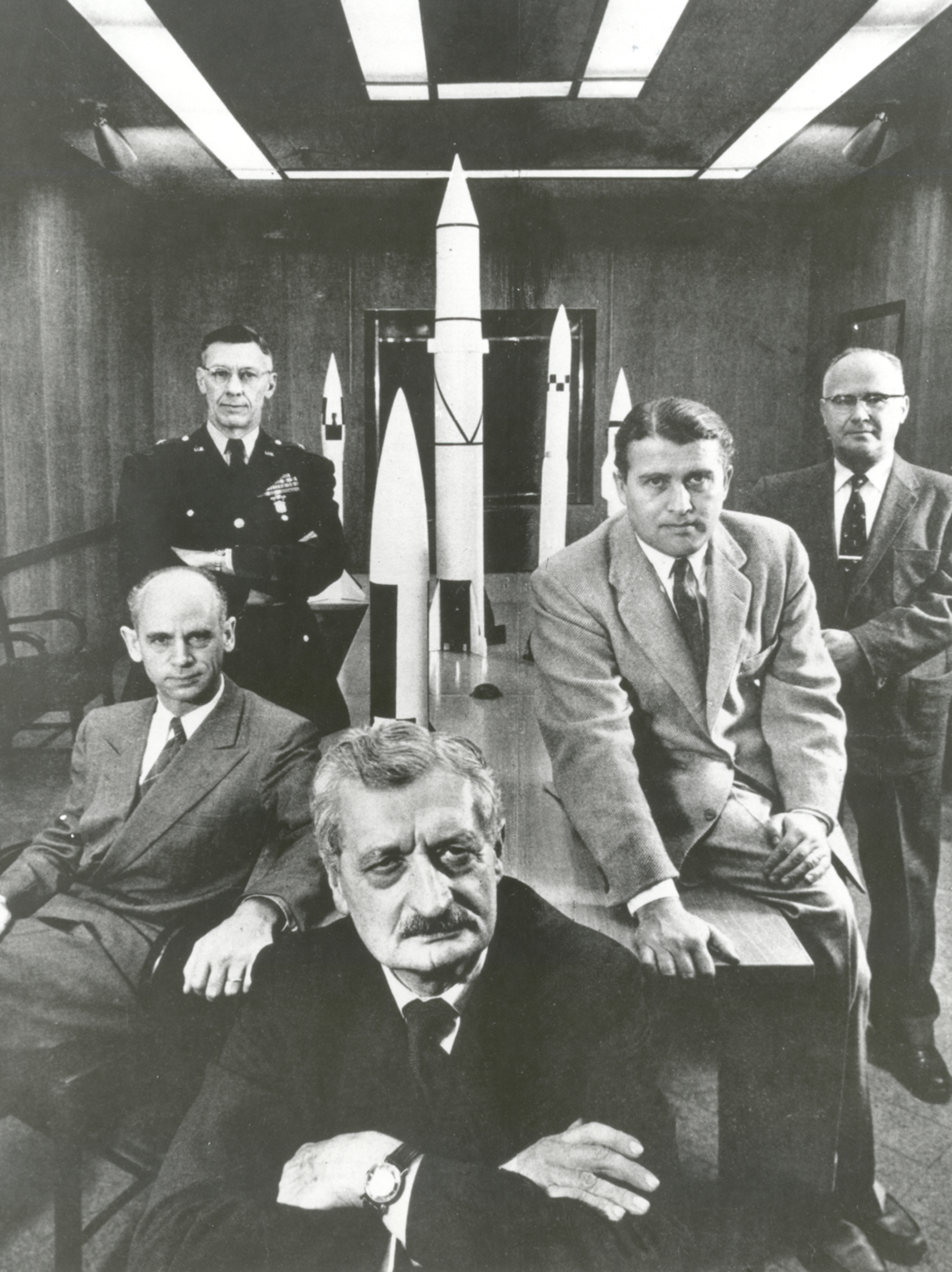
Hermann Oberth (az előtérben) és az ABMA vezetői, a háttérben a már kifejlesztett rakéták modellje
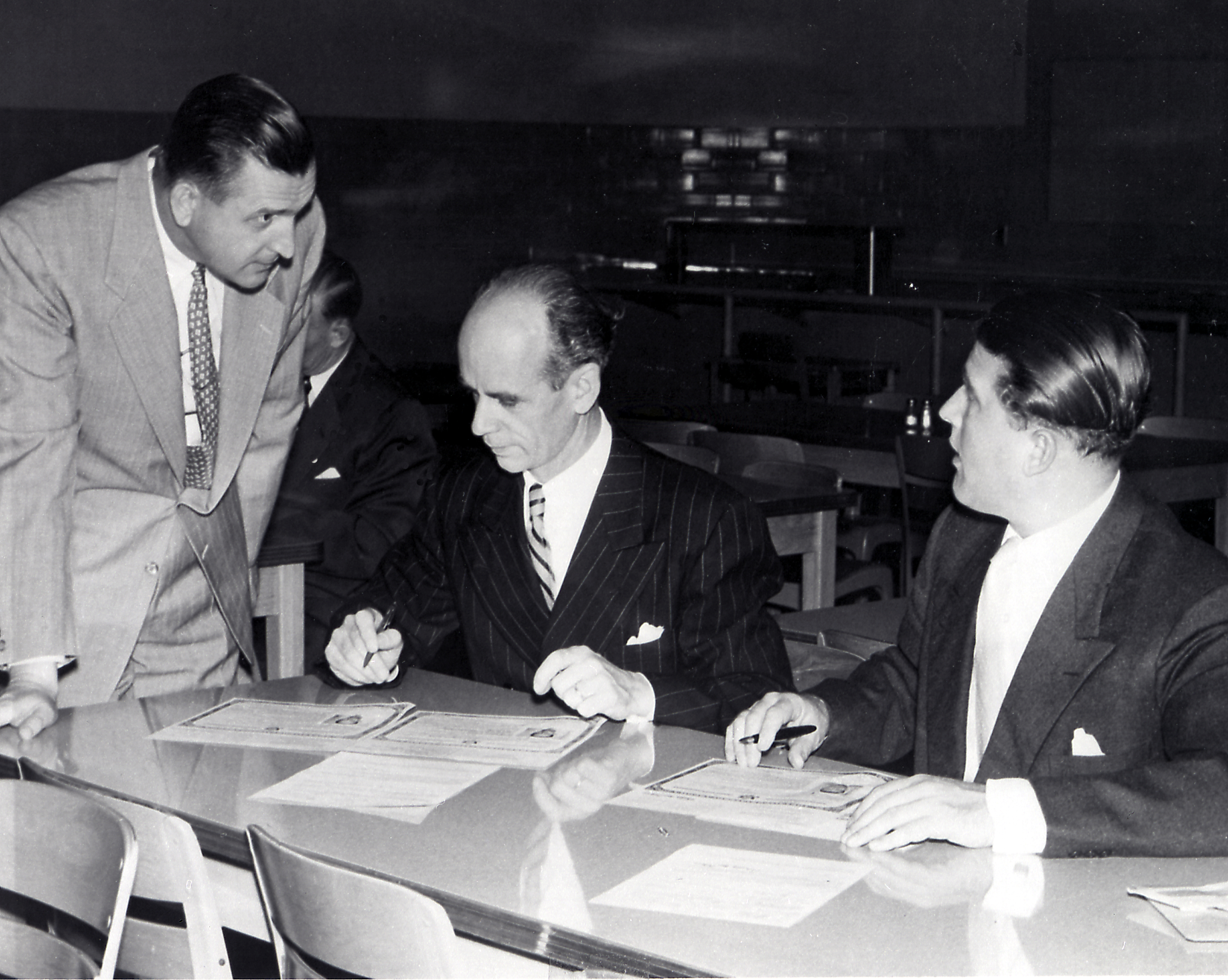
Von Braun (és dr. Ernst Stuhlinger) aláírja az amerikai állampolgársági dokumentumokat 1955. április 15-én
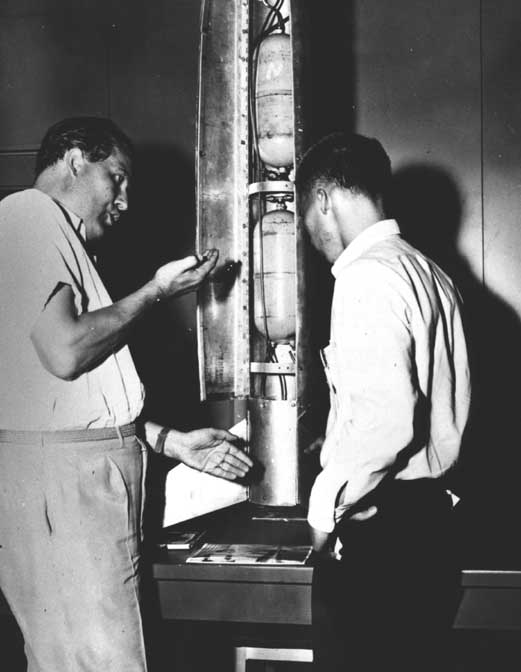
Von Braun egy tinédzser, Jimmy Blackmon házi készítésű rakétáját vizsgálja, amelyet a hatóságok koboztak el, mert veszélyt jelentett volna a légiközlekedésre
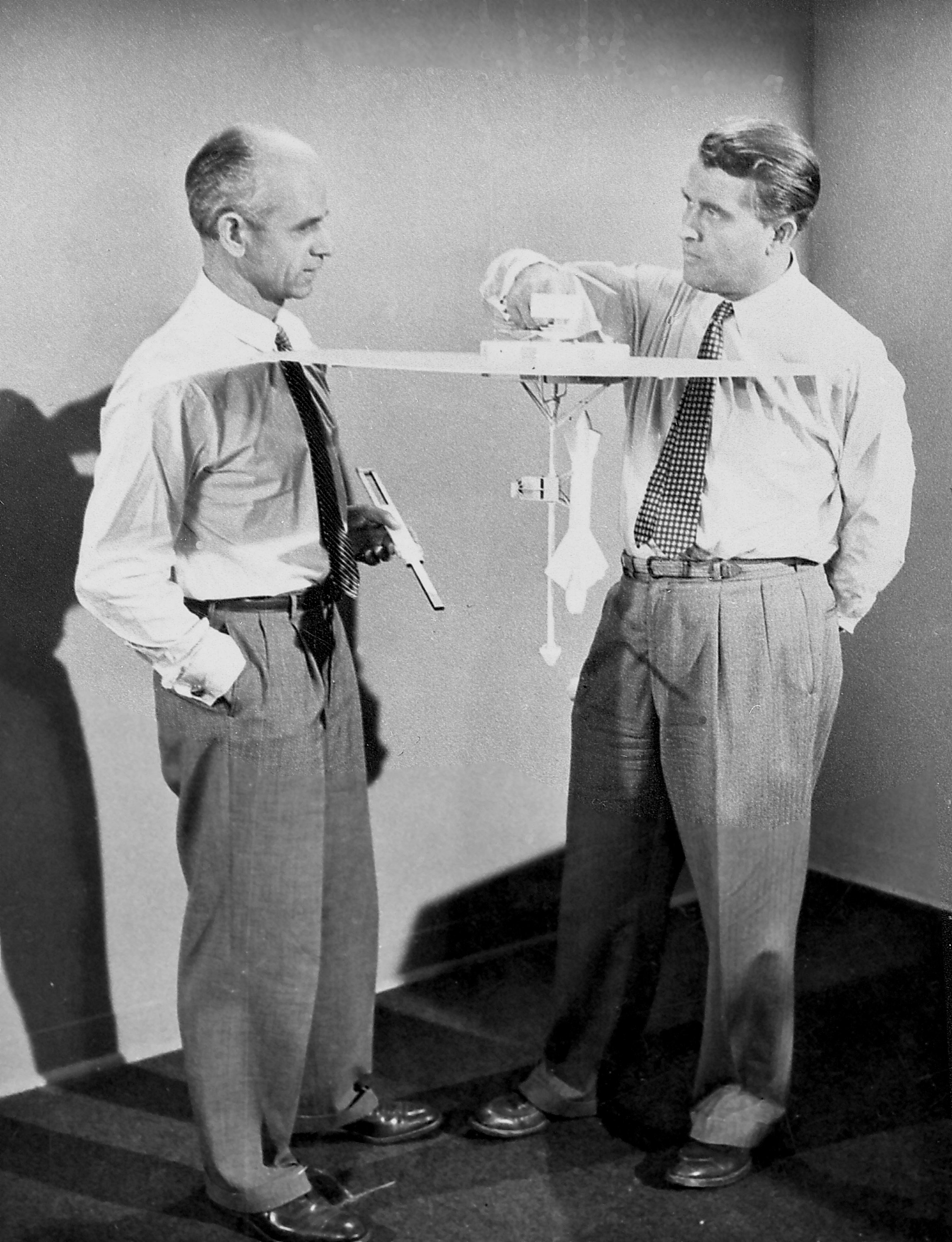
Von Braun és segédje, dr. Ernst Stuhlinger egy Disney-produkció felvételén
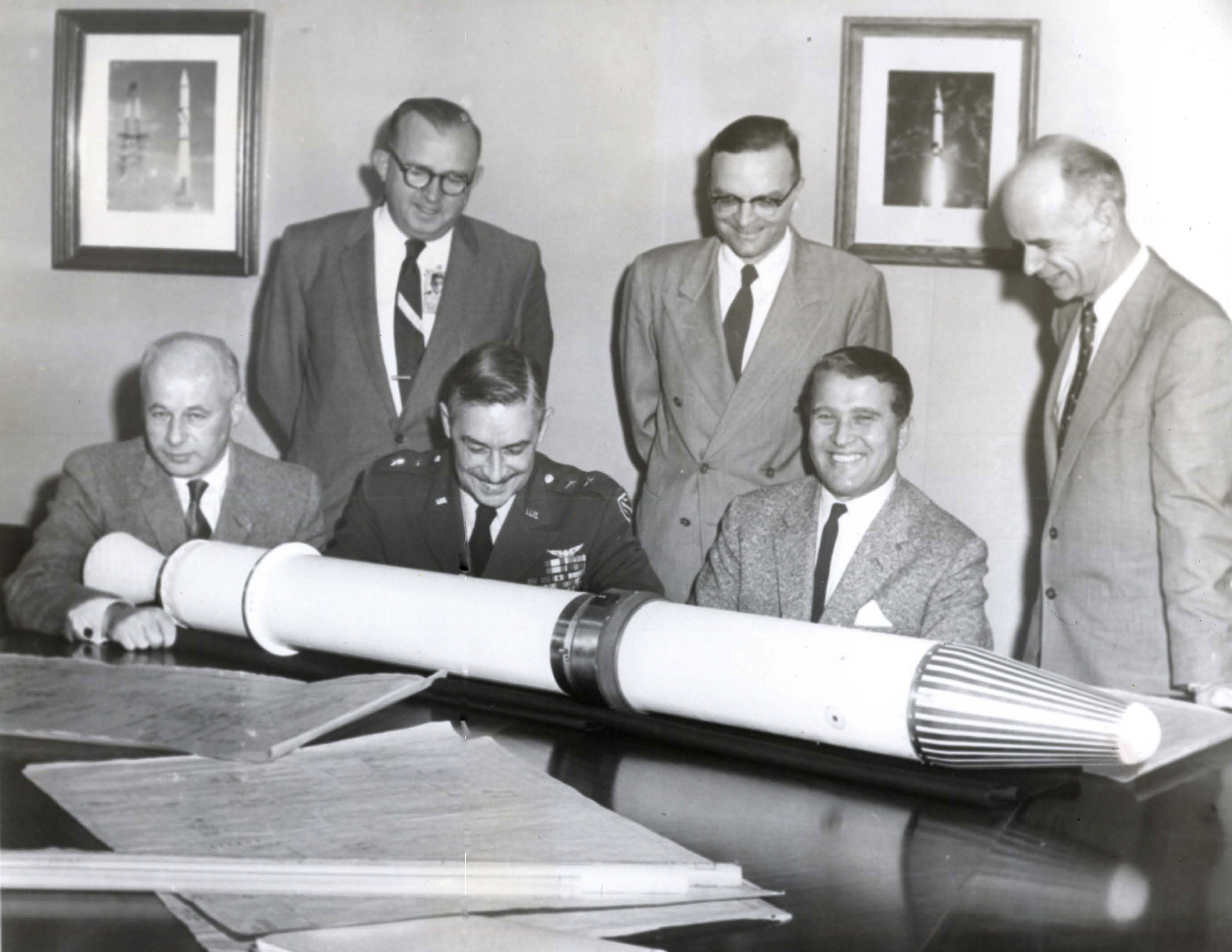
Von Braun első nagy sikere, az Explorer–1 felbocsátása 1958. január 31-én
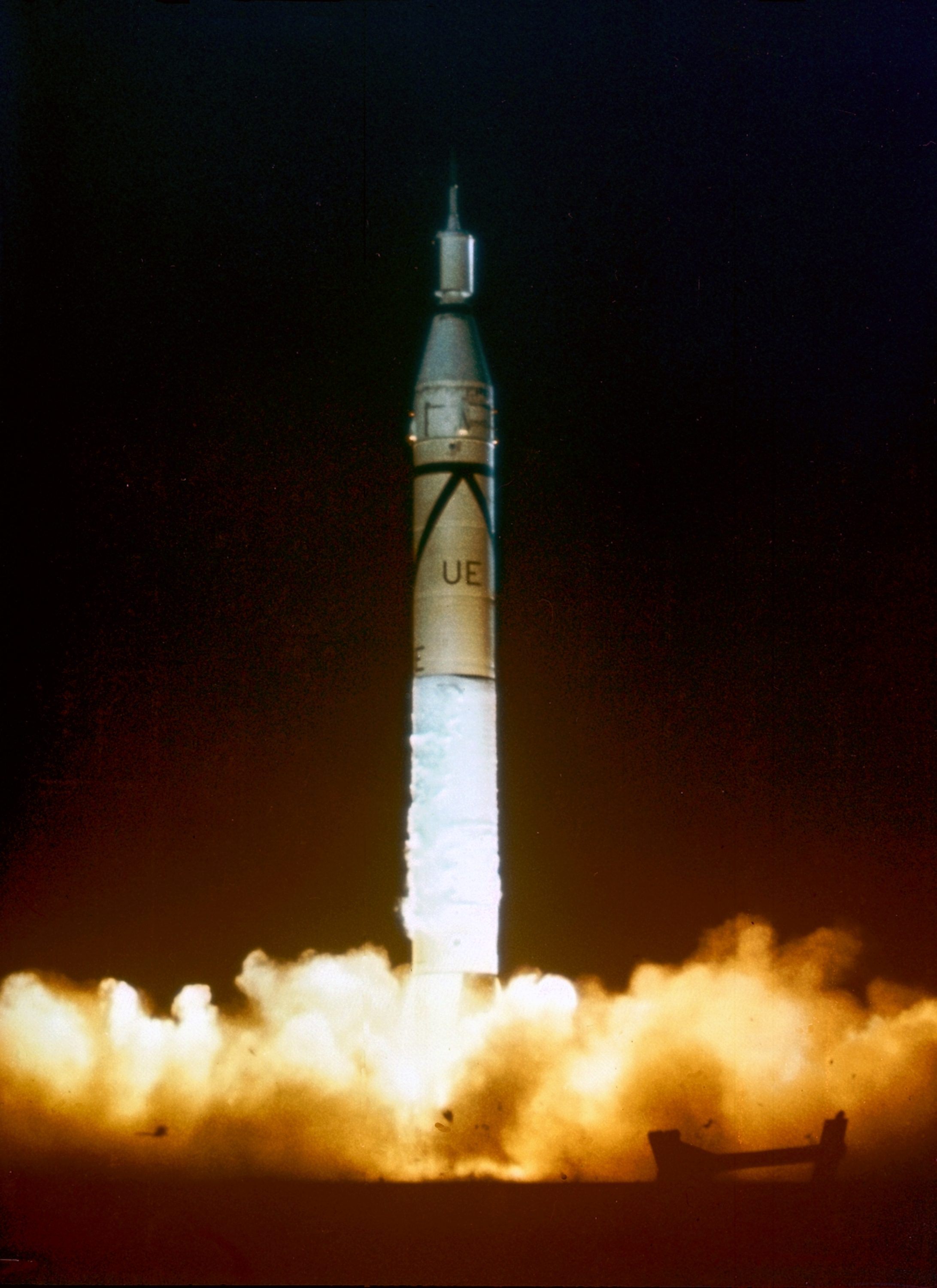
Maga a siker, a felbocsátás egy „felturbózott” Jupiter–C-rakétával
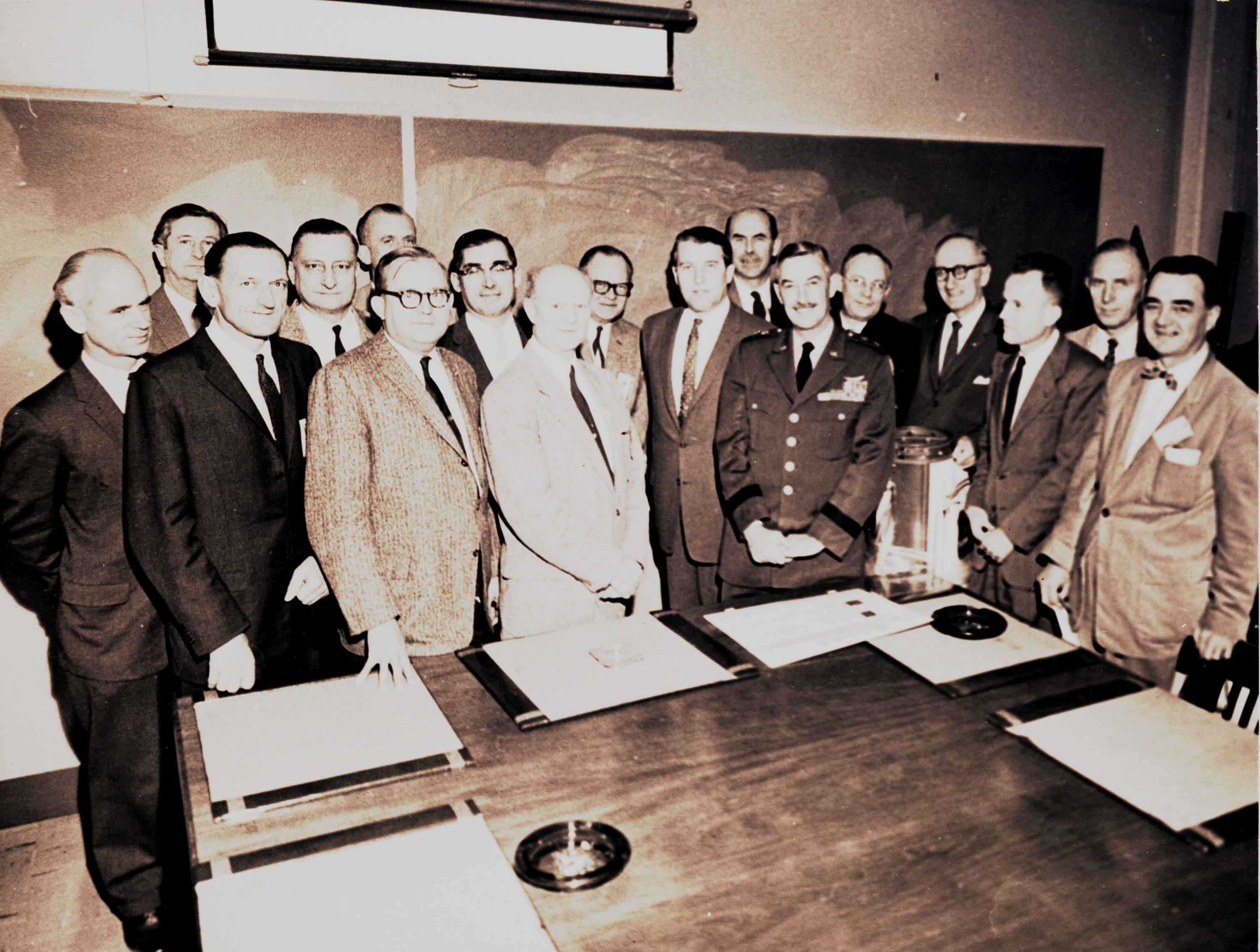
Von Braun és csapata belép a NASA-ba (a kakukktojás John B. Medaris tábornok, az ABMA katonai parancsnoka, aki nyugállományba vonult)
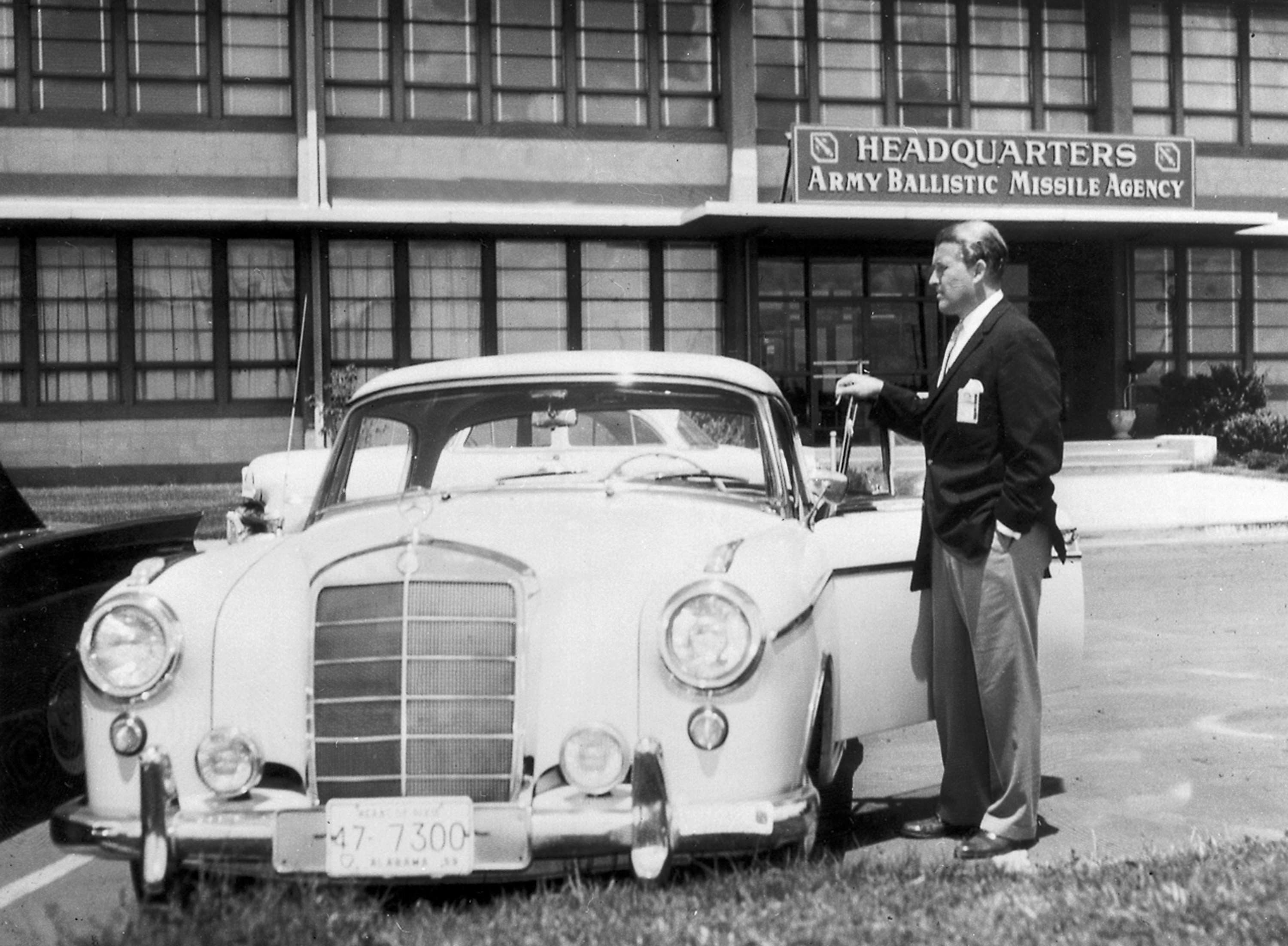
A siker évei, a rakétatudós Mercedes-Benz 220 SE luxusautójával
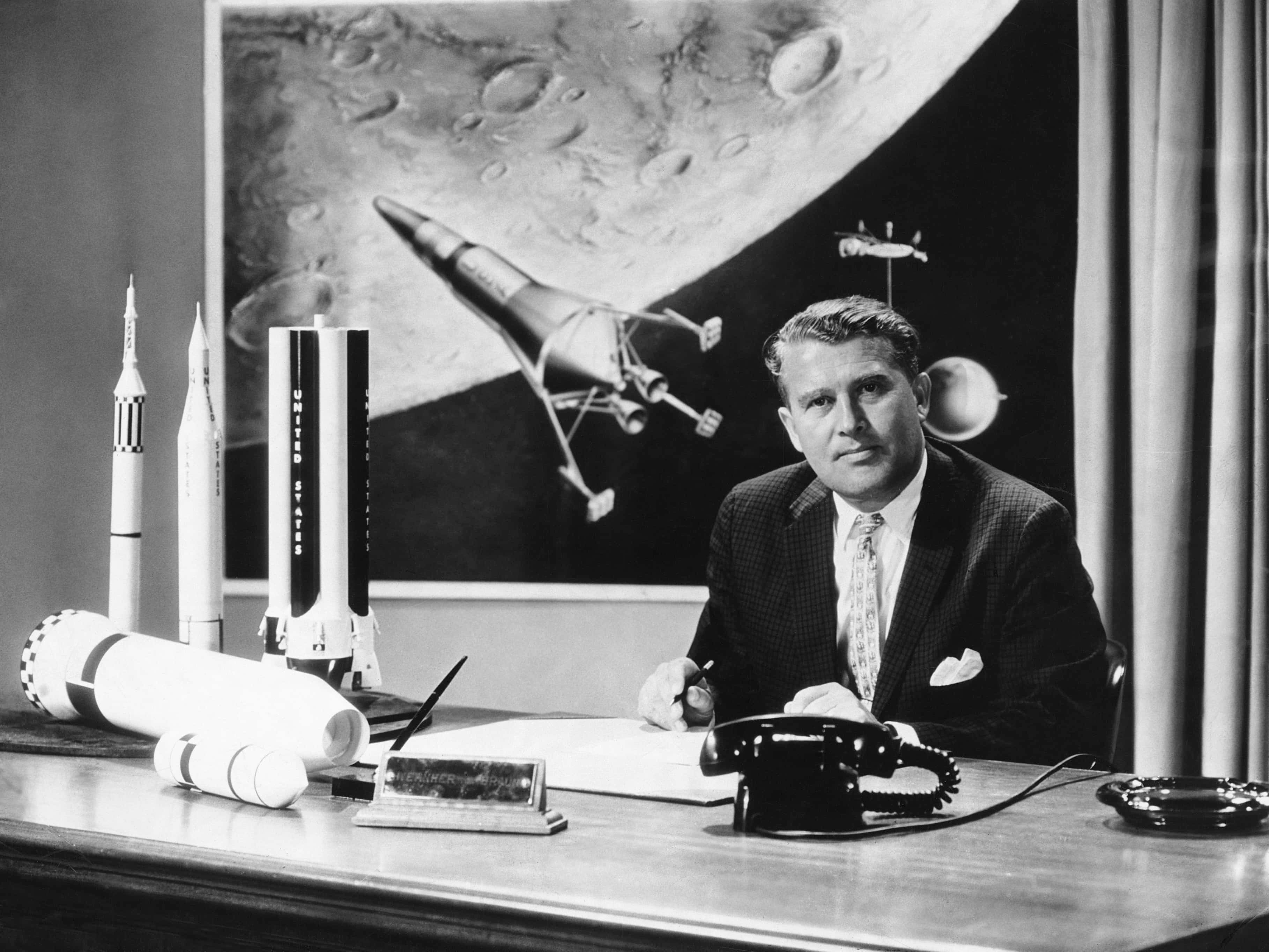
Egy másik státuszszimbólum: Von Braun irodája
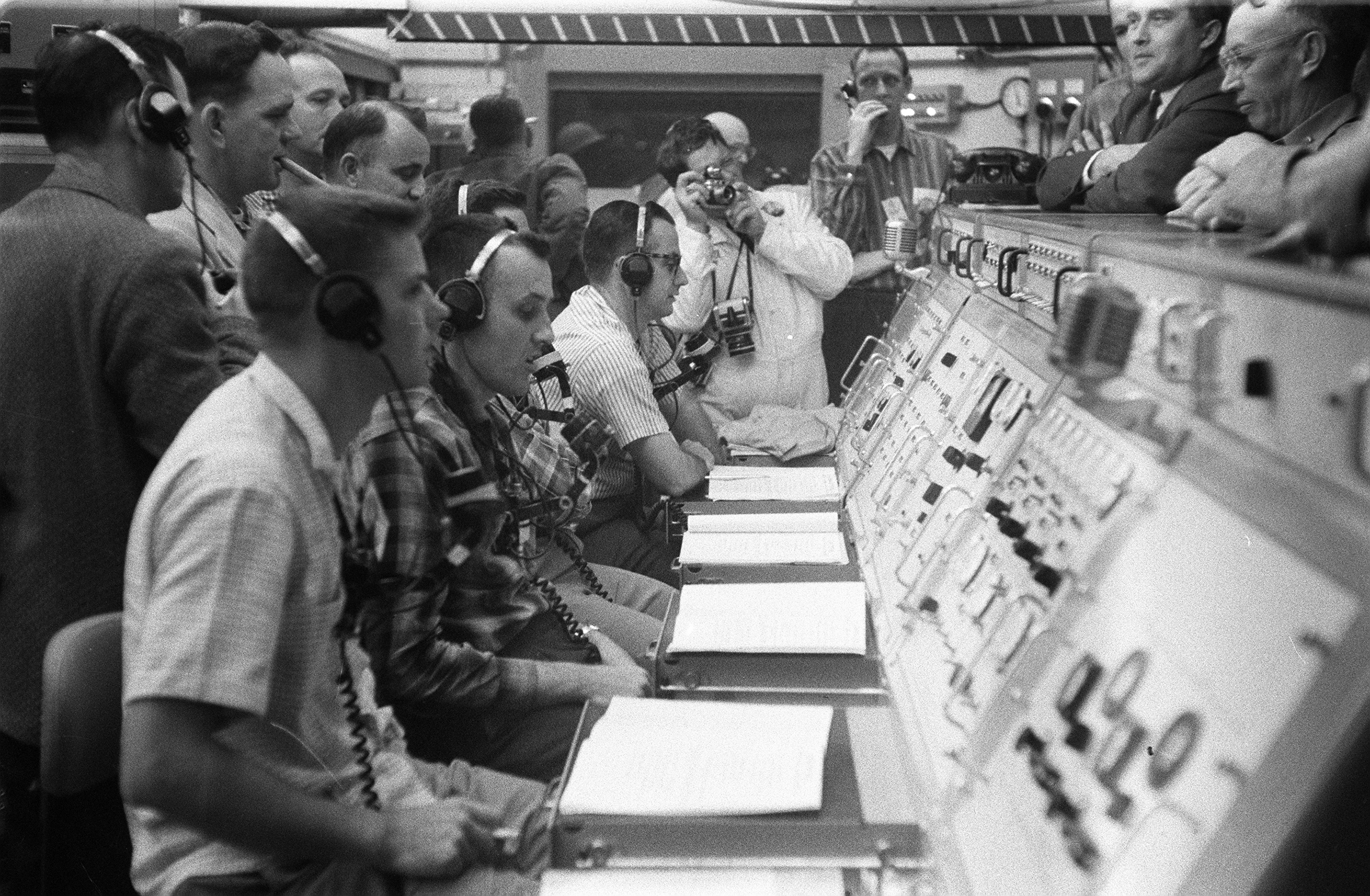
A NASA rakétaindításainak egyike: a Pioneer–4 indítása von Braunnal
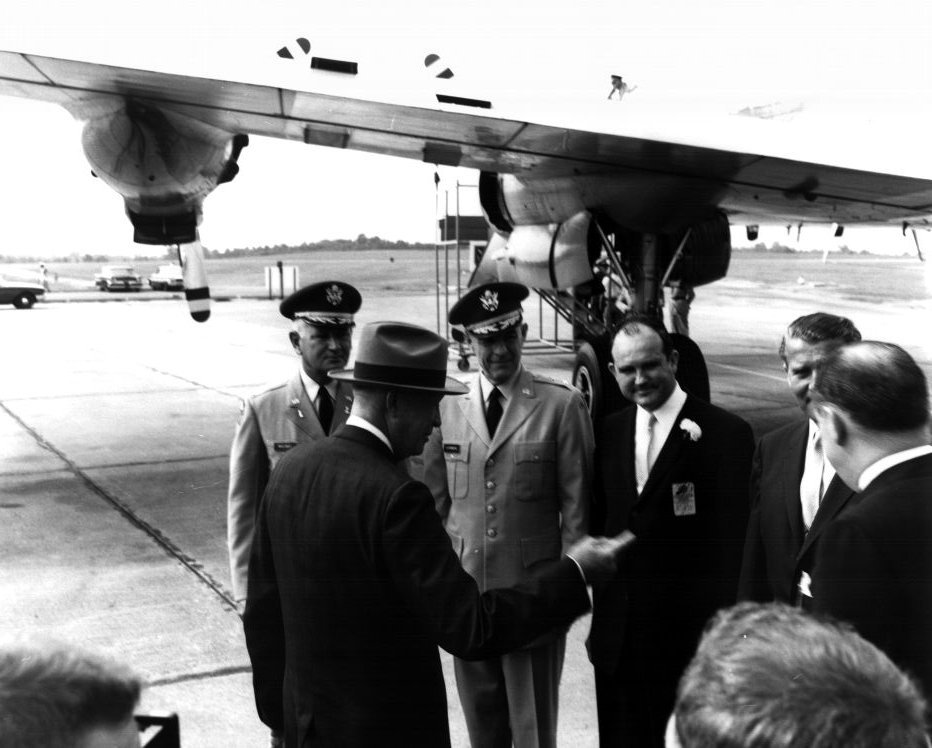
Eisenhower búcsúlátogatása a Marshall Űrközpontban
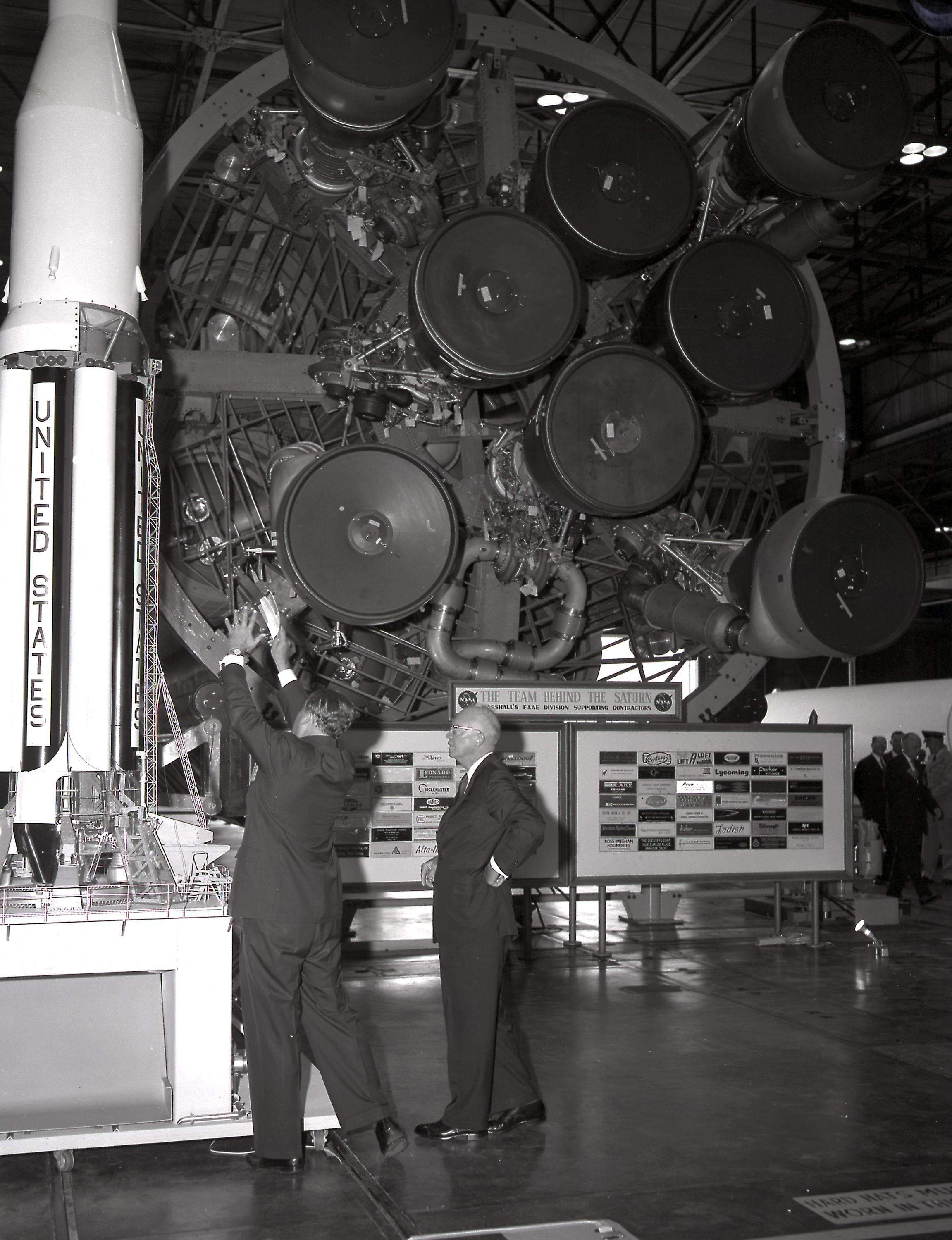
„Ilyen lesz”: Von Braun a Saturn I-et mutatja be Eisenhowernek
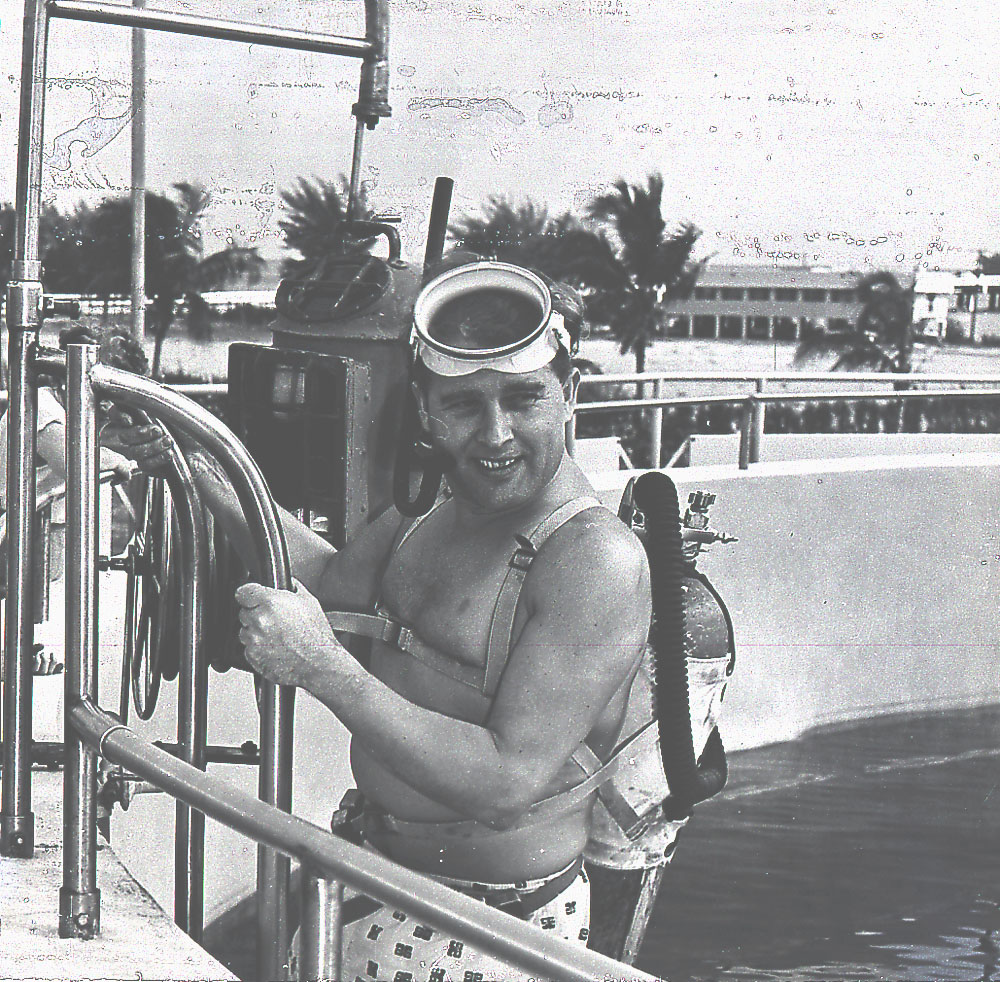
Von Braun hivatali idején kívül könnyűbúvárként kapcsolódott ki
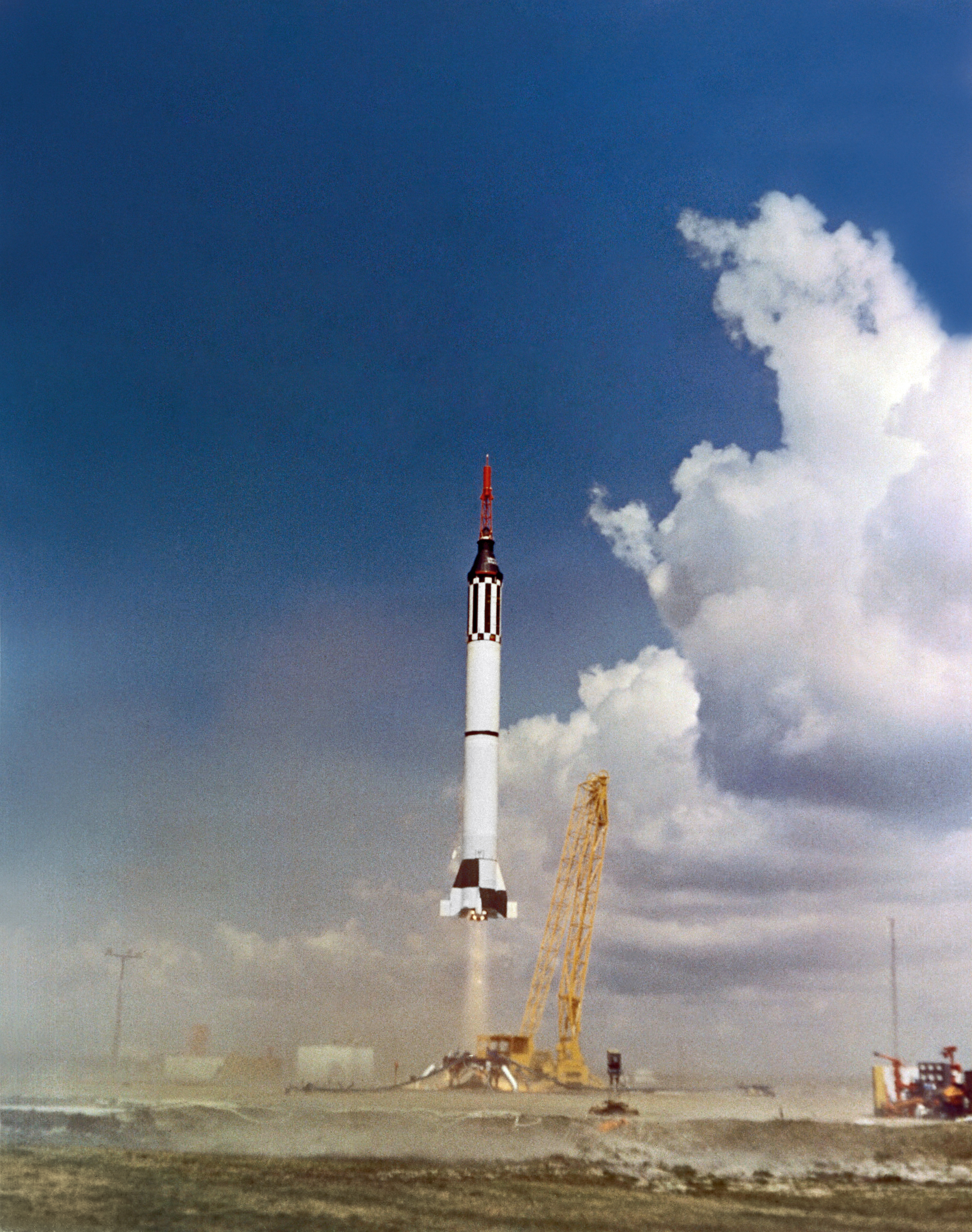
Az újabb nagy siker: a Mercury–Redstone–3 startja Alan Sheparddel (csak három hetet késett)
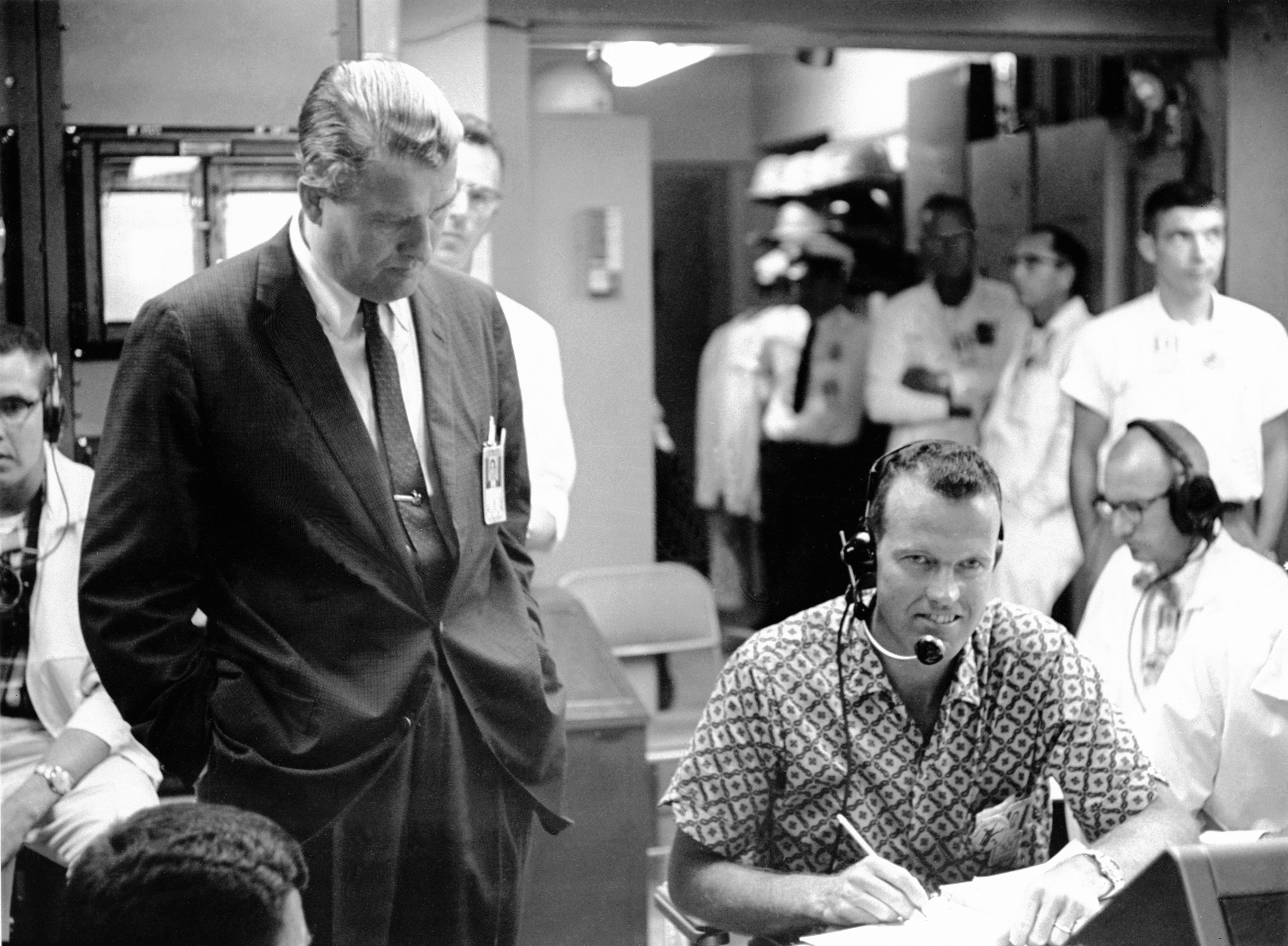
Ugyanaz más nézőpontból: Wernher von Braun Gordo Cooperrel, a repülés kapcsolattartó CapCom-jával
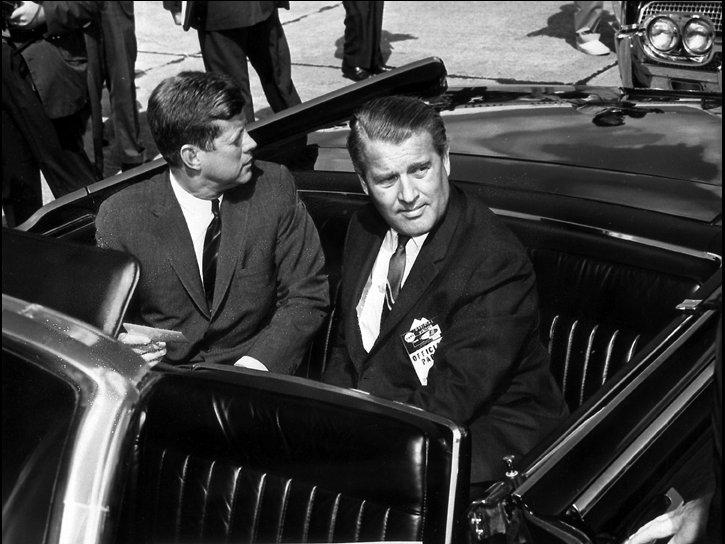
Az új elnökkel, John Fitzgerald Kennedyvel
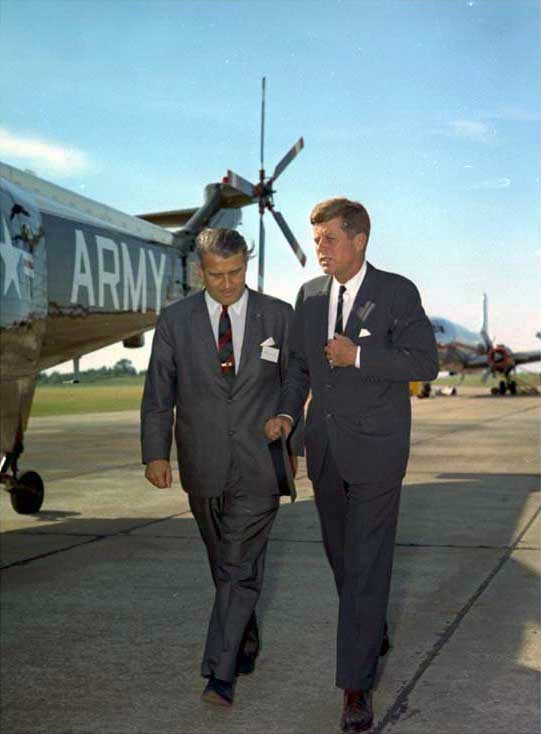
Két űrvizionárius: a rakétatudós és az elnök
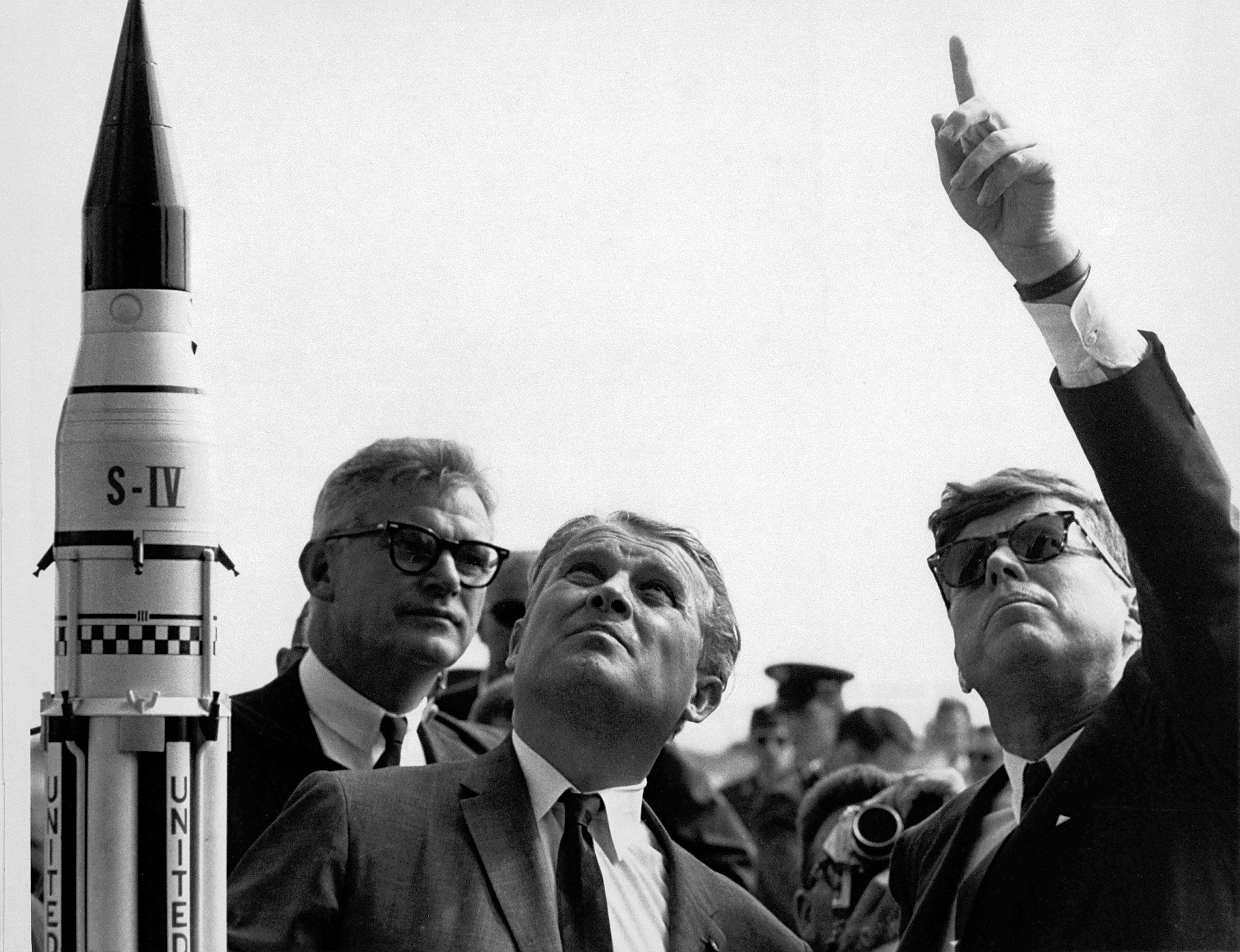
Középen elöl von Braun, tőle jobbra Kennedy elnök, a háttérben Robert Seamens – balra egy Saturn I rakétamodell látható
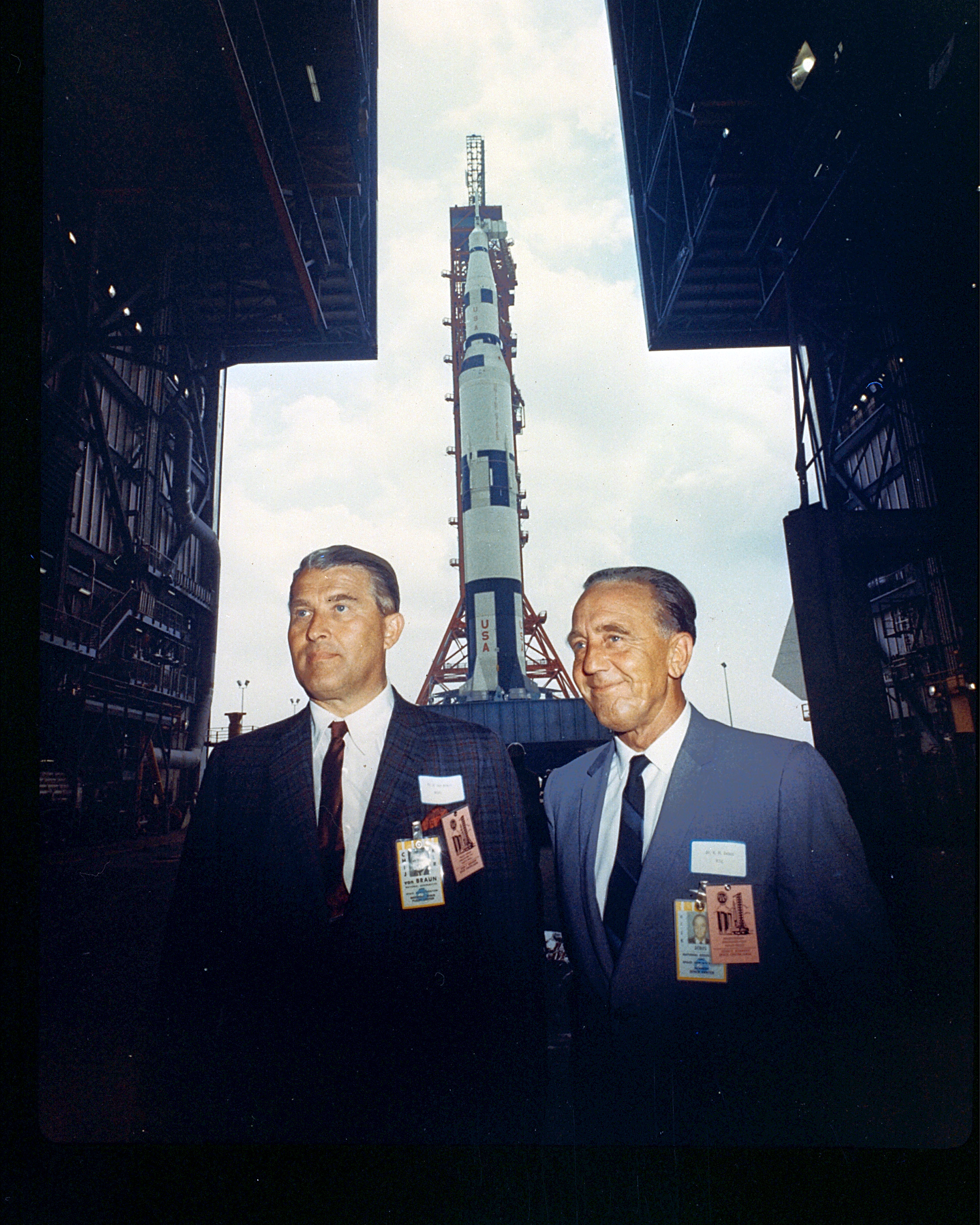
Wernher von Braun a Marshall Űrközpont és Kurt Debus a Kennedy Űrközpont igazgatója az AS–500F VAB-csarnokból való kigördítésekor
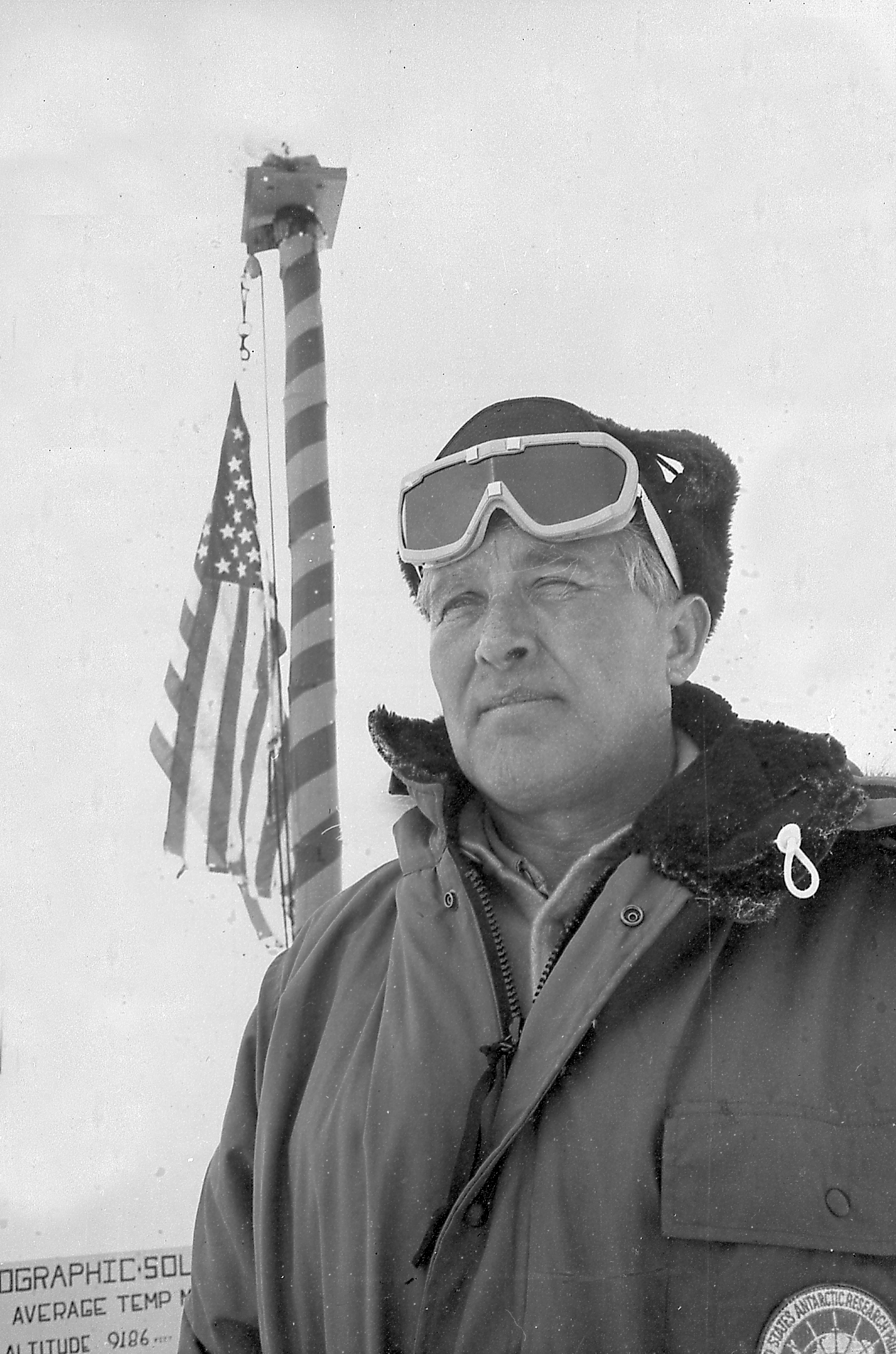
Von Braun a Déli-sarkon
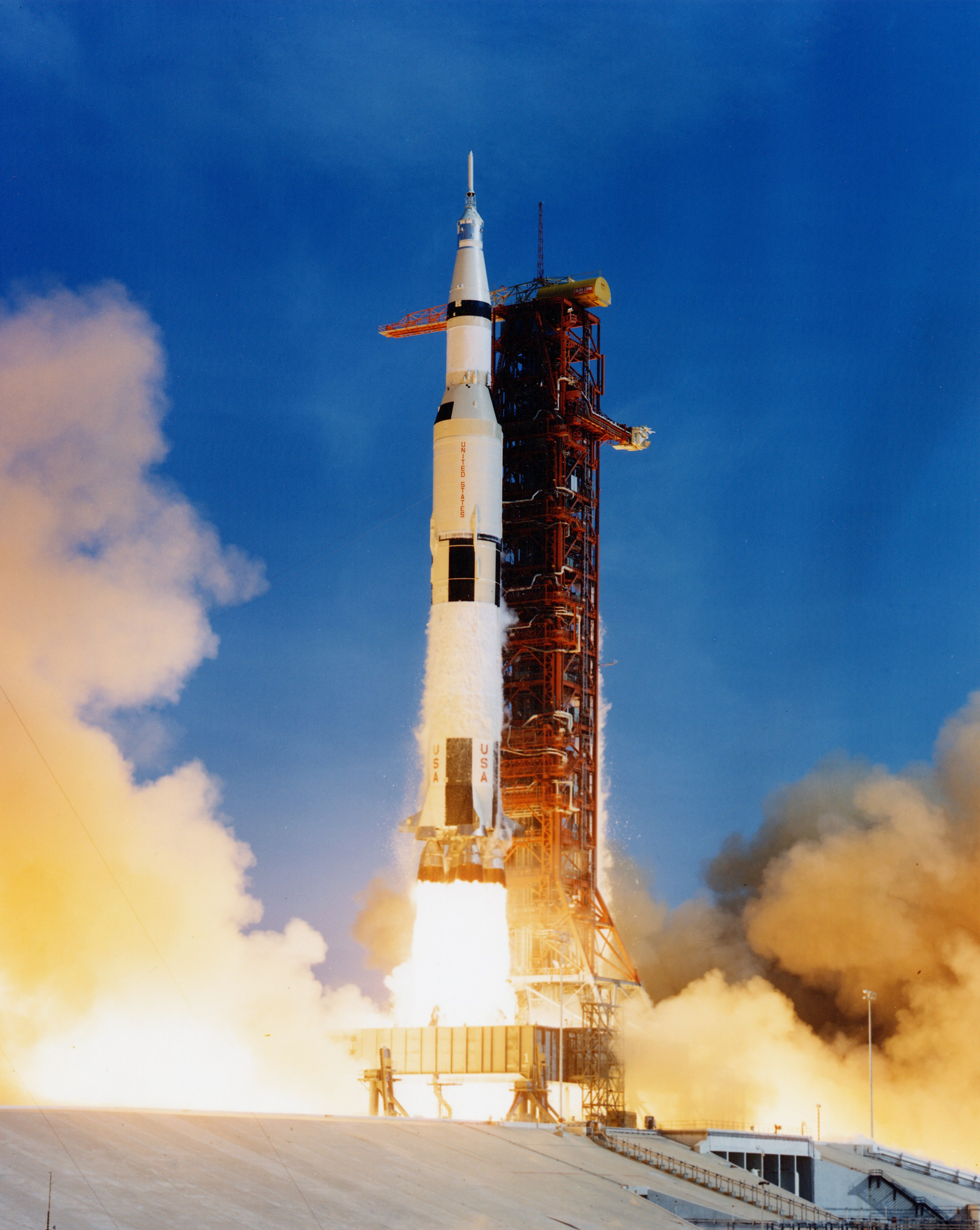
Az Apollo-program mindenki számára bemutatott sikere a sajtóban: von Braun személyes sikere, a sosem látott óriásrakéta tökéletes működése, ami lehetővé tette a holdra szállás
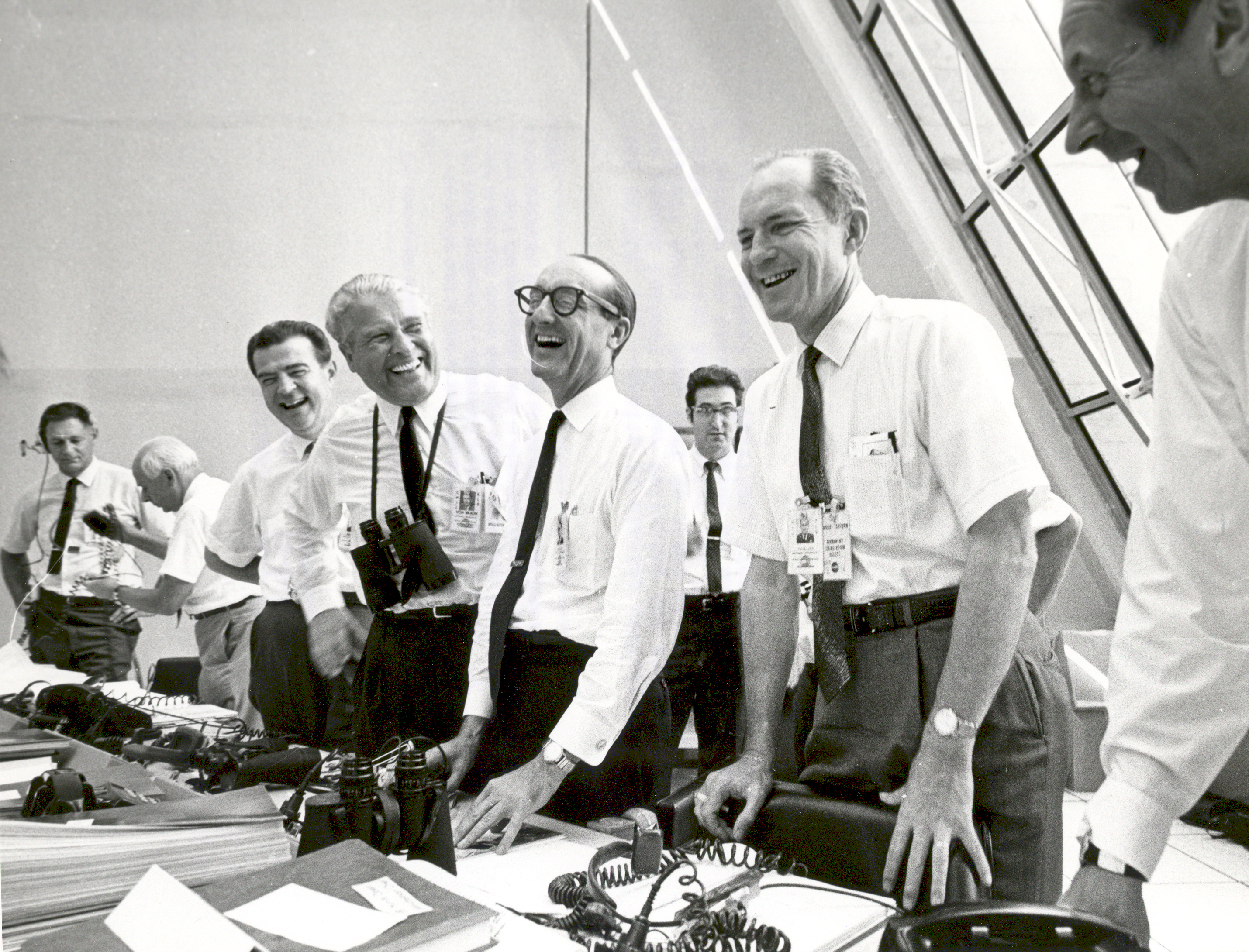
Ugyanaz az esemény az irányítóközpontban: Charles W. Matthews, az emberes űrrepülésekért felelős helyettes NASA főigazgató, von Braun, George Mueller, az emberes űrrepülések irodájának vezetője, Samuel C. Phillips tábornok az Apollo-program igazgatója az Apollo–11 startja után
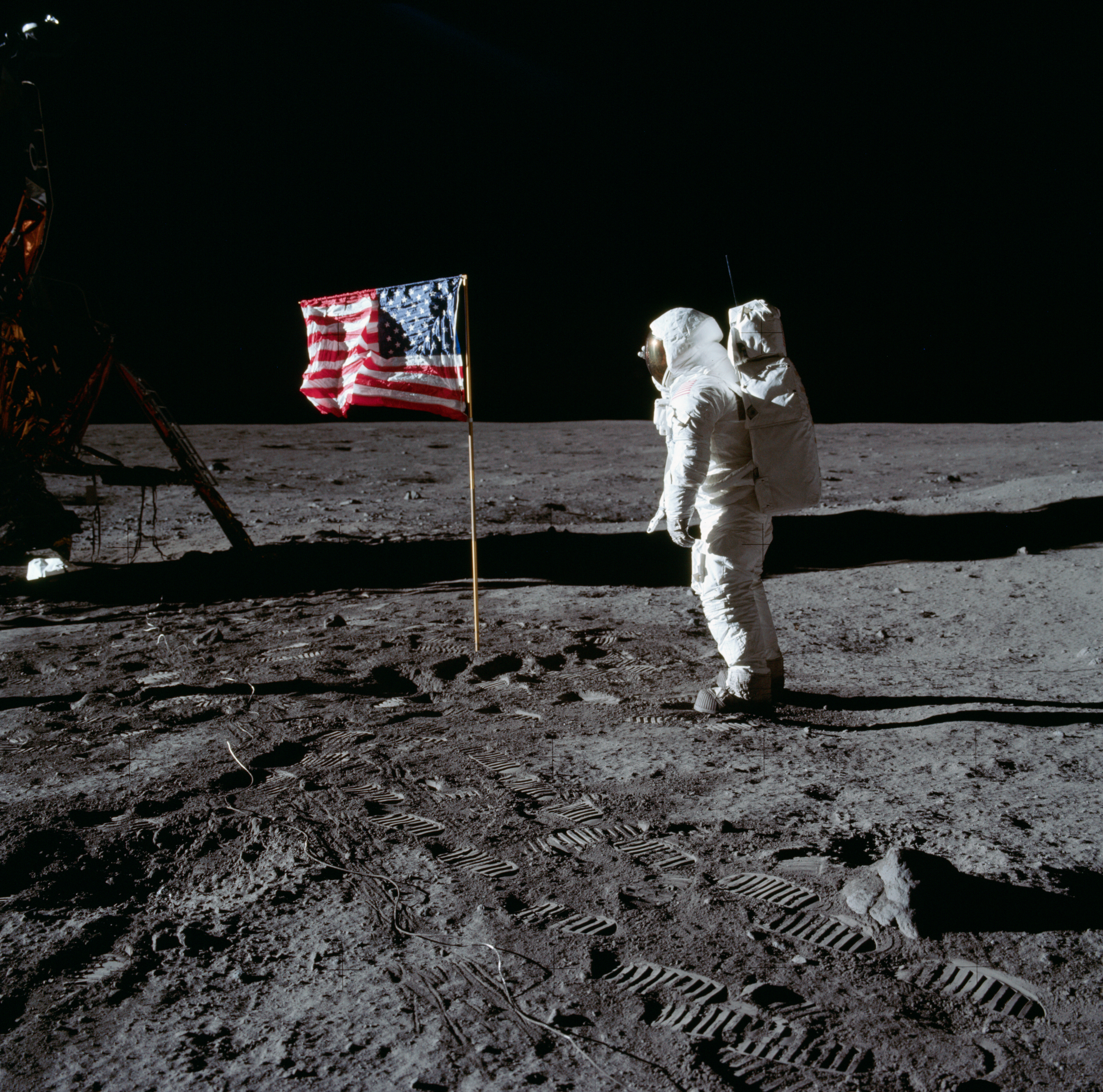
„Nem hiszem, hogy az Egyesült Államok ilyen hamar elérte volna a Holdat, ha nincs von Braun segítsége… sőt nem hiszem, hogy az Egyesült Államok egyáltalán elérte volna a Holdat” – Sam Phillips
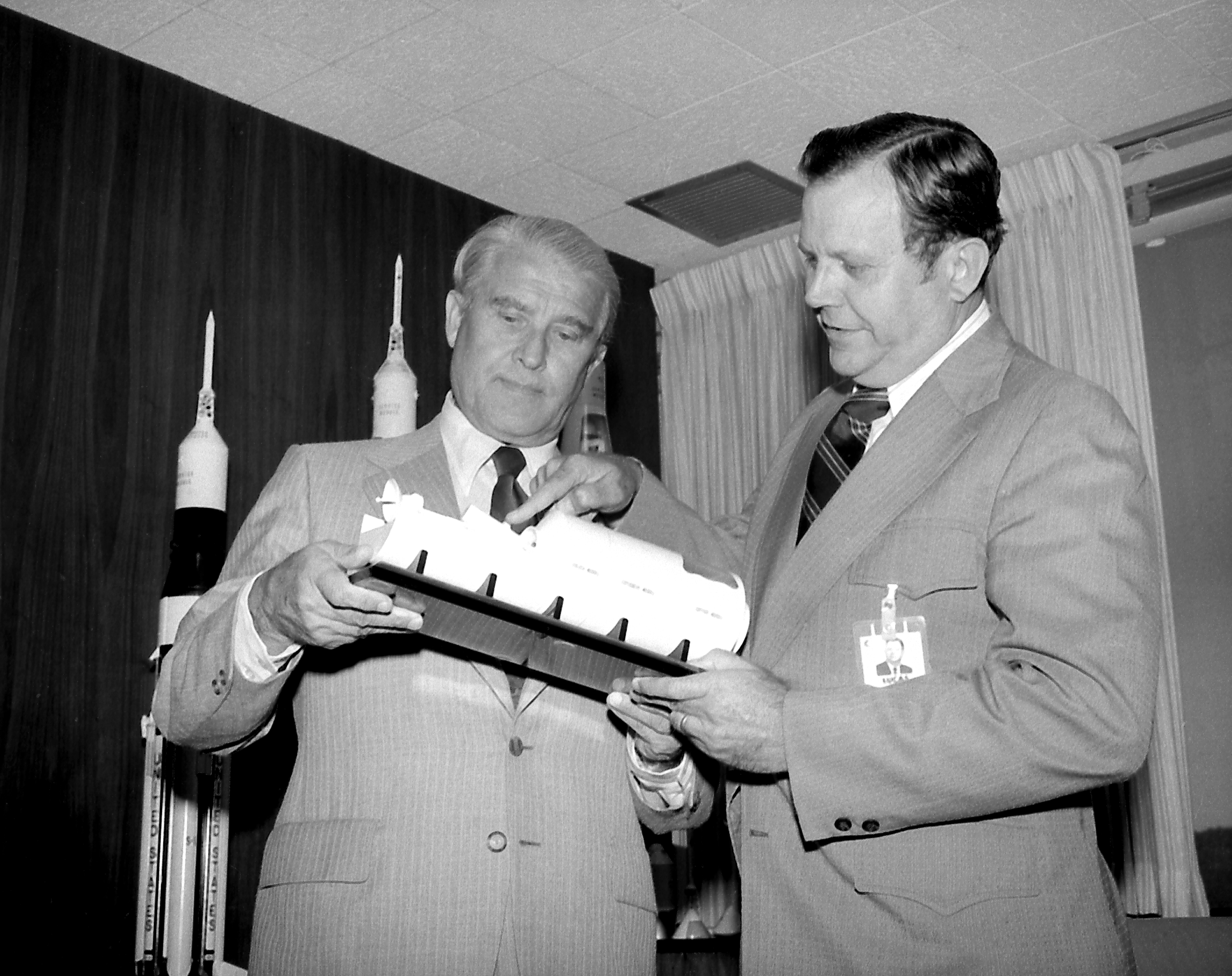
Őrségváltás. Wernher von Braun a Marshall Űrközpont első és William R. Lucas, a harmadik igazgatója egy Space Shuttle-modell részletével

## Elismerései
- A Holdon róla nevezték el a von Braun-krátert az Oceanus Procellarumon.[107]
- A rakétatudós összesen 12 tiszteletbeli doktori címet kapott különböző egyetemektől, köztük 1963. január 8-án a Berlini Műszaki Egyetemtől, ahol eredetileg is diplomát szerzett[108]
- Von Braunt jelölték a Nemzeti Műszaki Tudományok Akadémia tagságára.[109]
- Huntsville-ben róla nevezték el az Alabamai Egyetem területén az általa szorgalmazott Kutatóközpont épületét, a Von Braun Research Hallt 2000-ben. Jelenleg ez az amerikai egyetemeken működő egyik legnagyobb, NASA szponzorálta kutatóközpont.[110]
- Szintén Huntsville-ben avatták fel a von Braun Centert, amely különféle rendezvényeknek (konferenciáknak, kiállításoknak, kulturális és sporteseményeknek) ad otthont.[111]
- Még huntsville-i éveihez köthető, hogy a város korábban Rocket City Astronomical Association (Rakétaváros Csillagászati Társasága) nevű szervezetét átnevezték a tudós után von Braun Astronomical Society-re.[112]
- Németországban számos közterületet (2020-as állás szerint 44-et) neveztek el különböző városokban, így Bonnban, Mannheimben, vagy Mainzban Wernher von Braunról.[113]
- A New York-i Staten Islanden, annak Annadale kerületében neveztek el utcát 1977-ben a rakétatudós után.[114]
- Jelölték az U.S. Space and Rocket Center halhatatlanok csarnokába 1998-ban.[115]

### Kitüntetései
- Vaskereszt lovagkereszttel, 1944[116]
- Németország Szolgálatáért kitüntetés parancsnoki keresztje, 1959[117]
- A Brit Bolygóközi Társaság aranymedálja, 1964[118]
- Elliott Cresson Érdemrend, 1962[119]
- A Brit Bolygóközi Társaság aranymedálja, 1964[118]
- Az International Air & Space Hall of Fame(wd) (nemzetközi repülési és űrhajózási hírességek csarnoka) tagja, 1965[120]
- Langley Arany Érdemrend, 1967[121]
- NASA Kiváló Szolgálatért Érdemrend (NASA Distinguished Service Medal), 1969[122]
- Wilhelm Exner Érdemrend, 1969[117]
- Németország Szolgálatáért Nagykereszt, 1970[117]
- Nemzeti Tudományos Érdemrend, 1975 [123]
- Werner von Siemens Emlékgyűrű, 1975[122]
- Az Amerikai Akadémiáért végzett Teljesítmények arany plakettje, 1975
- Humboldt Társaság Arany Medálja, 1975[117]
- Civitan International Világpolgár Díj, 1970[122]
- National Aviation Hall of Fame (nemzeti repülési hírességek csarnoka) tagság, 1982[124]

## Helye az általános kultúrában

### Saját publikációi

#### Angolul publikált irodalom
- Across the Space Frontier New York: Viking Press, 1952
- Careers in Astronautics and Rocketry (társszerzők C. C. Adams and F. I. Ordway III) New York: McGraw-Hill, 1962
- Conquest of the Moon (társszerzők: F. L. Whipple and W. Ley) New York: Viking Press, 1953
- Exploration of Mars (társszerző: Willy Ley) New York: Viking Press, 1956
- First Men to the Moon New York: Holt, Rinehart and Winston, 1960
- History of Rocketry and Space Travel (társszerző F. I. Ordway III) New York: Crowell, 1969
- Man on the Moon London: Sidgwick and Jackson, 1953
- Mars Project Urbana: University of Illinois Press, 1953
- Space Frontier. New York: Holt, Rinehart and Winston, 1967

(Forrás: NASA)

#### Más nyelven megjelent irodalom
- Bemannte Raumfahrt (a Space Frontier német fordítása) Frankfurt am Main: Fischer Verlag, 1968
- Chandranil Ettal (a Conquest of the Moon indiai kiadása) Bombay: Pearl Publications, 1960
- Chandra-Vijaya (a Conquest of the Moon indiai kiadása, 2. rész) Bombay: Pearl Publications, 1960
- Chêng Fu Hsing K'ung (a Conquest of the Moon tajvani kiadása, 3. rész) Kao-Hsiung: Shih-Sui, 1962
- Erforschung des Mars (az Exploration of Mars német fordítása) Frankfurt am Main: Fischer Bücherei, 1957
- Eroberung des Mondes (a Man on the Moon német fordítása) Frankfurt am Main: S. Fischer, 1954
- Erobergun des Weltraums (az Across the Space Frontier és a Conquest of the Moon részeinek felhasználásával, németül) (With Willy Ley) Frankfurt am Main and Hamburg: Fischer Bucherei, 1958
- Eroberung des Weltraums Német olvasmányos füzet. (társszerző: Willy Ley) New York: Ronald Press, 1963
- Erste Fahrt zum Mond (a First Men to the Moon németül) Frankfurt am Main and Hamburg: Fischer Bucherei; Berlin and Darmstadt: Deut. Buch-Gemeinschaft, 1961
- Esplorazione di Marte (az Exploration of Mars olaszul Willy Ley közreműködésével) Milan: Feltrinelli, 1959
- Først På Månen (a First Men to the Moon dán fordítása) Copenhagen: Munksgaards Forlag, 1961
- Fronteira do Espaco (a Space Frontier portugál fordítása) Sao Paulo: Ibrasa, 1969
- Gabe Tho (a Conquest of the Moon burmai nyelven) Rangoon: Gon Yawng, 1960
- Histoire mondiale de L'Astronautique (a History of Rocketry and Space Travel francia fordítása) Paris: Larousse, 1968
- Kasei Tanken (az Exploration of Mars japán fordítása) Tokyo: Hakuyo-Sha, 1958
- Konstruktive, theoretische und experimentelle Beitraege zu dem Problem der Fluessigkeitsrakete Doktori disszertáció Friedrich-Wilhelm-Universitaet Berlin, 1934
- Le Frontiere dello Spazio (a Space Frontier olasz kiadása) Rome: dall'Oglio, 1968
- Marsprojekt; Studie einer interplanetrischen Expedition Sonderheft der Zeitschrift Weltraumfahrt, Frankfurt: Umschau Verlag, 1952
- Menschen zwischen den Planeten, der Roman der Raumfahrt (az anyagot Von Braun adta F. L. Nehernek) Esslingen: Bechtle Verlag, 1953
- Mars Aller-Retour (a Menschen zwischen den Planeten francia kiadása) Paris: Calmann-Levy, 1955
- Mensen op de Maan (a First Men to the Moon flamand fordítása) Amsterdam and Brussels: Elsevier, 1961
- Op de drenpel van het heelal (a Space Frontier flamand kiadása) Baarn: Boekerij, 1968
- Os Primeiros Homens na Lua (a First Men to the Moon portugál fordítása) Lisbon: Livraria Bertrand, 1962
- Premiers Hommes sur la Lune (a First Men to the Moon francia kiadása) Paris: Albin Michel, 1961
- Primer Viaje a la Lune (a First Men to the Moon spanyol kiadása) Barcelona: Liberia Editorial Argos, 1961
- Schort naar de Sterren (társszerzők: T. Trommsdorf, H. J. Stammer, and R. Kühn) Amsterdam: Wereldbibliotheek, 1963
- Station im Weltraum (Across the Space Frontier németül) Frankfurt am Main: S. Fischer, 1953
- Start in den Weltraum Önálló német kiadvány rakétákról, műholdakról és az űrutazásról (társszerző Willy Ley) Frankfurt am Main: S. Fischer, 1958
- Tur-Retur Månen (a First Men on the Moon svéd kiadása) Stockholm: Gerbers Forlag, 1961
- Tur-Retur Månen (a First Men on the Moon norvég kiadása) Oslo: Nosjanalfarlaget, 1961
- Utposter i rymden (a Space Frontier svéd kiadása) Stockholm: Tiden-Barnaengen, 1969
- Verovering van Het Wereldrium (az Across the Space Frontier és a Conquest of the Moon flamand fordítása) (társszerző Willy Ley) Utrecht and Antwerp: Prismaboeken, 1960
- Viaje a la Luna Cordoba: Direccion, General de Publicaciones, 1964
- Voici l'Espace (a Space Frontier francia kiadása) Paris: Editions Planete, 1969

()
Emellett százas nagyságrendű cikk szerzője volt angol és más nyelveken, amelyet a következő link mutat be: Bibliography of Dr. Wernher Von Braun Archiválva 2020. november 26-i dátummal a Wayback Machine-ben

### Filmbeli és televízióbeli feltűnései, ábrázolásai
Von Braun karaktere több mozifilmben és számos televíziós műsorban, illetve sorozatban is feltűnik:
- Man in Space, Man and the Moon és Mars and Beyond – egy Disneyland-sorozat részei, amelyeket eredetileg 1955. március 9-én, 1955. december 28-án és 1957. december 4-én sugároztak az Egyesült Államokban.
- Wernher von Braun (film) (1960) – Wernher von Braun: Ich greife nach den Sternen írása alapján készült, angol címe: „I Reach for the Stars”; Von Braunt Curd Jürgens, feleségét, Mariát Victoria Shaw játszotta.[126] Egy humorista, Mort Sahl javasolta, hogy az alcím legyen „Csak néha eltaláltam Londont”, de az utalás csak feltűnt a filmben, nem lett alcím, amelyet szerepe szerint egy kritikus amerikai újságíró (James Daly) megformálásában) mond el.
- Megfagyott villámok (Die gefrorenen Blitze), 1967 – Julius Mader dokumentumfilmje a „The Secret of Huntsville” alapján; Von Braunt (akit csak „rakéta báróként” említenek) Dietrich Körner játszotta.
- Mababangong Bangungot (Perfumed Nightmare) (1977) – a főszereplő, egy filippínó, aki az űrrepülésről álmodozik, egy Wernher von Braun rajongói klubot alapít Lagunában, a Fülöp-szigeteken.[127]
- Kidô Senshi Gundam (Mobile Suit Gundam) (1979) – az első Holdon alapított városról szóló animációs film, amelyet a rakétatudós után neveznek el.
- A végtelen szerelmesei – Az Apollo-program (1998) – az HBO minisorozata, von Braunt Norbert Weisser alakította.
- Októberi égbolt (October Sky) – egy 1999-es életrajzi film Homer Hickamről és rakéta-imádatáról. Von Braun (Joe Digaetran megformálásában) mint a fiatal Homer inspirációja jelenik meg.
- Space Race (TV, BBC tévésorozat a NDR-rel, az orosz Первый канал (Россия) és a National Geographic koprodukciójában. (2005) – Von Braunt Richard Dillane játszotta.
- The Lost Von Braun – Aron Ranen dokumentumfilmje. Interjúk hangzanak el Ernst Stuhlingerrel, Konrad Dannenbergel, Karl Sendlerrel, Alex Baummal, Eli Rosenbaummal és von Braun NASA-beli titkárnőjével, Bonnie Holmesszal.
- Wernher von Braun – Rocket Man for War and Peace – három részes dokumentumfilm,[128][129][130][131] angolul a Német Nemzetközi Csatornán (DW)[132] Az eredeti német változat Wernher von Braun – Der Mann für die Wunderwaffen[133] a Mitteldeutscher Rundfunk gondozásában készült. A rakétatudóst Ludwig Blochberger játszotta.[134]
- American Genius tévésorozat (2015): a Space Race (1. évad, 5. rész) von Braunról szól, akit Corey Maher[135] formált meg.
- Timeless tévésorozat (2016): Party at Castle Varlar (1. évad, 4. rész) – von Braunt Christian Oliver játszotta.
- Project Blue Book tévésorozat: „Operation Paperclip” (1. évad, 4. rész) – Von Braunt Thomas Kretschmann alakította.
- For All Mankind webes tévésorozat (2019): „Red Moon” (1. évad, 1. rész), „He Built the Saturn V” (1. évad, 2. rész), „Home Again” (1. évad, 6. rész) – Von Braunt Colm Feore formálta meg.
- Hunters (képzeletbeli webes tévésorozat az Amazon Prime Video gondozásában (2020): „The Jewish Question” (1. évad, 8. rész) – Von Braunt Victor Slezak alakította.

Néhány képzeletbeli karakter, amely filmeken tűnt fel és von Braun volt a modellje:
- Dr. Strangelove, avagy rájöttem, hogy nem kell félni a bombától, meg is lehet szeretni (How I Learned to Stop Worrying and Love the Bomb, 1964): Dr Strangelove (Peter Sellers) alakja részben von Braun alapján lett megformálva, de a karakter Teller Ede, Herman Kahn, és von Braun egyesítésével jött létre, bár egyedül ő osztozott Strangelove náci múltjában.
- Alphaville (1965): egy elveszett tudós, akit Howard Vernon alakít, Professzor von Braunnak hívnak.